# Oroszország építészete
Az orosz építészet alapja a keleti szlávok népi építészete és a bizánci építészet, amely a különböző időszakokban számos nép és kultúra építészeti elemeivel gazdagodott, beleértve az iszlám és a buddhista építészetet is. Az oroszok mellett a külföldi építészek is jelentős szerepet játszottak az orosz művészetben, különösen a barokk és a klasszicizmus időszakában. Mindezek ellenére az orosz építészet számos eredeti irányt, stílust, formát és művészi újítást fejlesztett ki.
A barokk előtti orosz építészet Oroszország világszerte elismert szimbólumává vált. A 19. században a neoklasszikus, a neoorosz és a neobizánci stílusok az Orosz Birodalom hivatalos stílusainak rangjára emelkedtek. A 20. században Oroszországban megjelent konstruktivizmus forradalmasította világszerte az építészetet. Más irányzatok, mint például a szocialista realizmus, jelentős hatást gyakoroltak a kommunista országok művészetére.
Az orosz építészet más művészeti területekkel együtt Oroszországon kívül is jelentkezett, a világ jelentős részén, főként Kelet-Európában, a Közel-Keleten, a Kaukázusban, Közép-Ázsiában, a Távol-Keleten.

## Faépítkezés

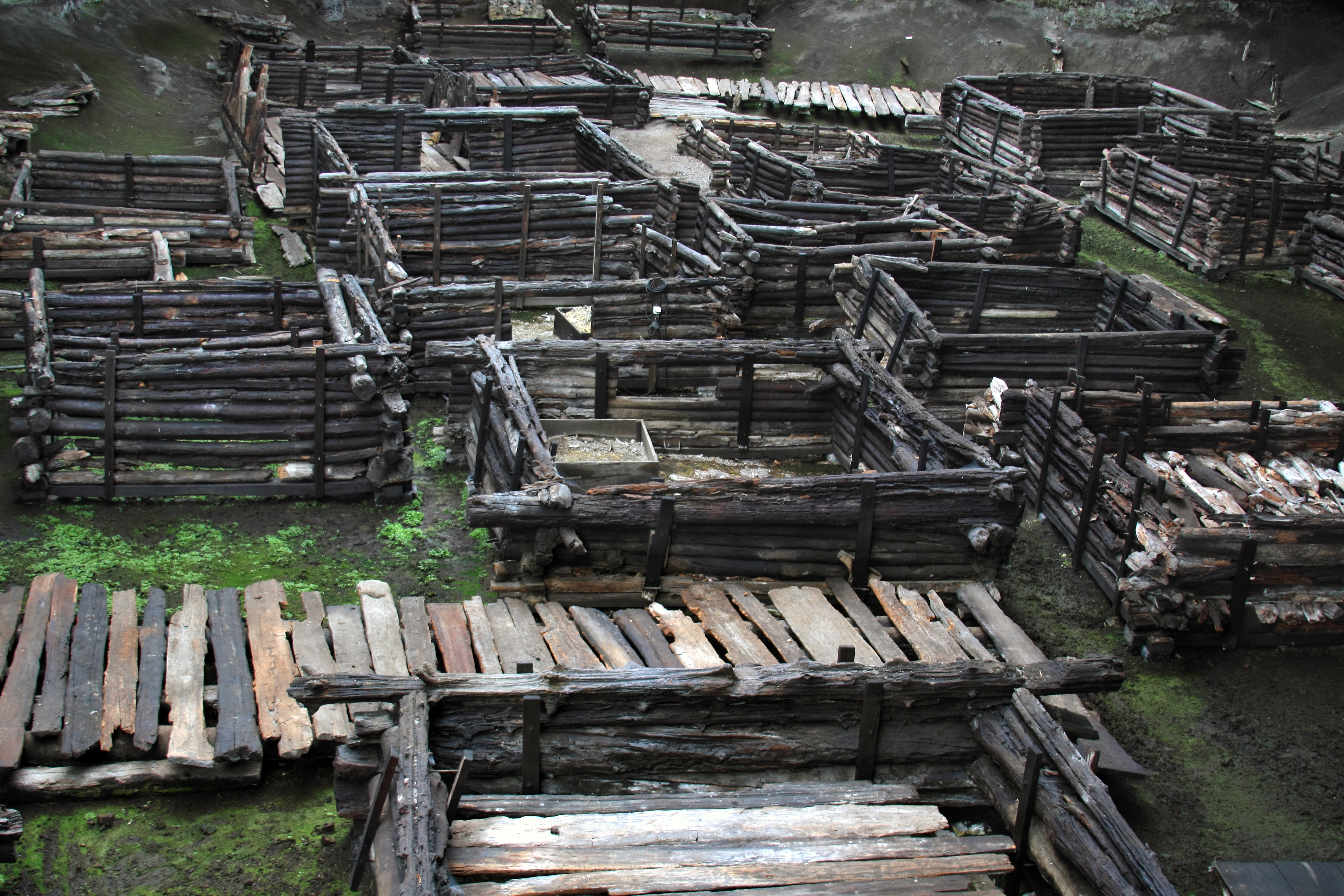
13. századi kézművestelepülés egyhelyiséges rönkházainak maradványai

Egészen a 17. század végéig Oroszország fő építési anyaga a fa volt. Fából nemcsak a lakóházak, hanem a templomok, kolostorok, erődök épültek nagy számban. Még kocsiutak és a járdák is (ha voltak), fából készültek. Az idő és a tűzvészek miatt csak kevés épület maradt meg az utókorra, azok is csak a későbbi korokból.
Az első kőépületek a 11. században épültek, s ezek – sok évszázadon át – főleg templomok és kolostorok voltak.
A fát még a 19. század végén és a 20. század elején is széles körben használták, hagyományos orosz lakóházak zöme rönk- vagy gerendaház volt.

### Lakóházak
A tipikus orosz háztípus kezdetben a klety (Клеть) volt, egy téglalap alakú, egyhelyiséges, egyszerű rönkház vagy inkább kunyhó. Ezek igen kicsik voltak, 3x2 méteresek és nem volt ablakuk. Az apró fakunyhó szalmával volt fedve. Gyakran fűtés sem volt bennük.
Наши предки лезли в клети. (Őseink kletybe bújtak.)  – Szása Csornij, orosz-francia költő-író 
Később megjelent az a lakóháztípus, amelyet általában izbának (изба) hívnak, szintén rönképület, néha deszkafalazattal, nyeregtetővel vagy kontyolt tetővel. Az izbák  elterjedtek az orosz parasztok körében a kelet-európai síkság övezetében. Ezeknek a házaknak már volt kis ablakuk, amelyek úgy voltak kialakítva, hogy a füstöt kiengedjék. Szinte a mennyezet alatt helyezkedtek el. Az ilyen ablakokat húzóablakoknak nevezték és deszkával fedték be őket.

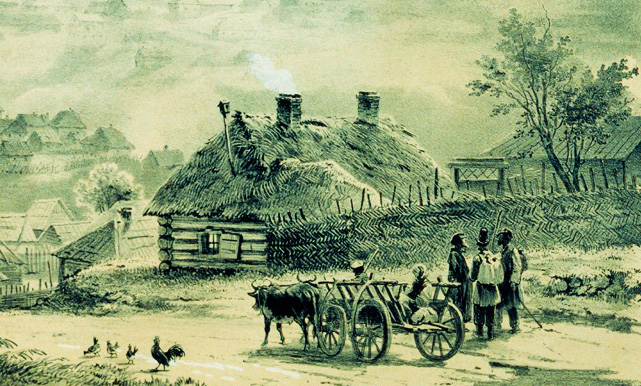
Dél-orosz háztípus. Voronyezs, 19. század
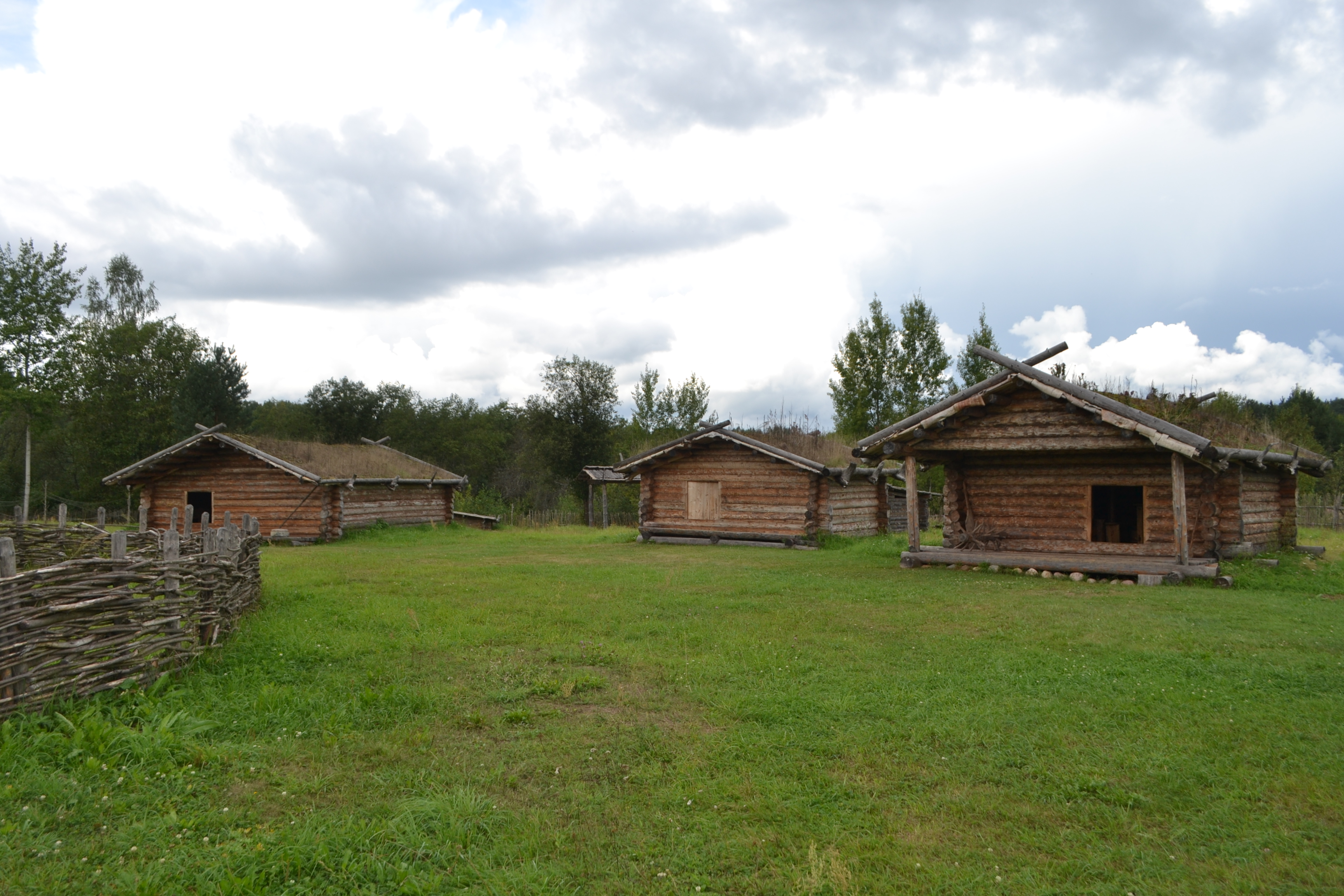
Orosz rönkházak, ún. izbákkal
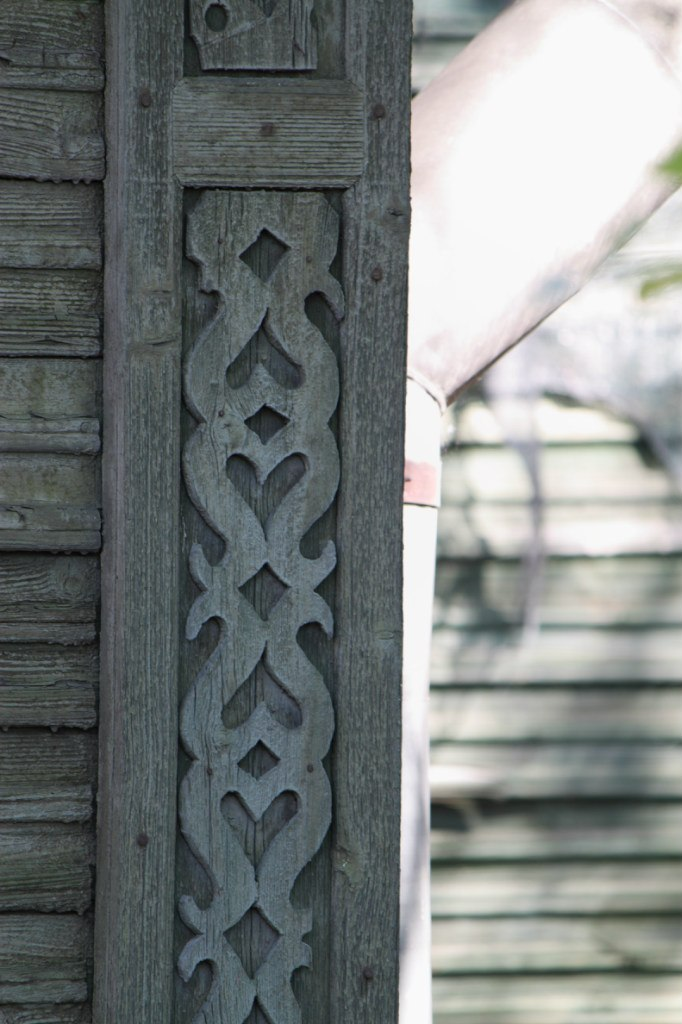
Fafaragás egy ház külső sarkának kialakításában
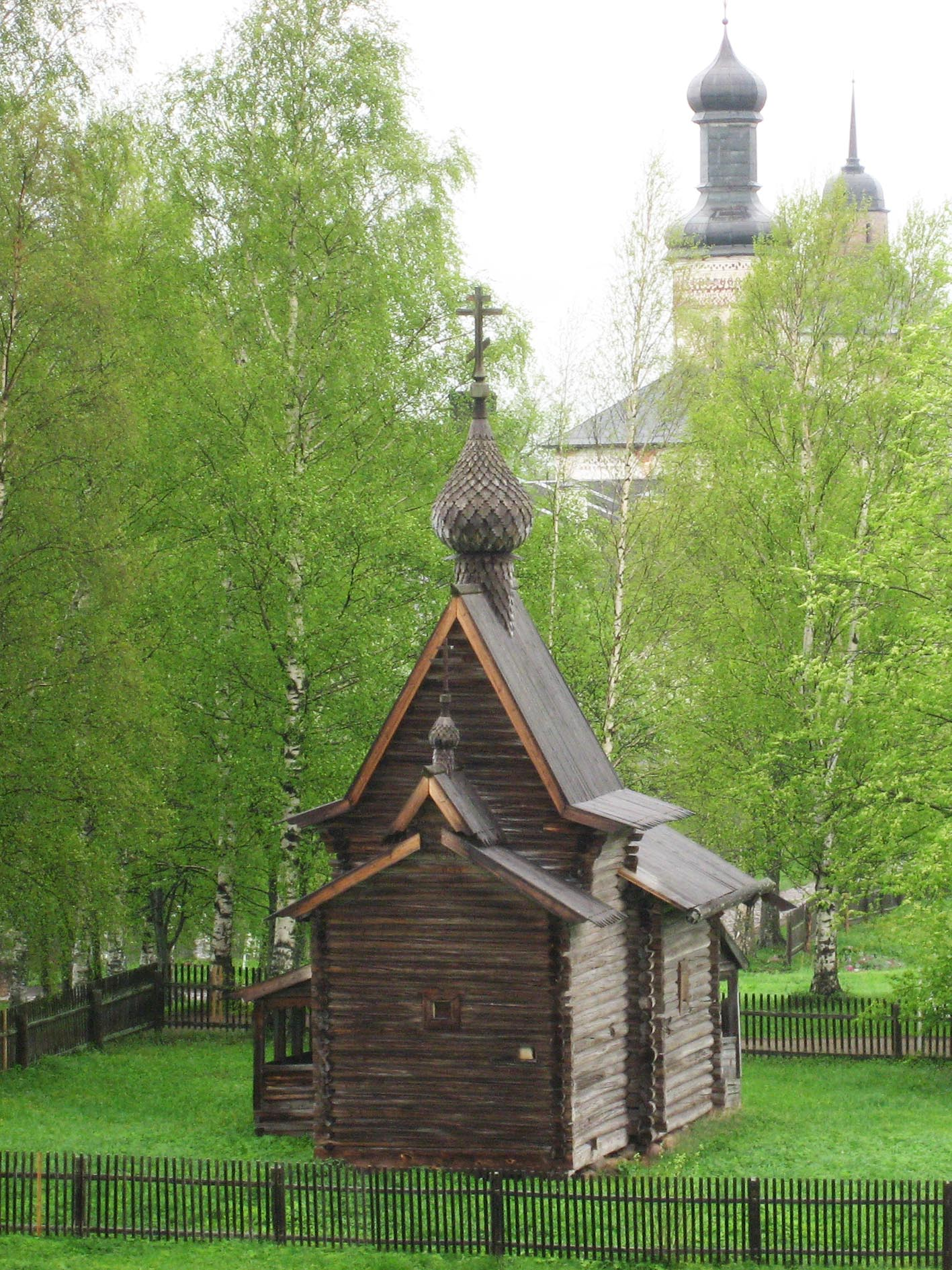
Fatemplom
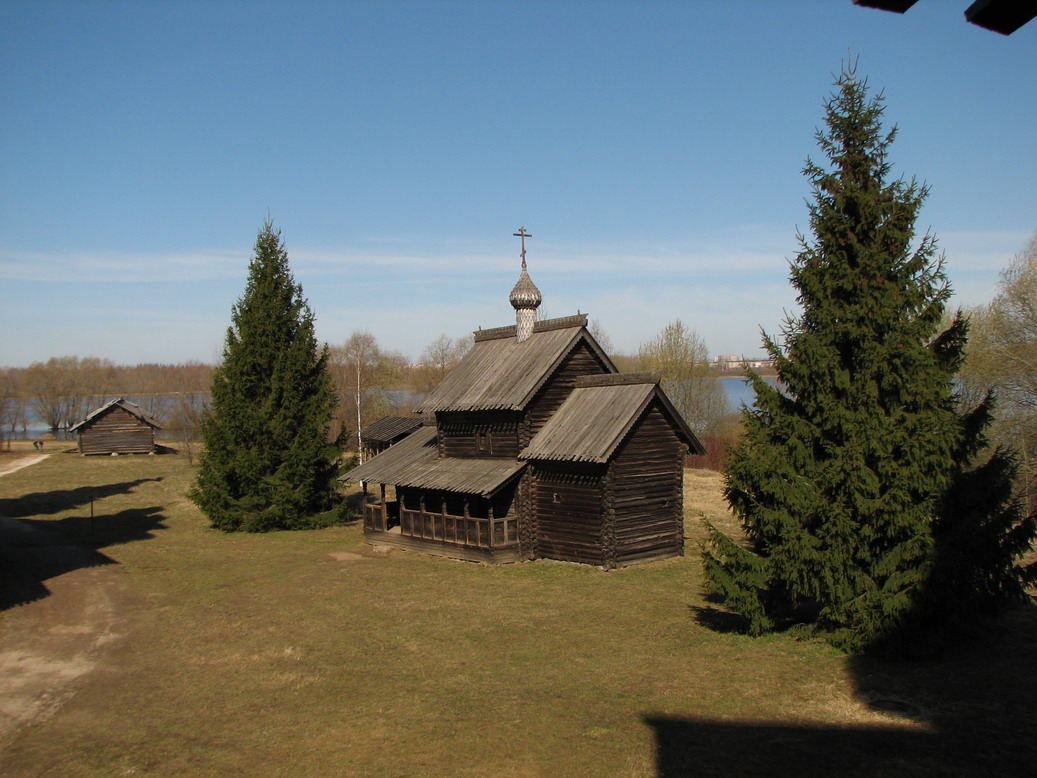
orosz fatemplom

## Korai középkor és a Kijevi Rusz

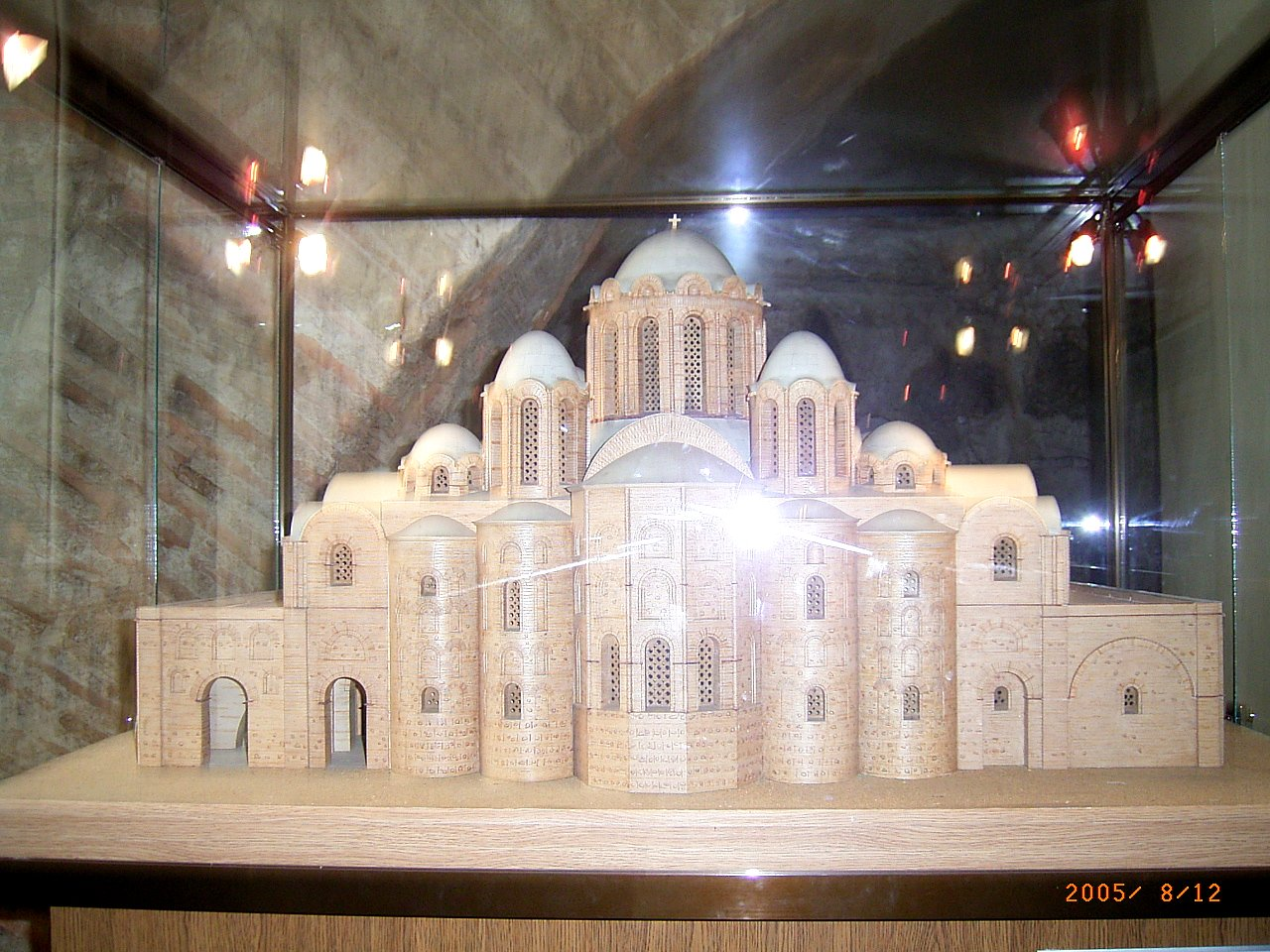
A kijevi Szent Szófia-székesegyház feltételezett eredeti megjelenésében, 1037 körül (modell)

Az orosz építészet az ősi szlávok faépületeivel kezdődik. A szláv pogány templomoknál jellemző a külső galéria és a tornyok sokasága.
A Kijevi Rusz kereszténységének kezdete óta az orosz építészetet évszázadokon át, egészen Konstantinápoly elestéig leginkább a bizánci építészet befolyásolta.
Az orosz kultúra teljesen bizánci hatás alatt állt, s a kereszténységet is Bizáncból hozta magával a 10. század végén I. Vlagyimir kijevi nagyfejedelem és aztán erőszakkal terjesztette.
A 11. század orosz építészete a bizáncinak provinciális hajtása volt, s maguk a mesterek is nagyrészt Bizáncból jöttek. A legelső templomok egyike a kijevi Szt. Zsófia-katedrális, amelynek eredeti alakjukban fennmaradt részei világosan mutatják Bizánc befolyását, ugyanebből a korból való Csernyihiv székesegyháza, szintén bizánci szellemben. Ezeknek a régi templomoknak öt apszisuk volt: valóságos kupolaerdővel voltak fedve; a fejlődés során aztán az apszisok száma háromra apadt.
A 11. században az orosz építészet a kijevi építészeti tradícióval együtt már a román stílus hatását is mutatja. De ezenfelül mind határozottabban jelentkeznek az építészetben a nemzeti karakter sajátos motívumai.
A 13. sz.-i mongol betörés a kijevi művészet további fejlődését megakadályozta, de Novgorod és Pszkov környékén élénk műgyakorlat virágzott (novgorodi Szent Szófia-katedrális).
A 12. sz.-ból Vlagyimirban is jelentős emlékek maradtak fenn.

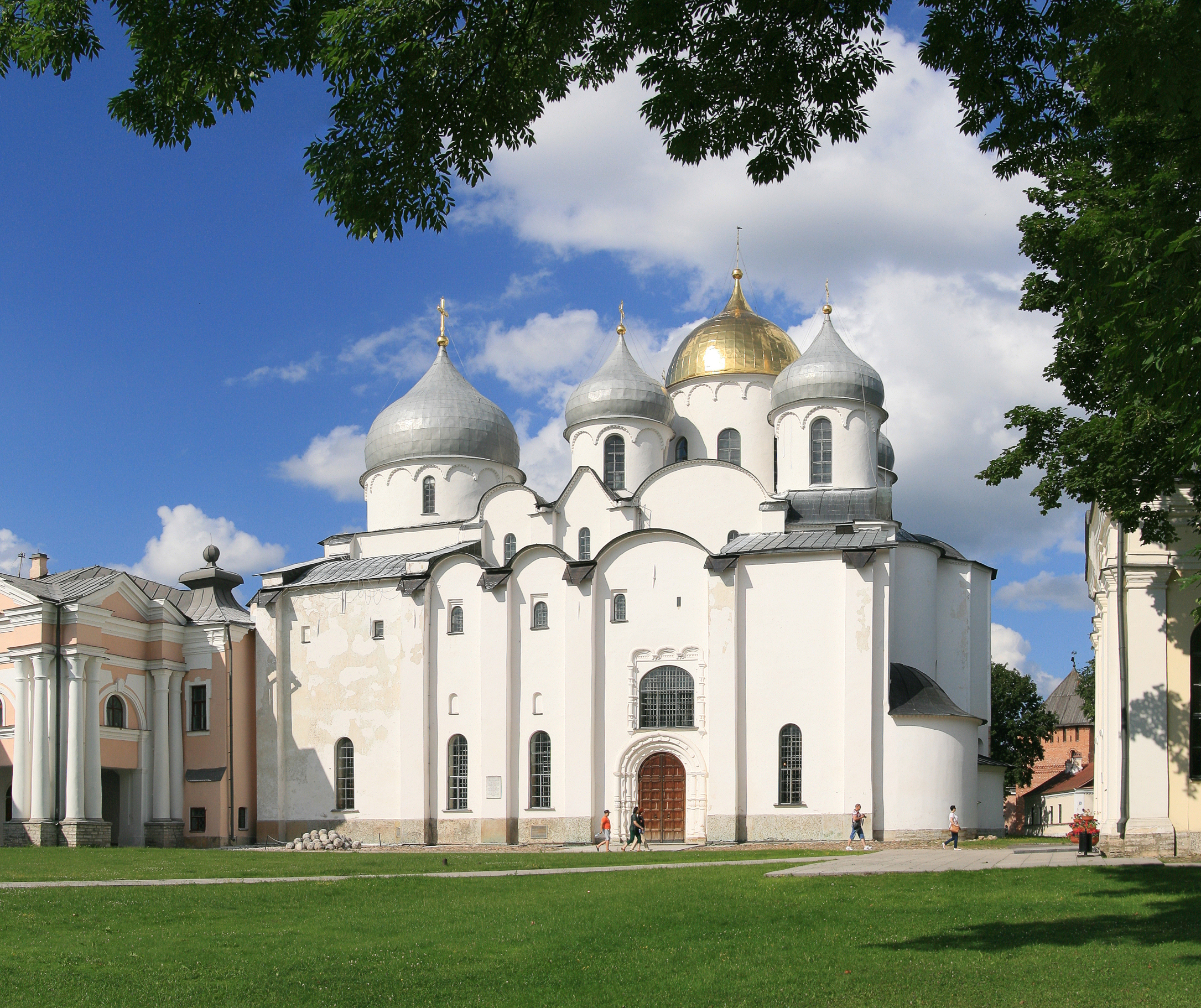
Szent Szófia-székesegyház Velikij Novgorodban (1045–1050)
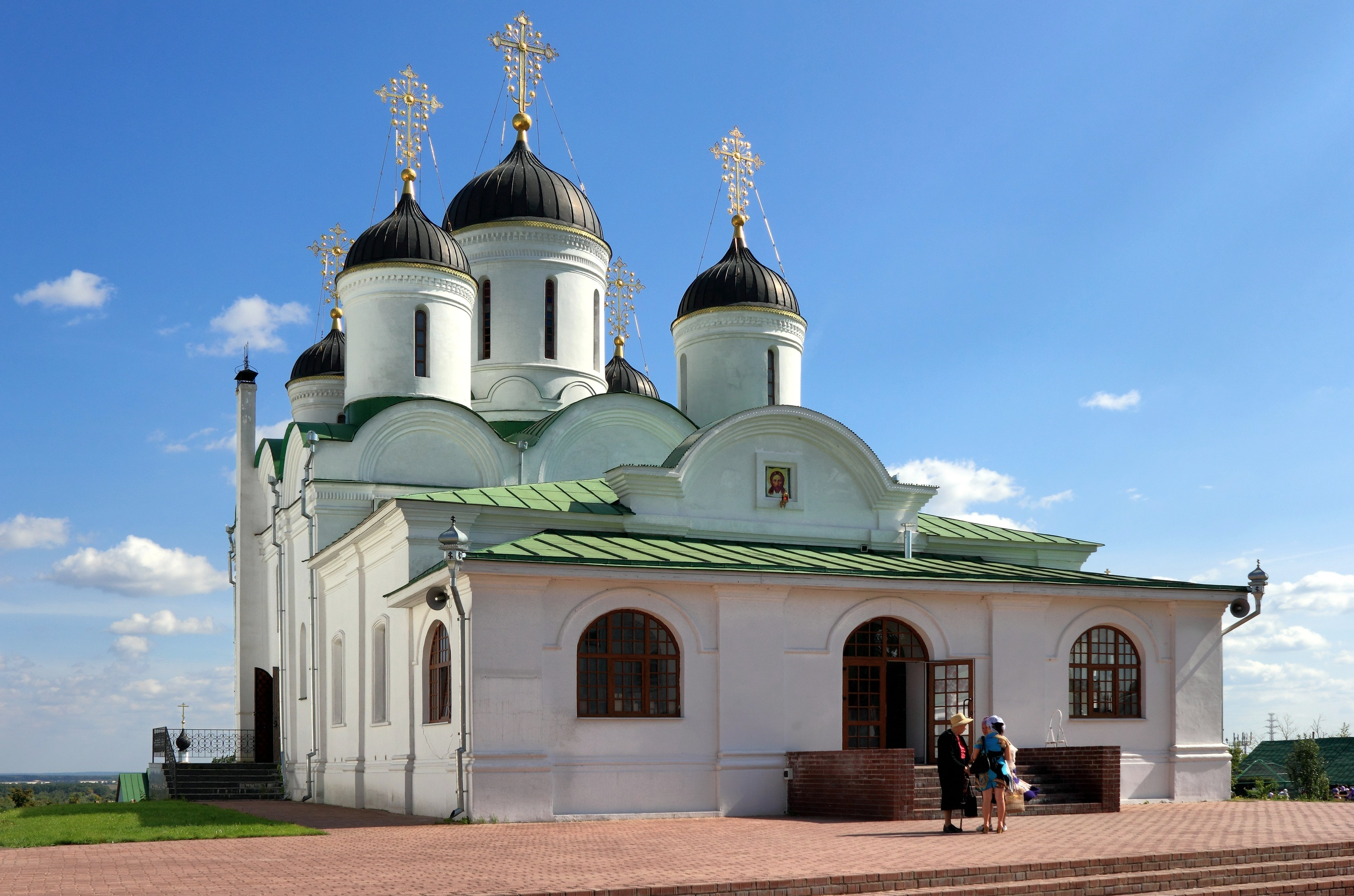
Kolostor Muromban (1096)
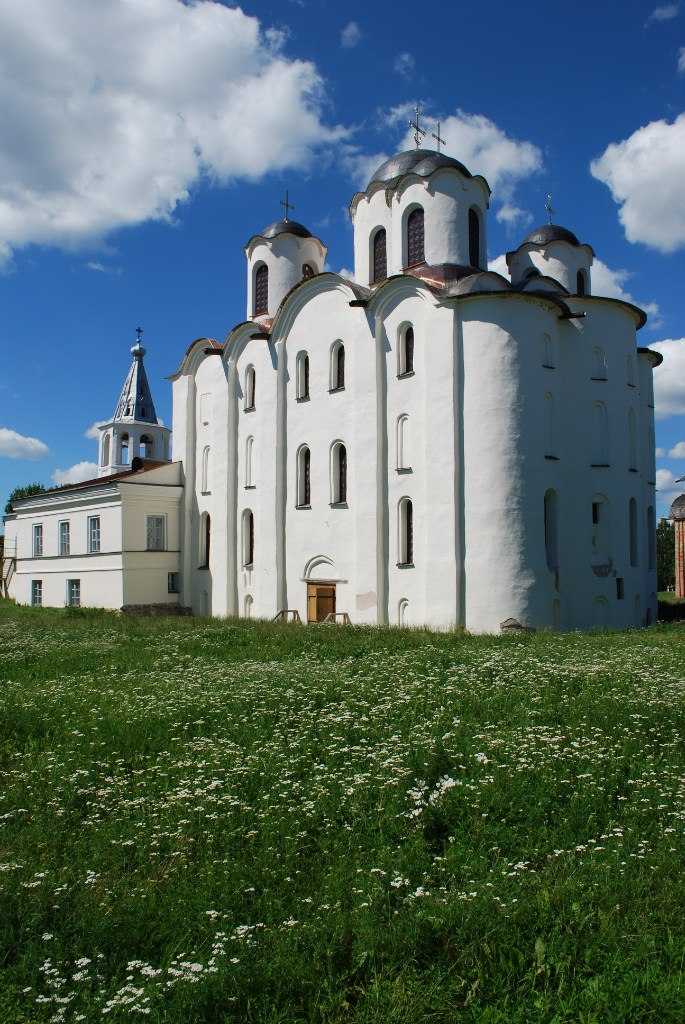
Szent Miklós-székesegyház Velikij Novgorodban (1113–1136)
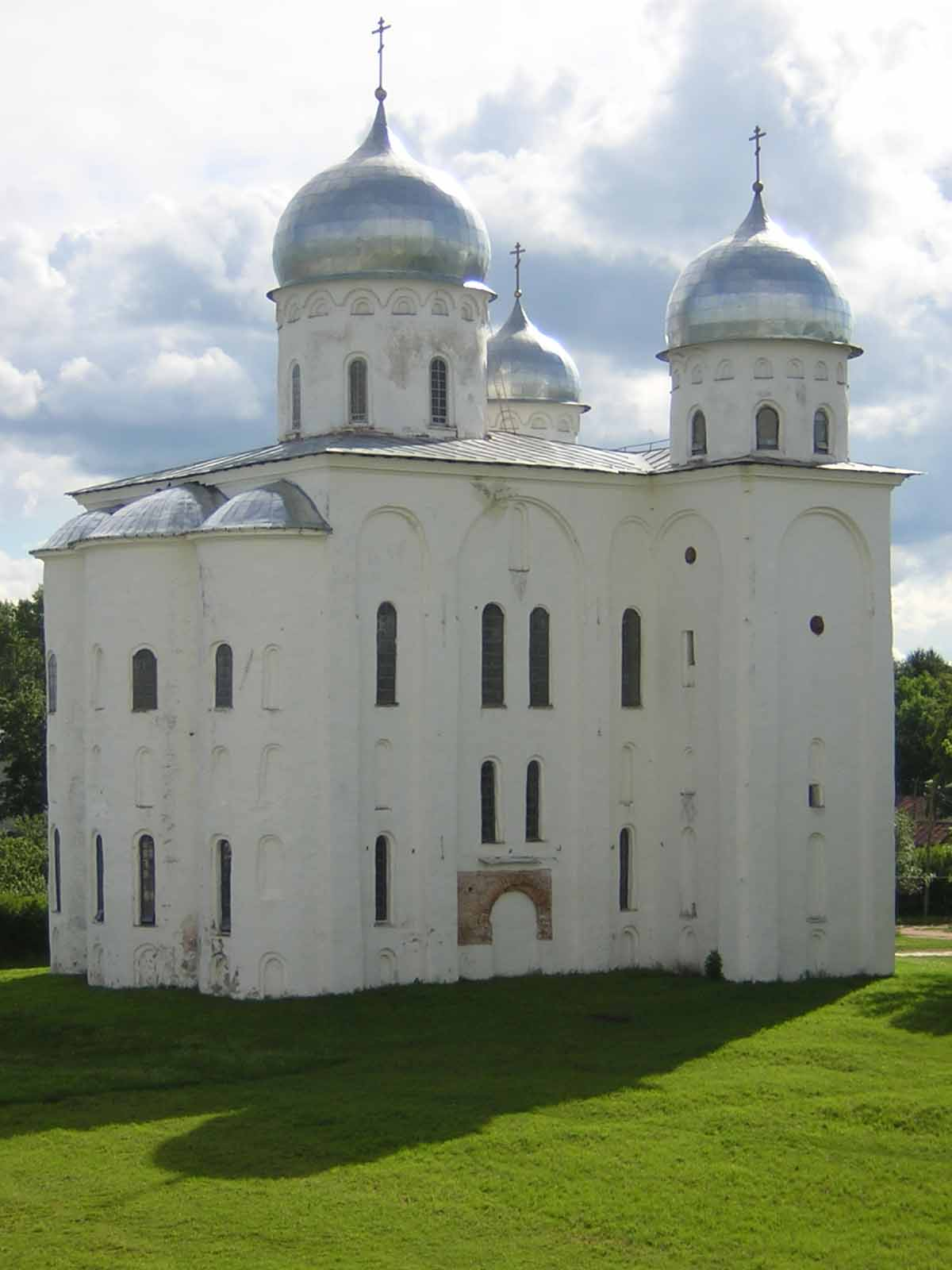
Jurjev-kolostor Velikij Novgorod közelében (1119)
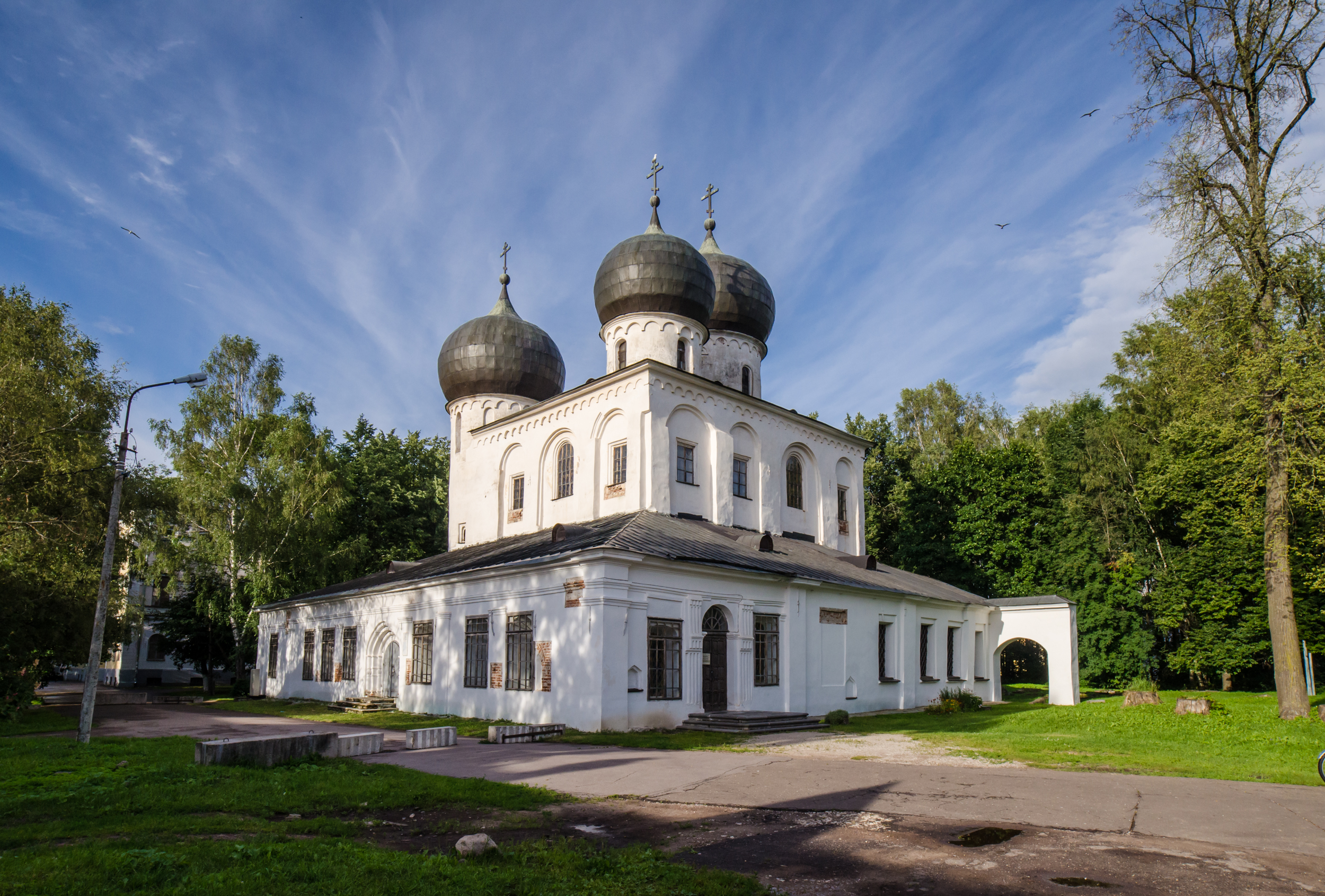
A Legszentebb Istenszülő Születése-templom a Velikij Novgorod-i Római Szent Antal-kolostorban (1122)
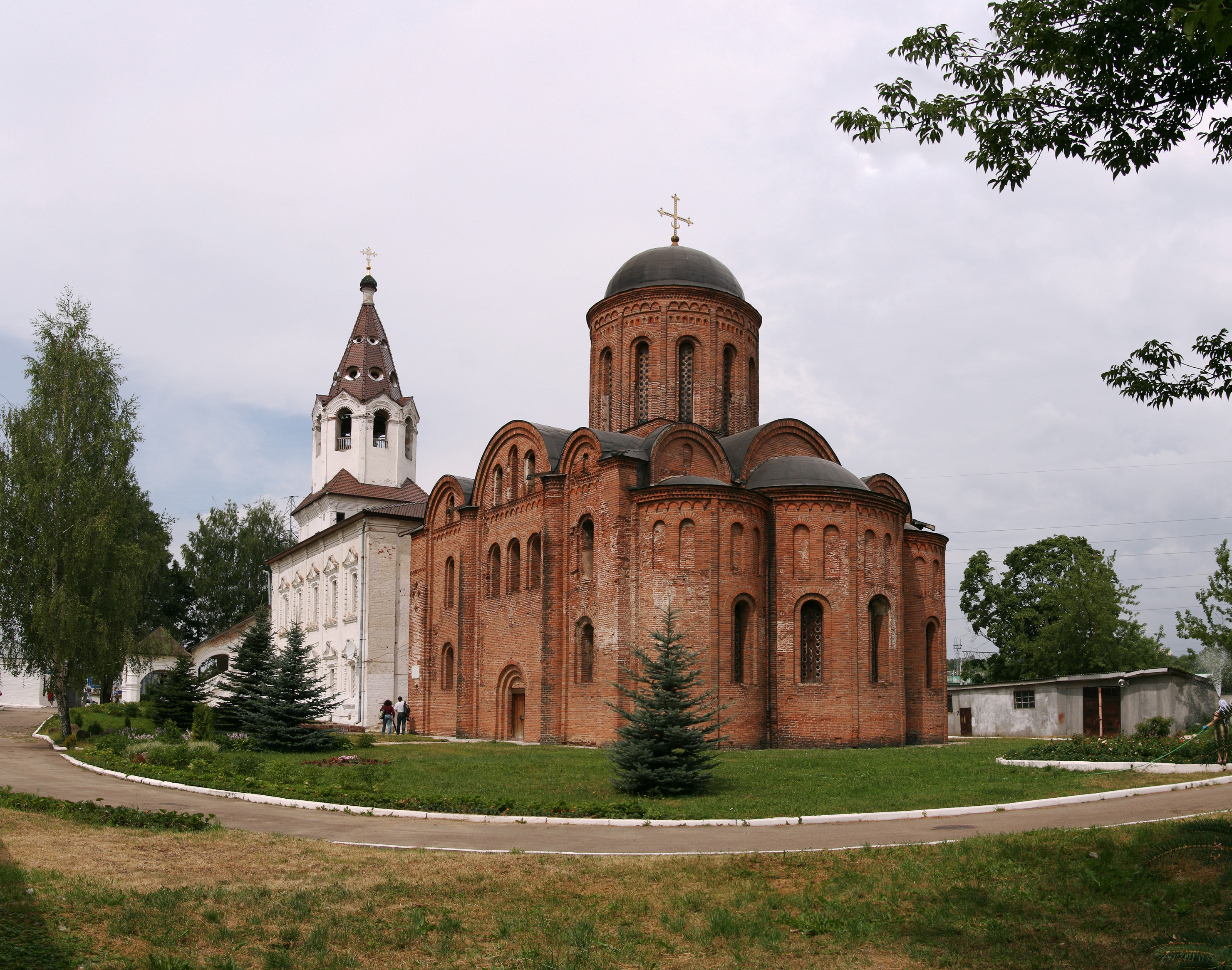
Szmolenszki Szent Péter és Pál templom (1146)
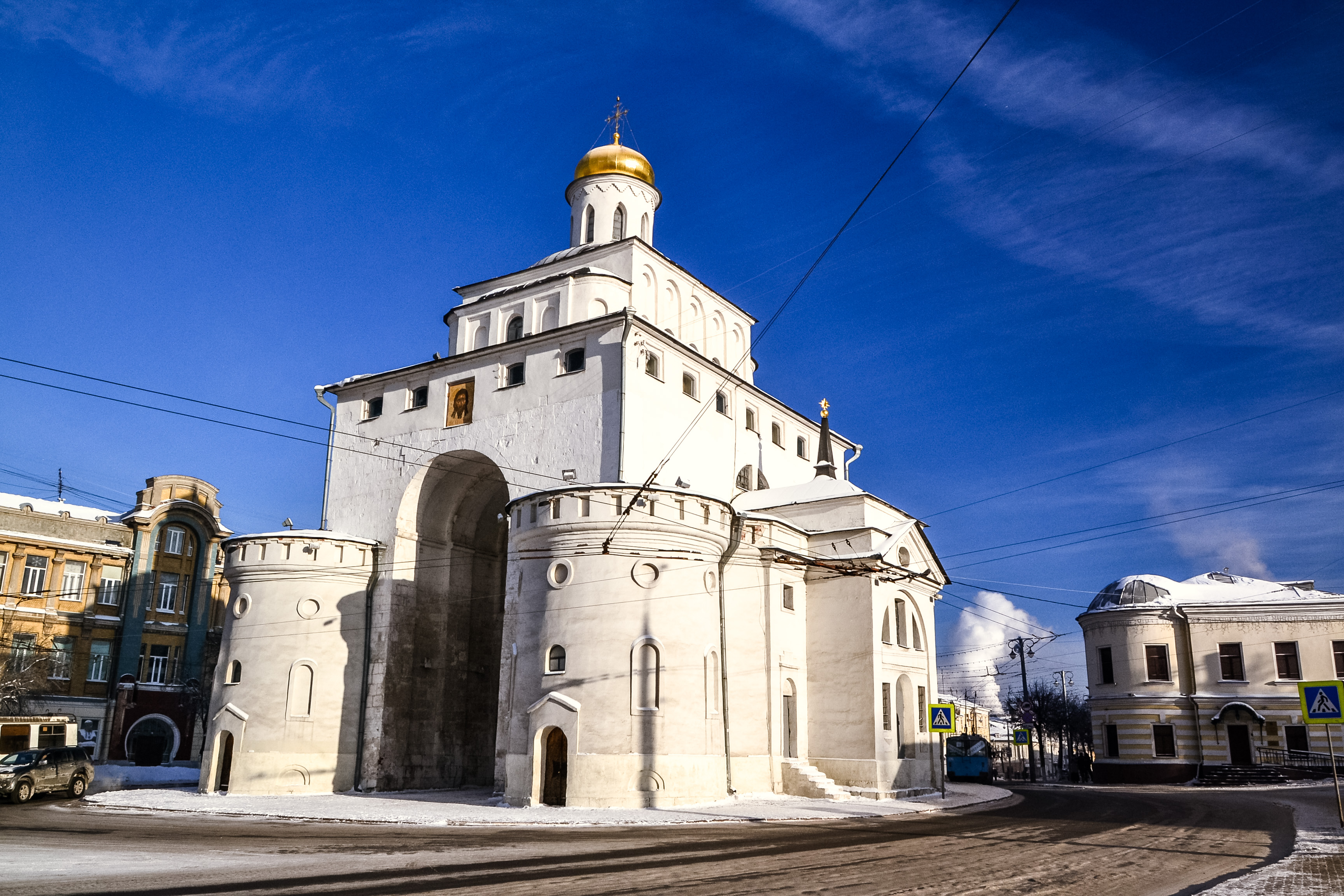
Vlagyimiri Arany-kapu (1158–1164)
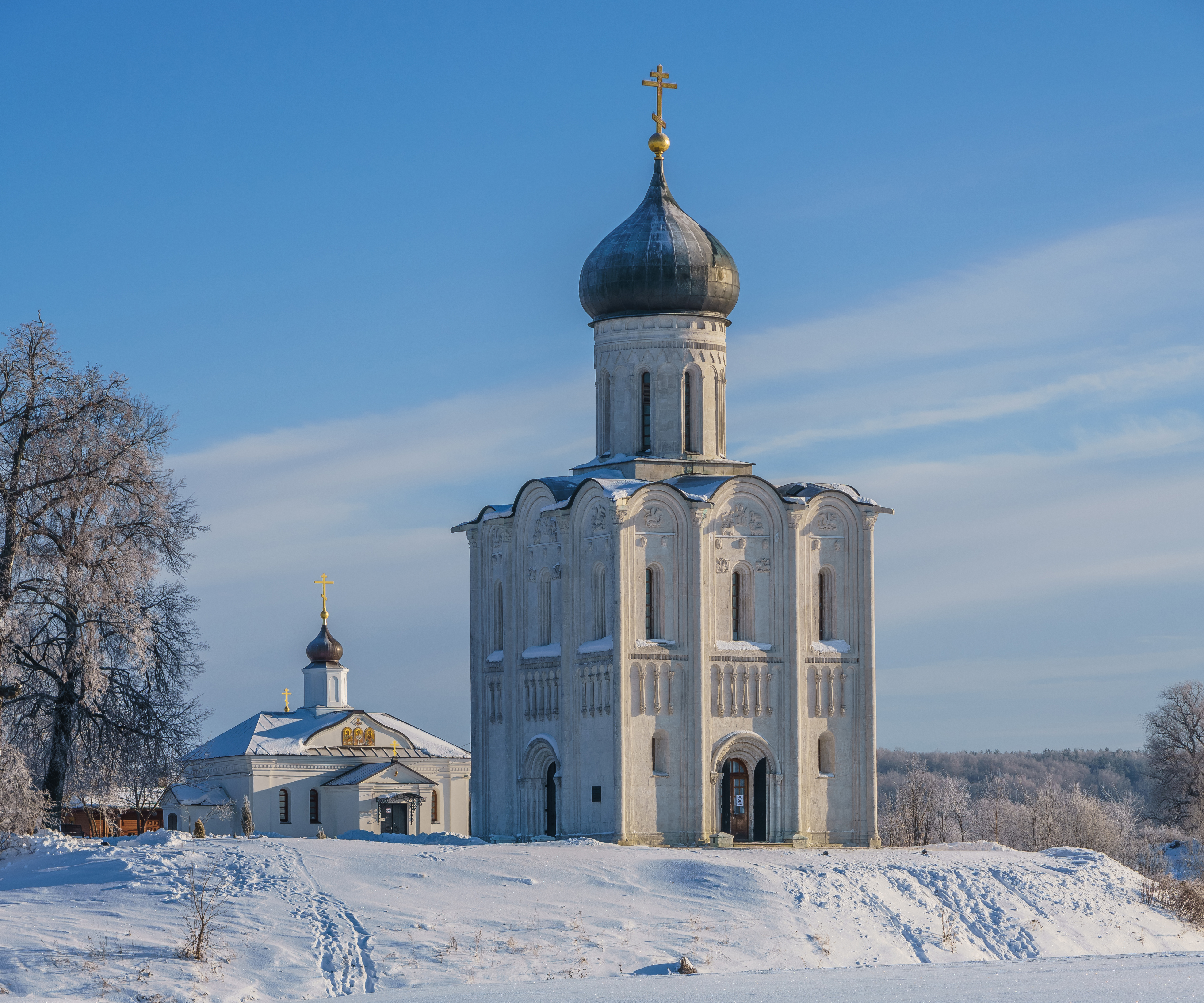
Mária oltalma templom (1165)
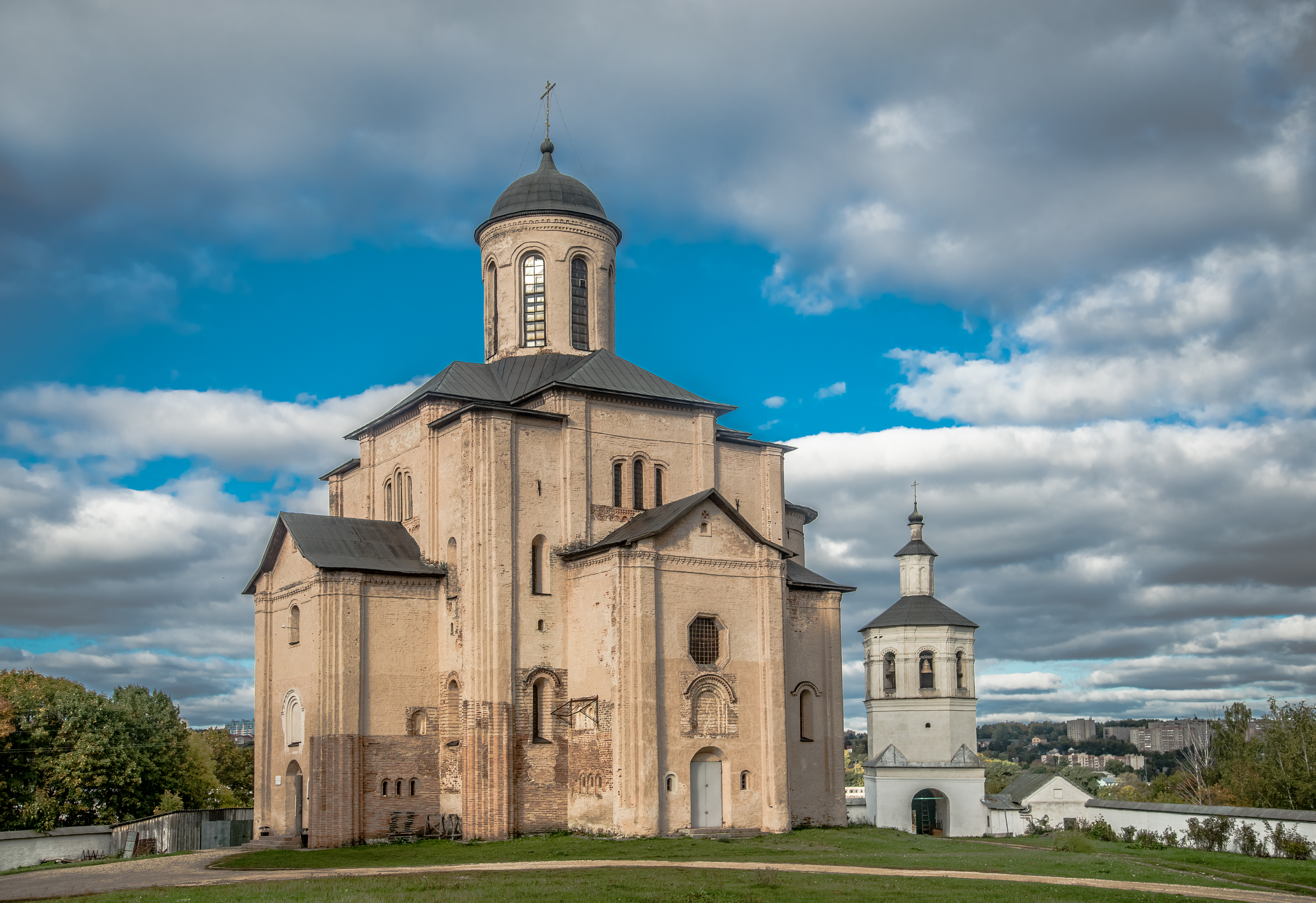
Szmolenszki Szent Mihály arkangyal-templom (1180–1197)
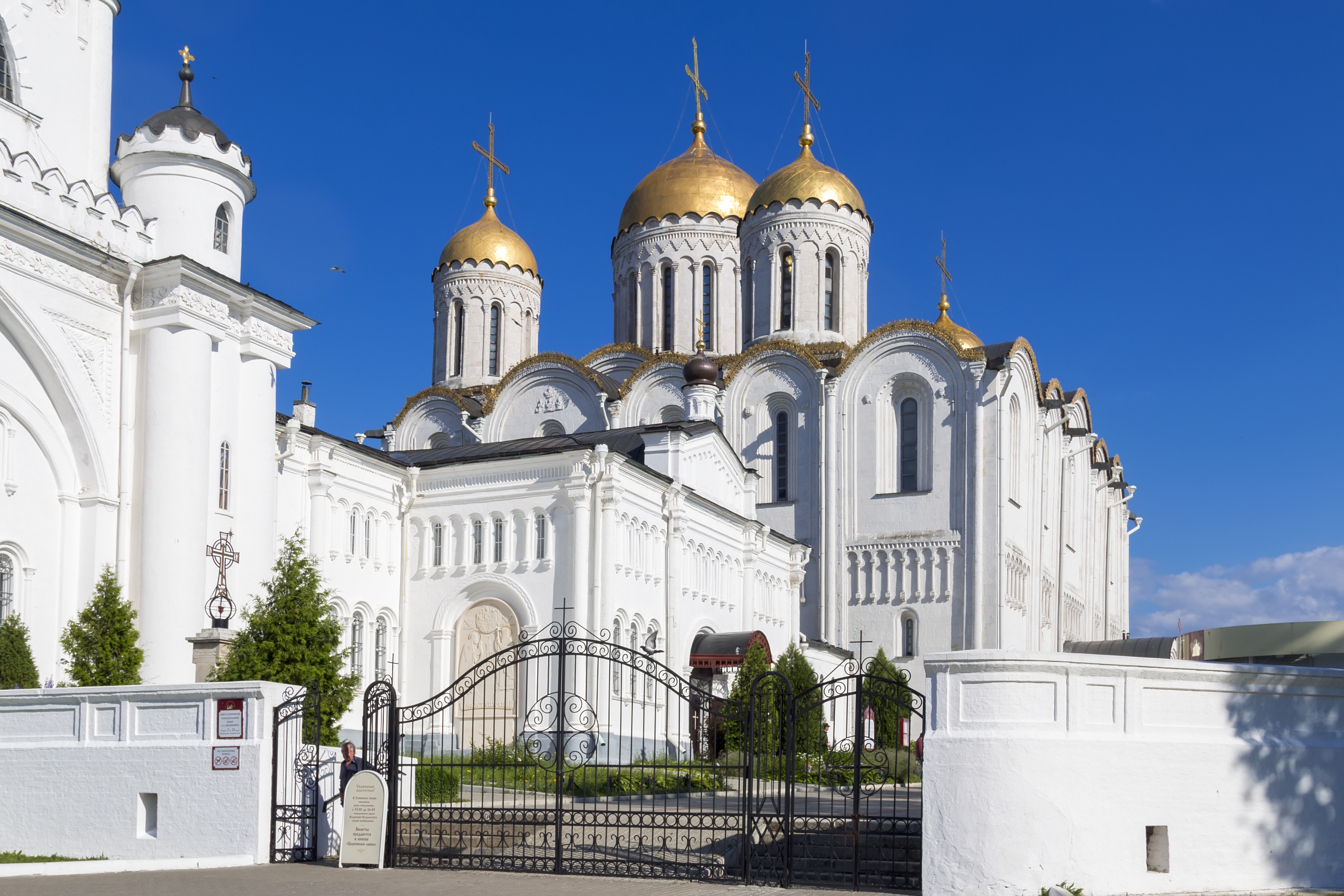
Vlagyimir, Istenanya elszenderedése székesegyház (1186–1189)
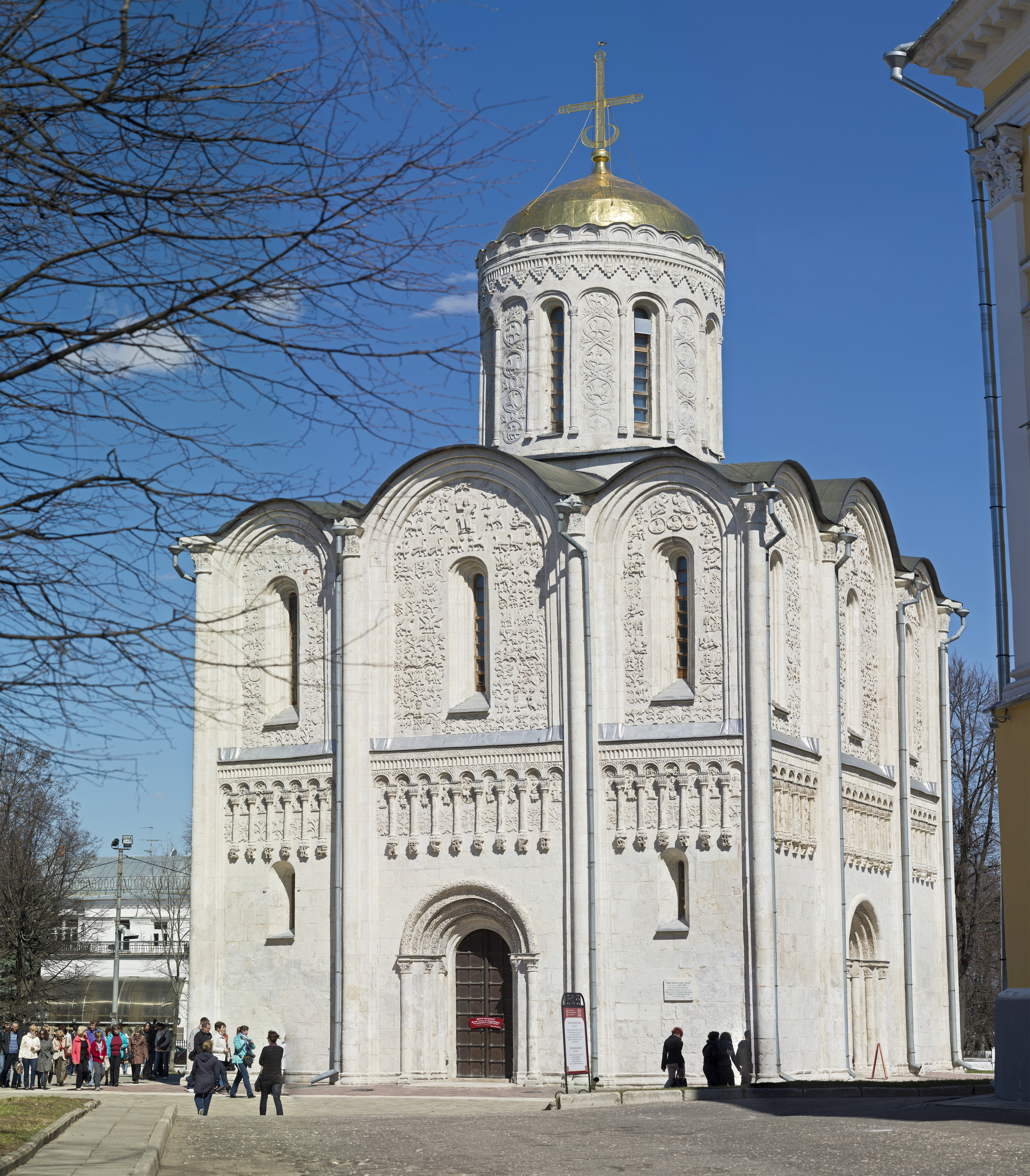
Dmitrij-székesegyház (Vlagyimir) (1194–1197)

## A Kijevi Rusz után

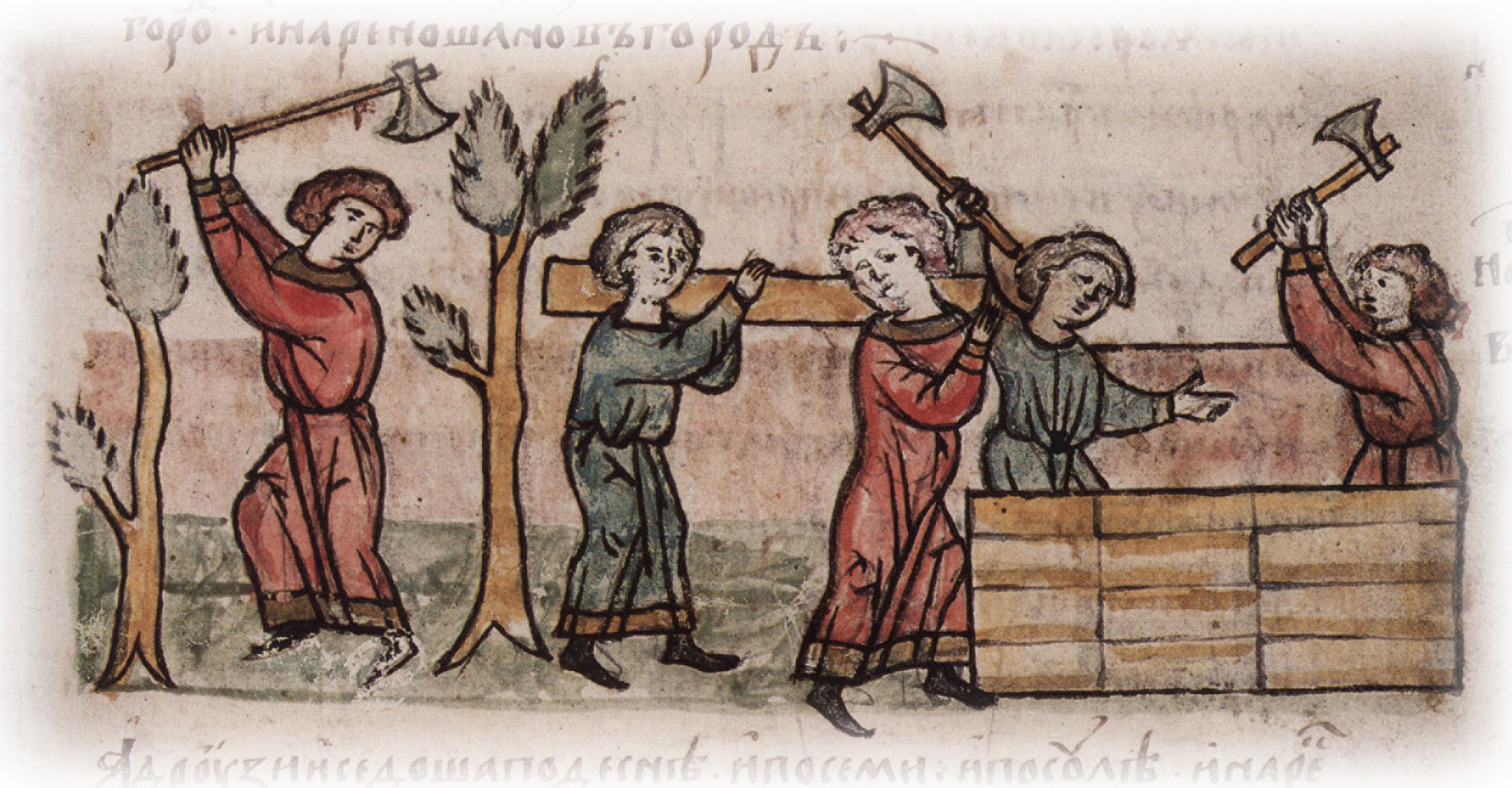
Novgorod építése. Miniatűr a Radziwill-krónikából. 15. század vége

A Kijevi Rusz szétesésével több feudális hercegség alakult és a kijevi építészek — szétszóródva az egész ország területén — sok új várost építettek, lassan megszabadulva Kijev hatása alól. E városok szegényebbek voltak, de épületeikben mind erősebben és erősebben fejlődött ki a sajátos orosz kőépítészet. Ebben a periódusban alakult ki az egyes hercegségek stíluskülönbségeket mutató, téglából, vagy terméskőből rakott építészete. Az orosz építészet szellemi központja lassan áthúzódott észak felé, Novgorodba, Pszkovba és a 15. században Moszkvába.
A 13–14. században gyengült a bizánci befolyás, a helyi jelleg mindinkább kidomborodott, a templomok alaprajza egyszerűbb lett, s az apszisok száma is csökken.  A 14. század novgorodi templom-típusa már nagyon elüt a bizáncitól, alaprajza egyszerűbb, s megelégszik egyetlen keleti apszissal.
A Novgorodtól délnyugatra fekvő Pszkovban Novgoroddal párhuzamosan szintén nemzeti irányban fejlődik a templomépítés, amelyben elsősorban a különálló harangház típusa érdekes. Itt egyébként a világi építészetnek is maradtak nyomai.
A 14. században Moszkva kezébe kerül a vezetés. Moszkva korai templomaiból nem maradt fenn semmi, s csak a mongolok kiűzetése (1480) utáni időkből vannak emlékeink.
Az olasz építészek reneszánsz trendeket hoztak az országba. A mongolok kiűzetése után Iván nagyfejedelem – a hozzáértő hazai mesterek híján – Aristotele Fioravanti bolognai művésszel Moszkvában megépíttette az Uszpenszkij-székesegyházat, s a milánói Aloisio Nuovo megalkotta a Kreml-beli cári temetkezési templomot, ezen a korai olasz reneszánsz műformák keverednek a régi orosz hagyományokkal. Ez azonban elszigetelt jelenség, sokkal elevenebb és általánosabb a hazai fatemplomok építészetének hatása.
(A moszkvai Kreml jelenlegi tornyai később épültek.)

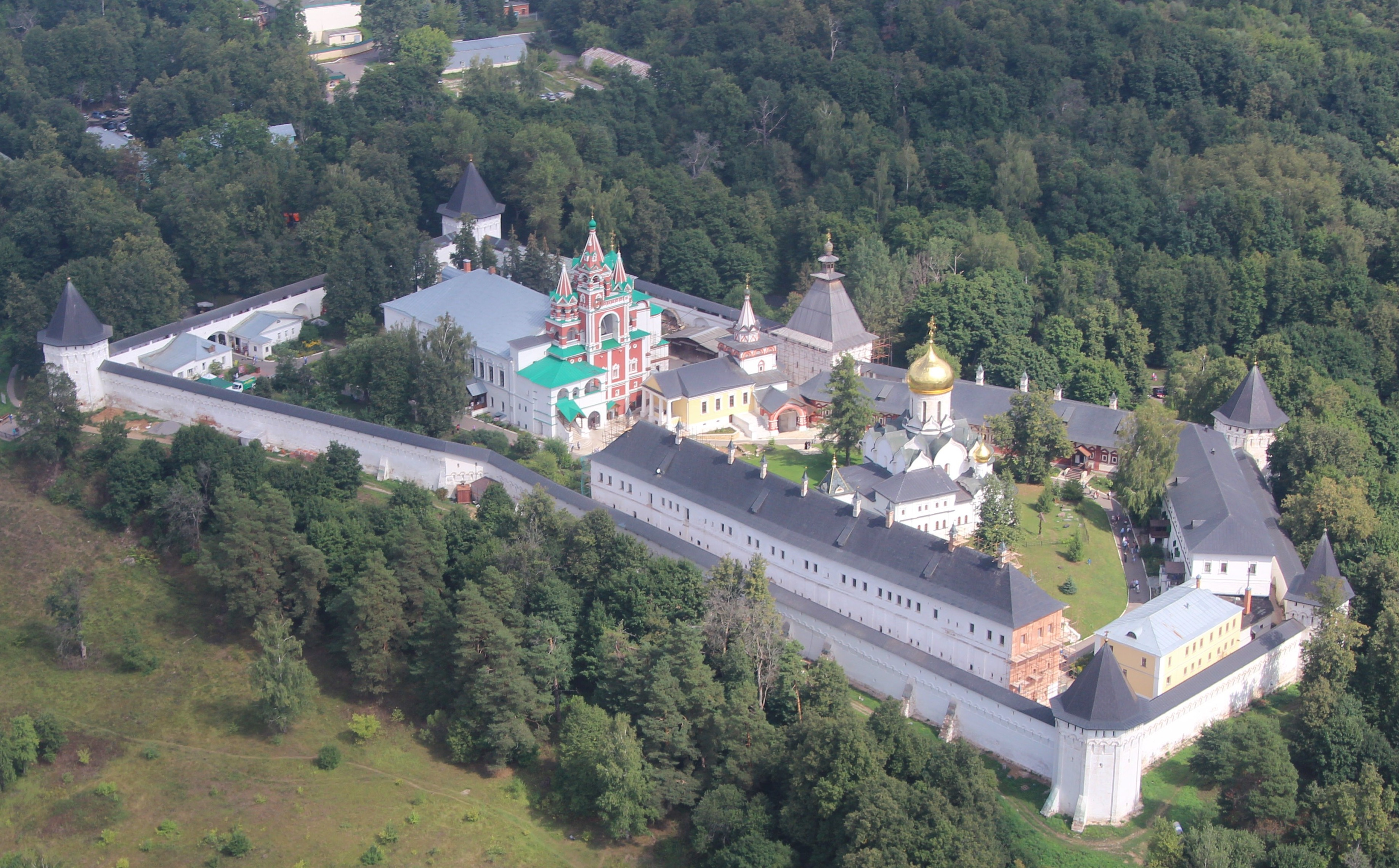
Szavvino-Sztorozsevszkij kolostor (15. század)
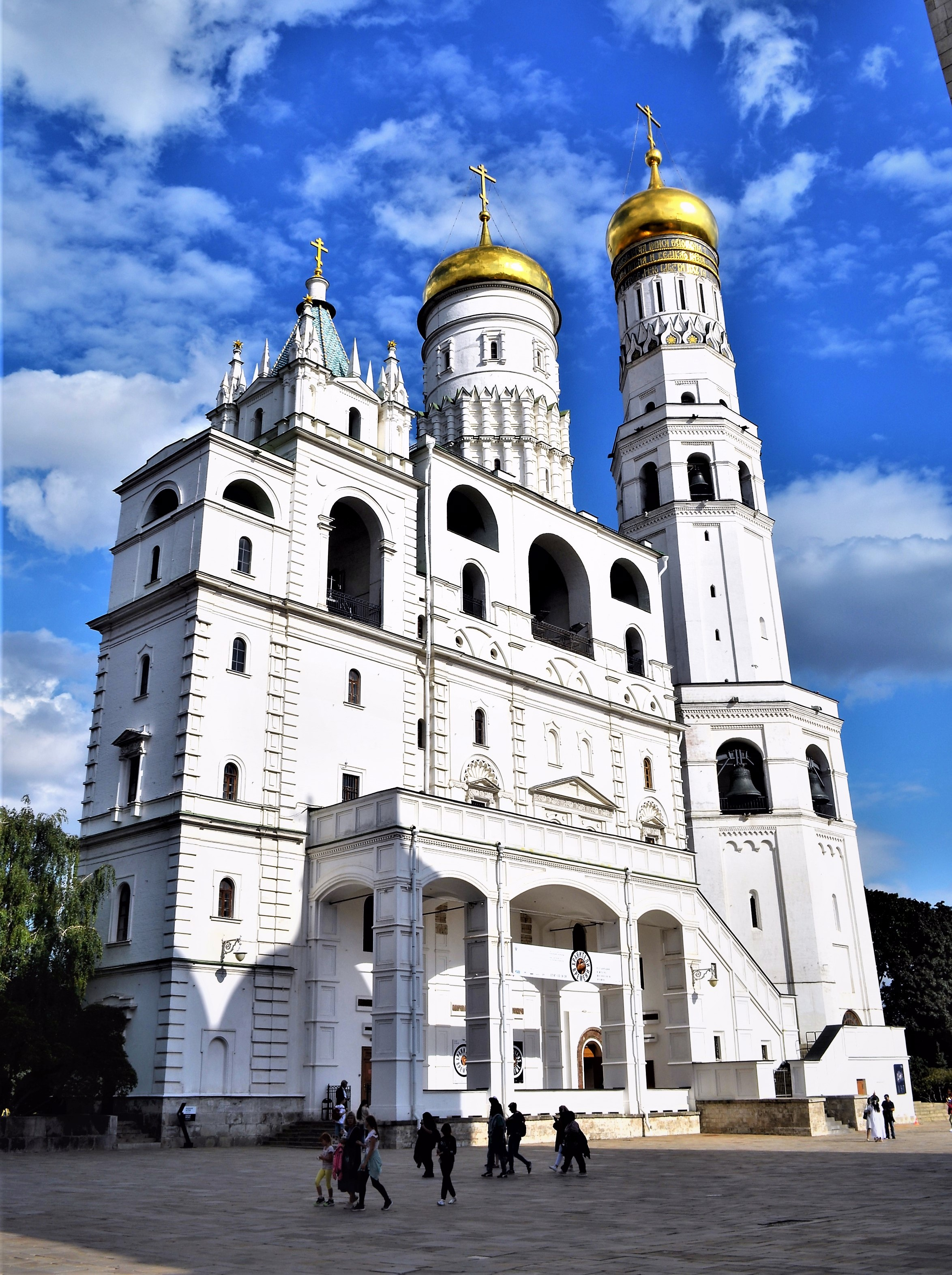
Nagy Iván harangtorony (1505–1508)
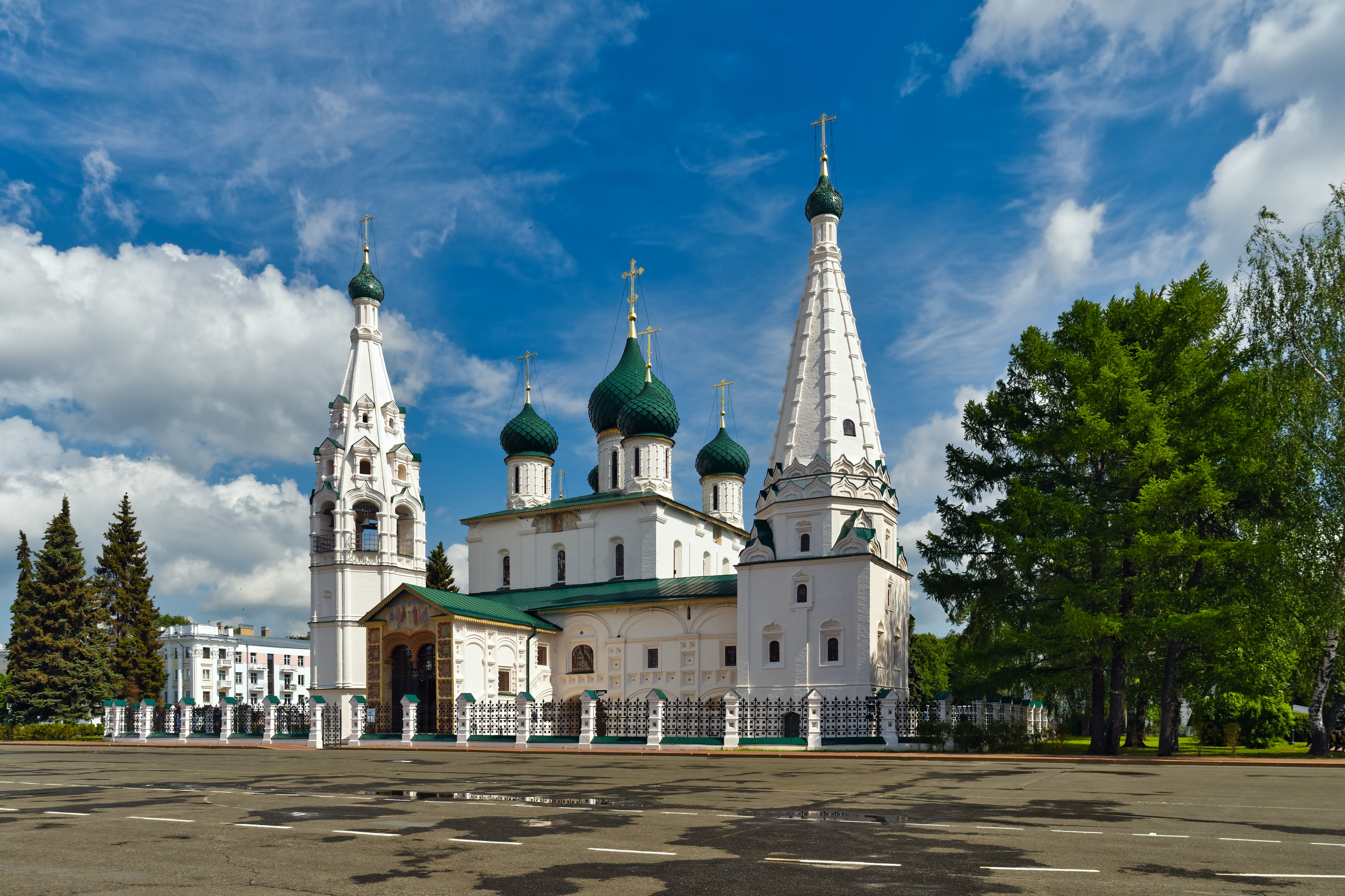
Illés próféta-templom Jaroszlavlban
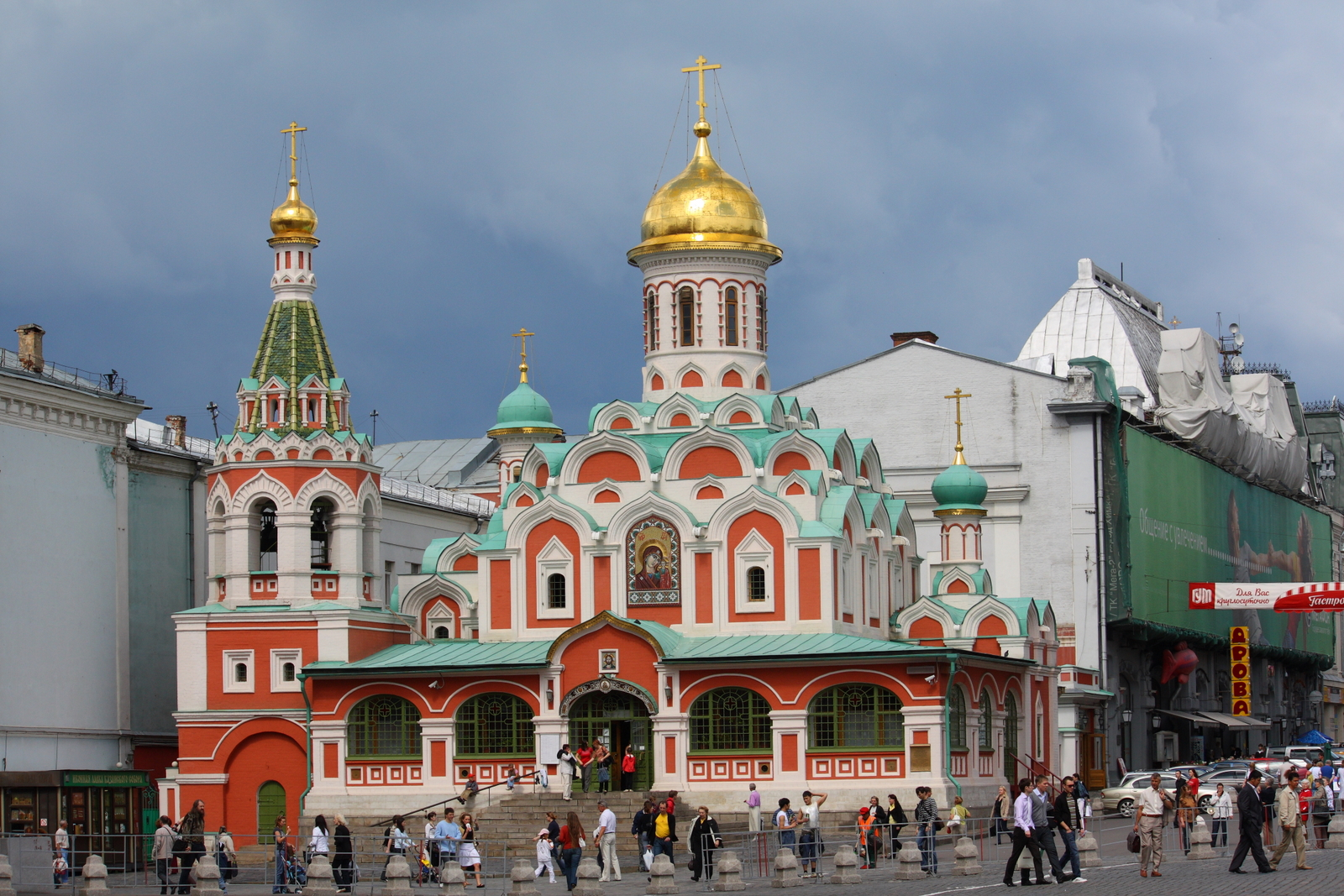
Moszkva, Kazanyi katedrális

## Újkor

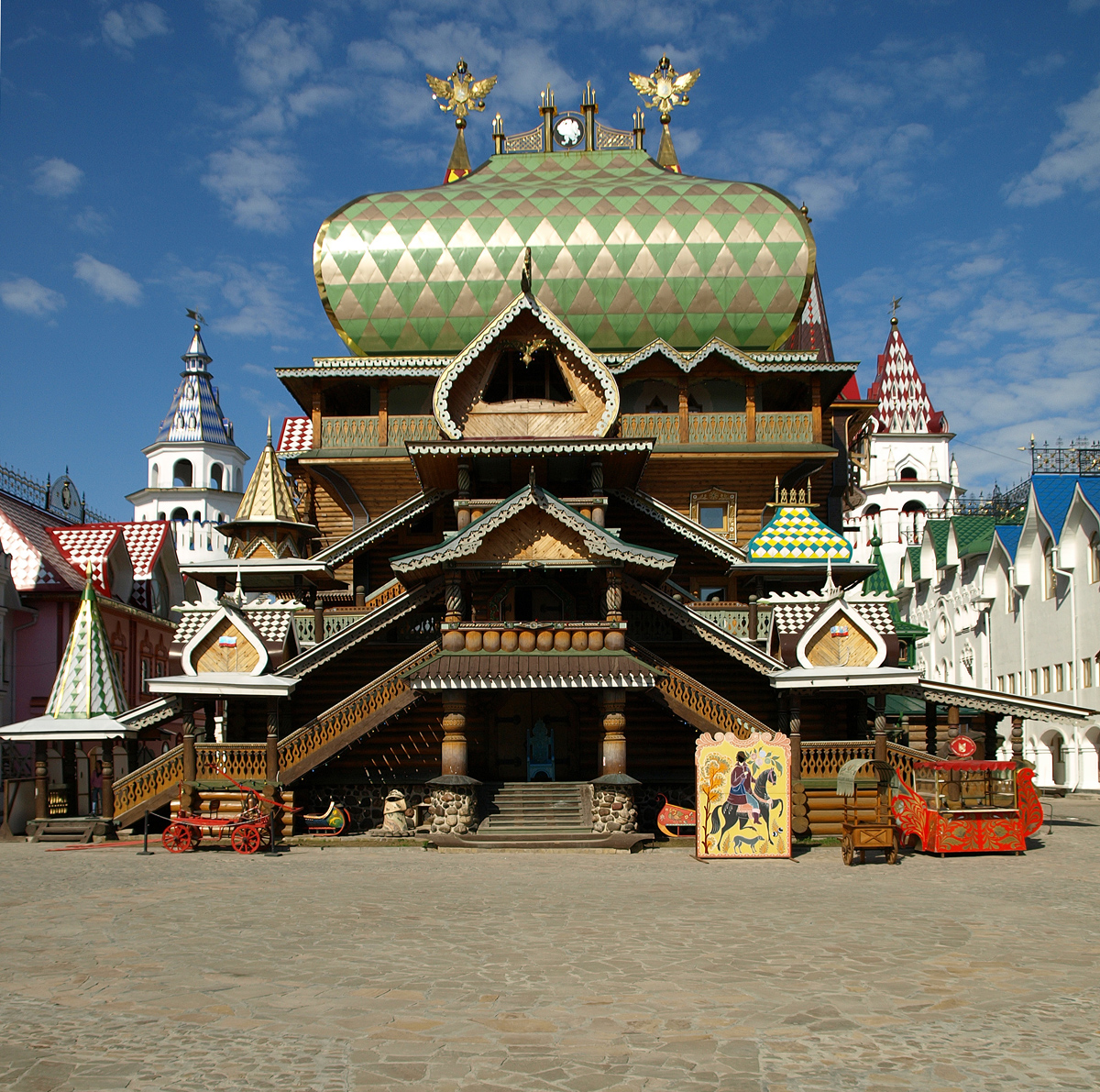
A moszkvai orosz faépítészet rekonstruált példája, amely jellemző volt az orosz építészetre a 16. és 17. században.

A 16. században egyedi tetőszerű templomok alakultak ki, amely építészet a Szt Vazul-székesegyházban csúcsosodott ki. Rettenetes Iván orosz mesterekkel emeltette e soktornyos, fantasztikus kupolákkal telehalmozott, festői alkotást, amelyen az orosz fatemplomok hatása nyilvánul meg. E stílus hosszú időre határozta meg az orosz építészet fejlődését; a nagyszámú hagymakupola, s a templomhomlokzatok gazdag díszítése dús festői hatást nyújt a 17. sz.-ban (jaroszlavli Keresztelő Szent János- és Péter és Pál-templom).
A torony, amelyezen a templomon a kupolák fölé szökik, s a fatemplomok építészetéből származik, ezentúl jellegzetes motívuma marad a templom-sziluettnek (Kolomenszkoje, Osztrov, Alekszandrov). A fejlődés további állomása az, amikor több torony van, s ezeket éppúgy csoportosítják, mint a „hagyma“-kupolákat („sátortemplom“). Ez az elrendezés azonban nem volt hosszú életű, egyházi okokból a 17. század vége felé betiltották, s így ismét a hagymakupolához tértek vissza, amelyet külső közvetítő tagokkal, az ún. kokosnyikokkal  illesztettek a négyszögű templomtestekre.
A kokosnyikok, amelyek olykor tömegesen lépnek fel, a templom külsejének bizarr és erősen festői jelleget adnak, s fokozzák az e korban már amúgy is gazdag ékítményes díszű templomok dekoratív hatását. Különösen szépen dekorált homlokzatuk van a kargopoli és a 15-kupolás jaroszlavli Keresztelő János-templomnak.
Általában a 17. század építőművészetét egyaránt befolyásolta az olasz klasszicizmus és a népies faépítészet. Ezidőben sokat építettek a moszkvai Kremlen is, a templomok és paloták e hatalmas épülettömbjén, amelyet III. Iván még a 15. század végén 20 m magas tornyokkal megtűzdelt, nagy téglafallal vetetett körül; s amelynek a mesterei még olaszok voltak.

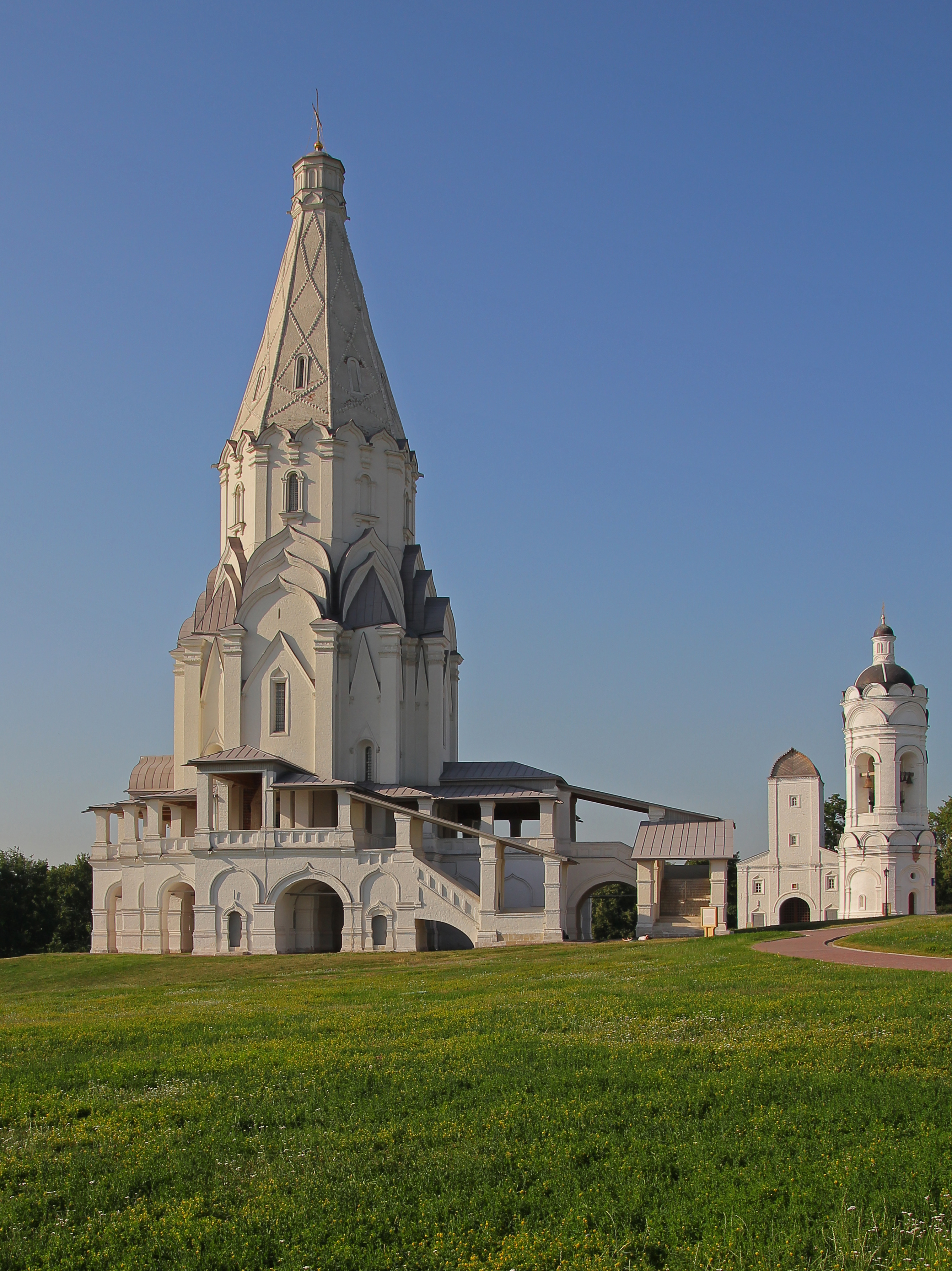
A Mennybemenetel temploma, Kolomenszkoje (1532)
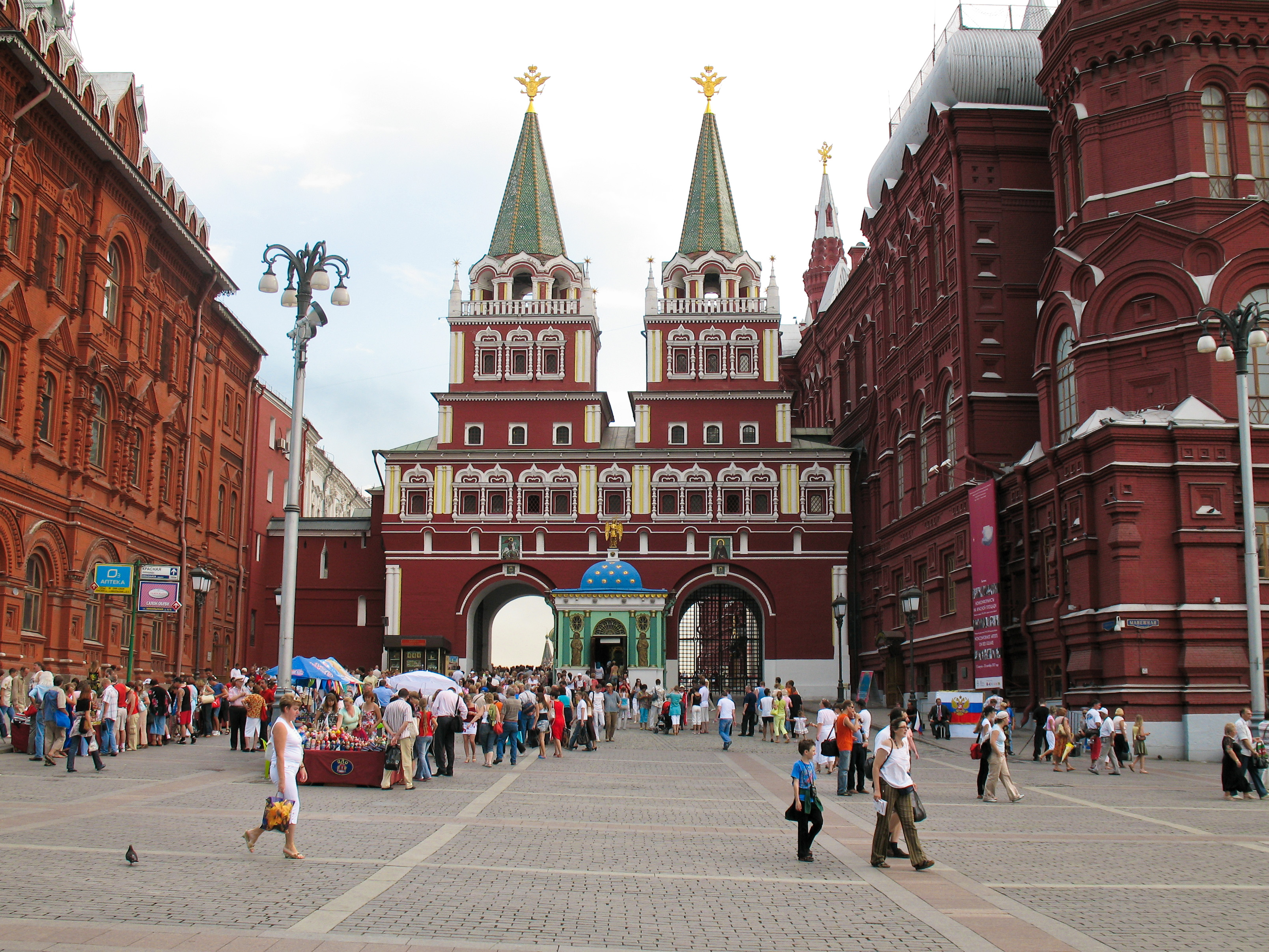
Feltámadás kápolnája, Moszkva (1535)
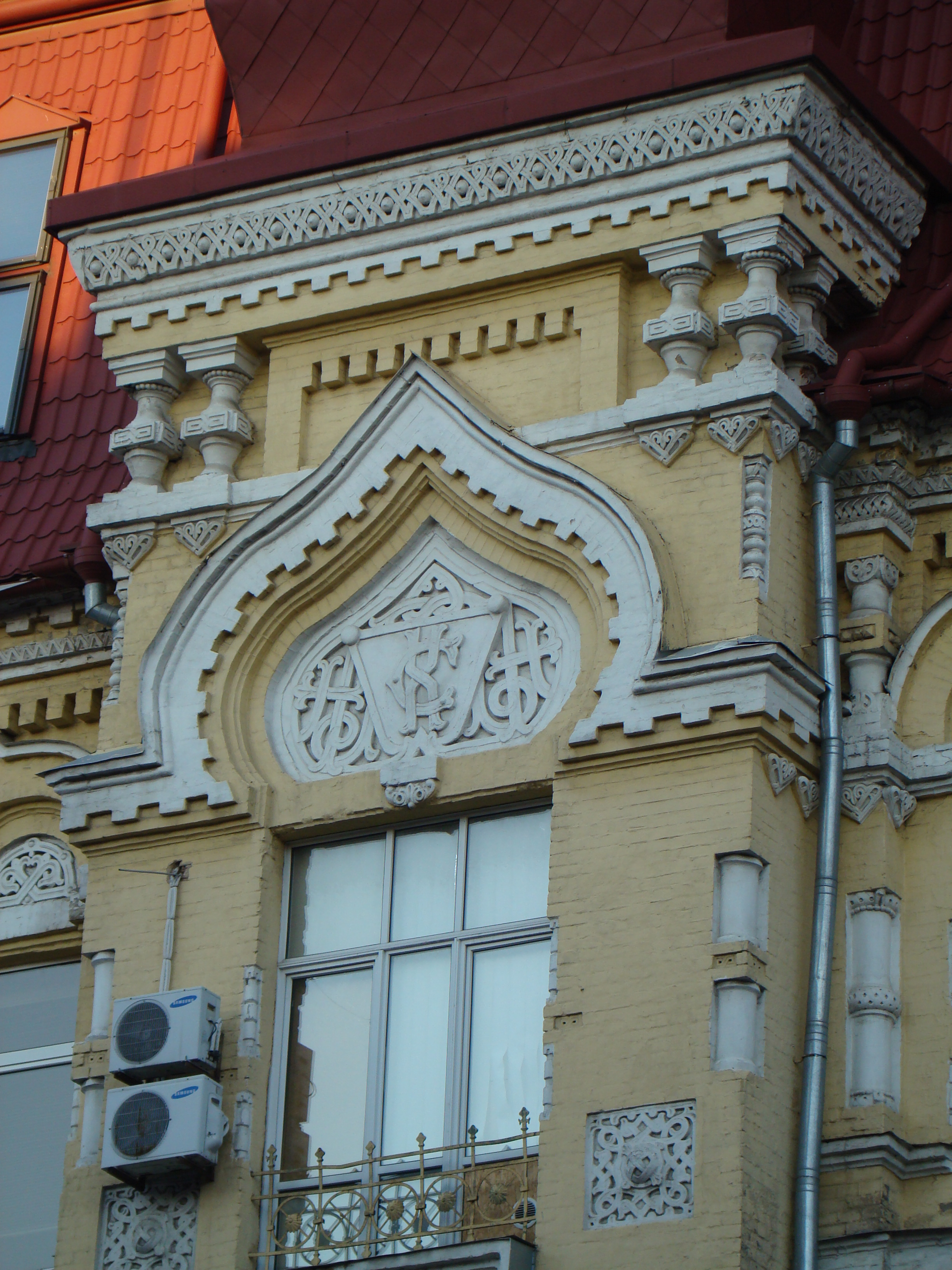
Kokosnyik egy épületen
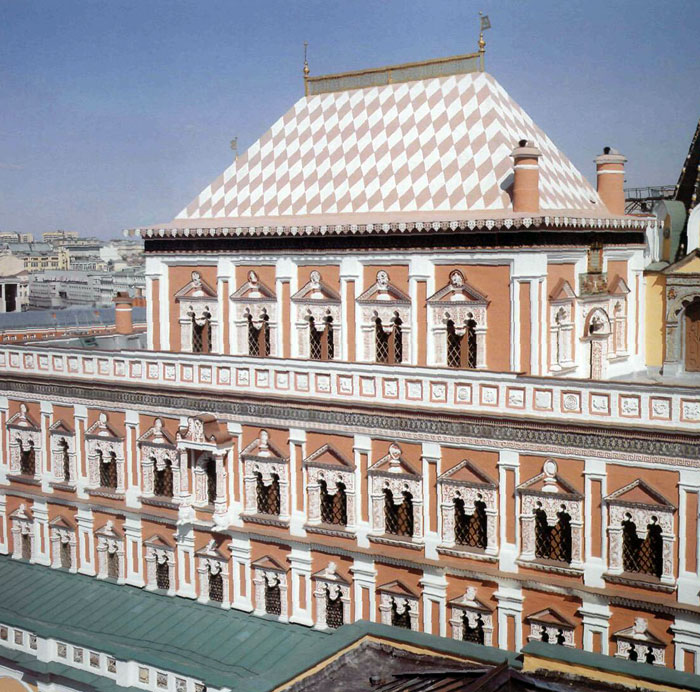
Épület a moszkvai Kremlben, (1560/1635–36)
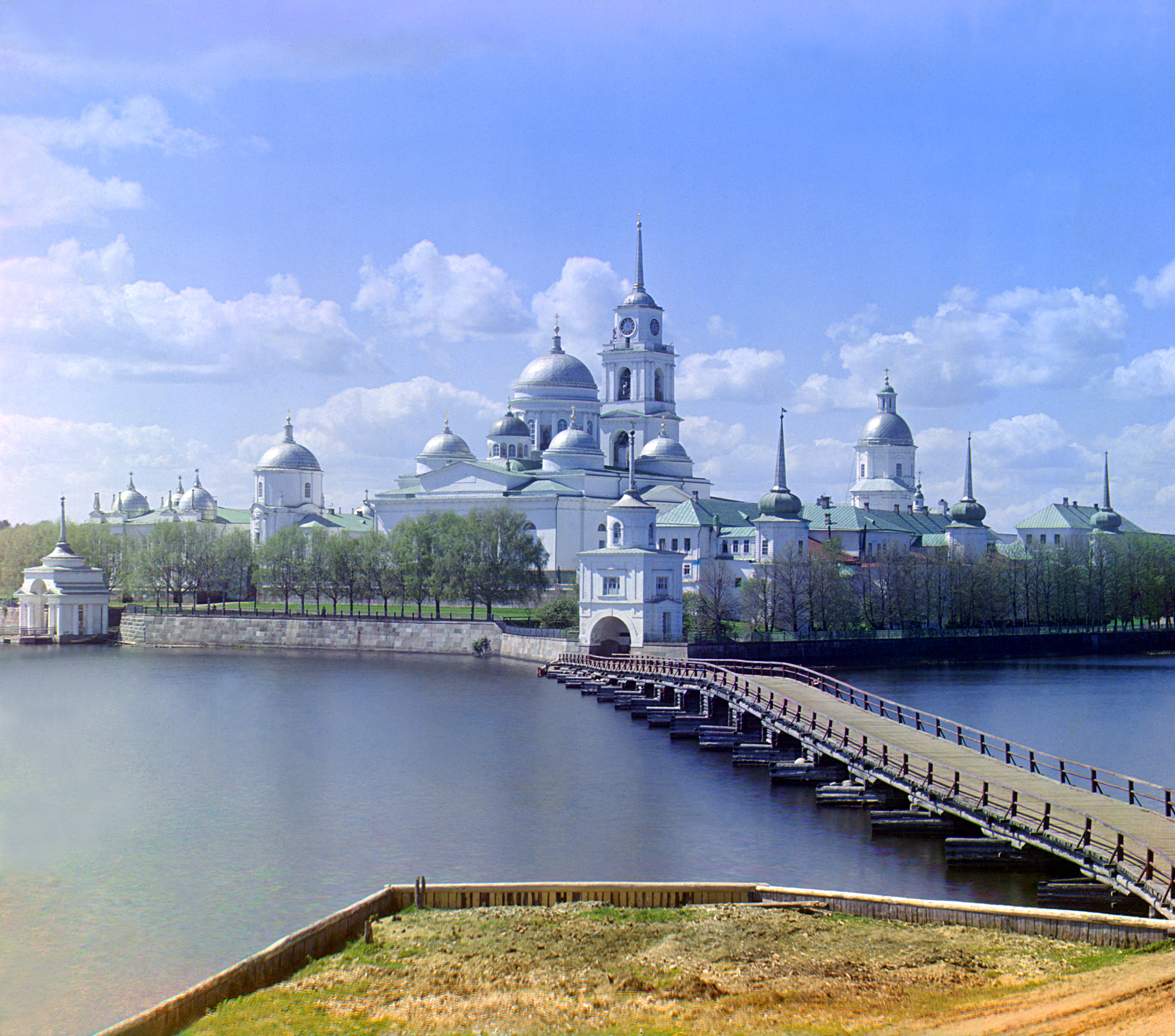
Sztolobniji Szent Nilus-kolostor (1594)
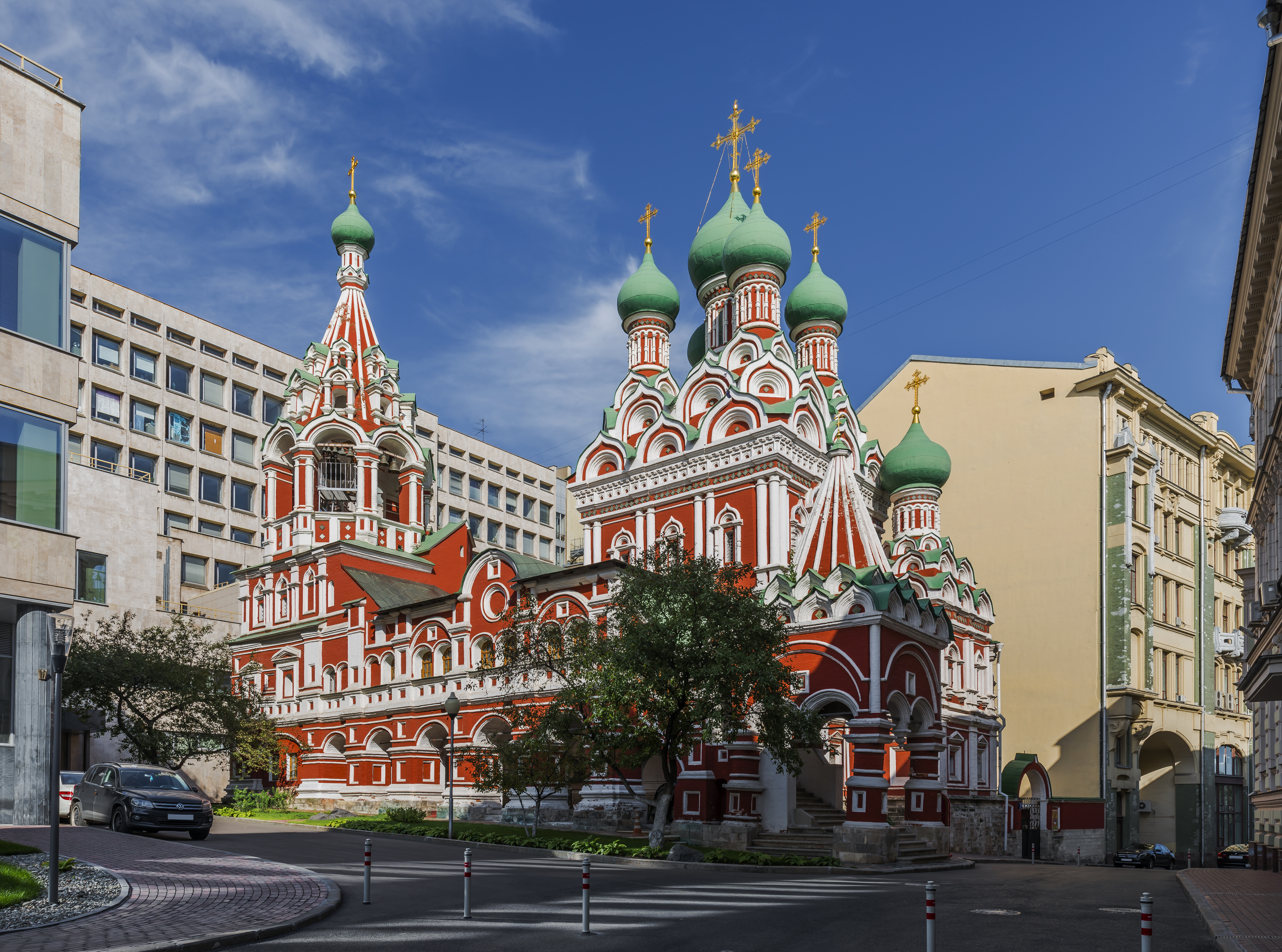
Szentháromság-templom, Kitaj-gorod (1626)
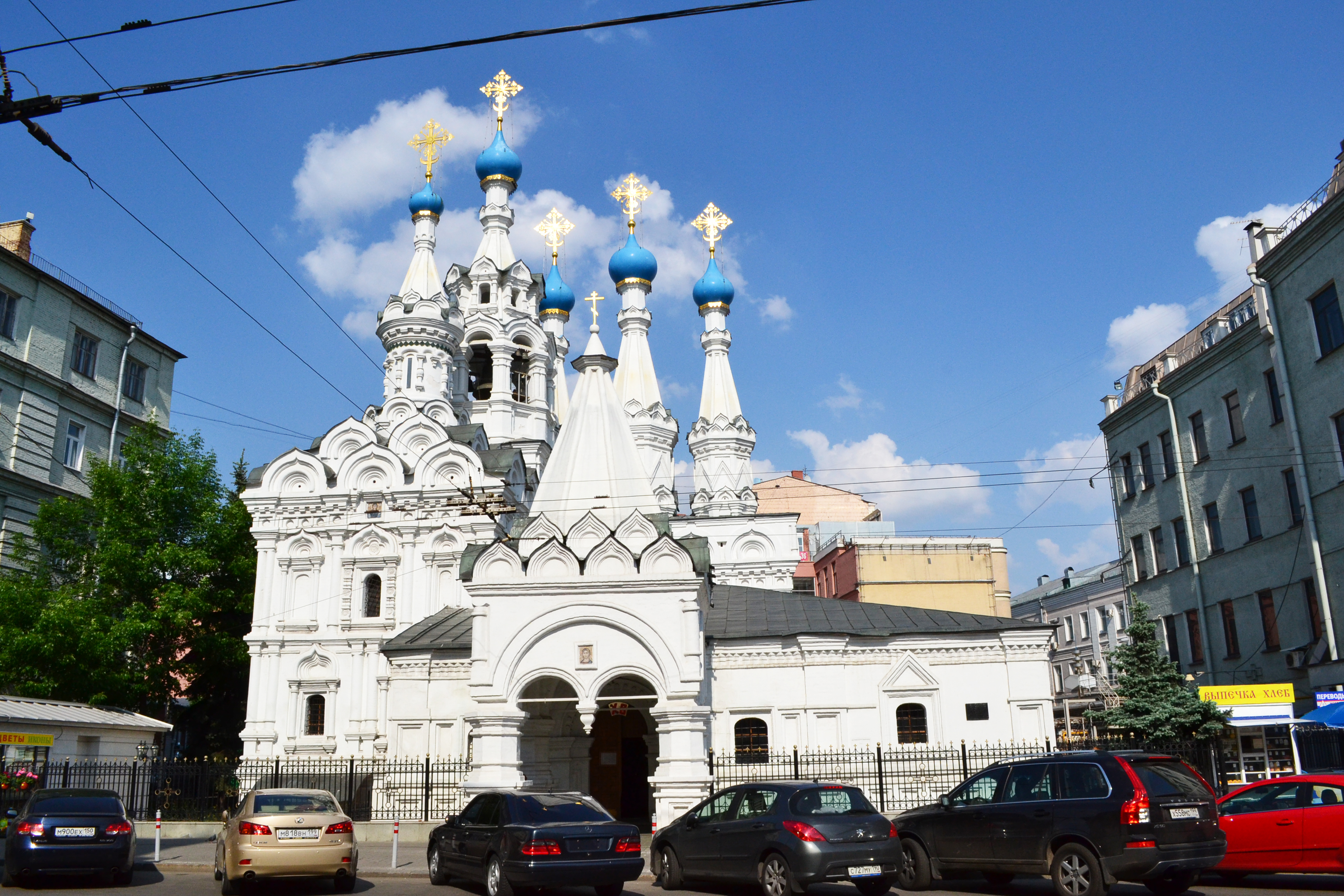
A Születés-templom (1649–1652)
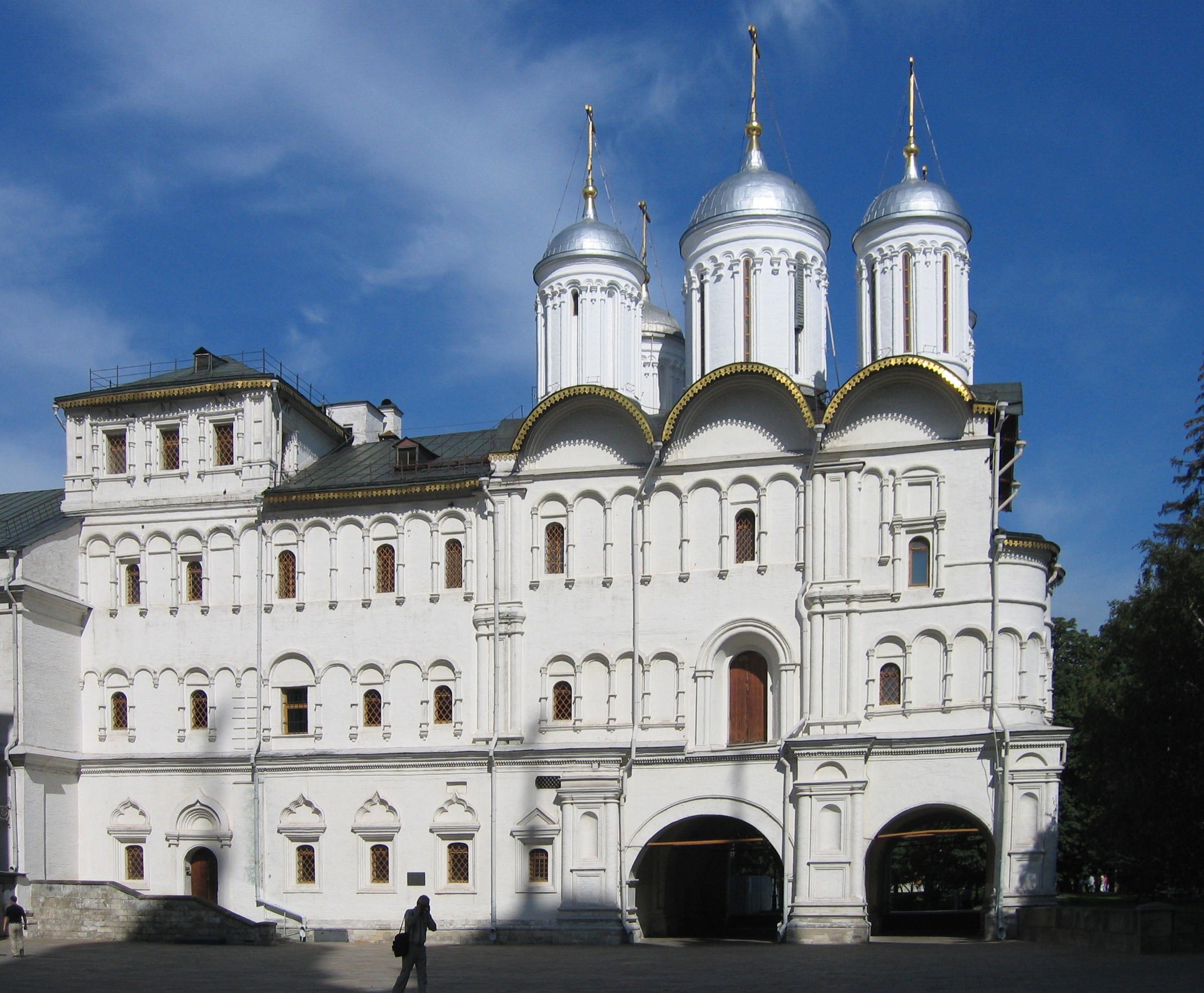
Az orosz ortodox pátriárka palotája a 12 apostol templomával (1653)
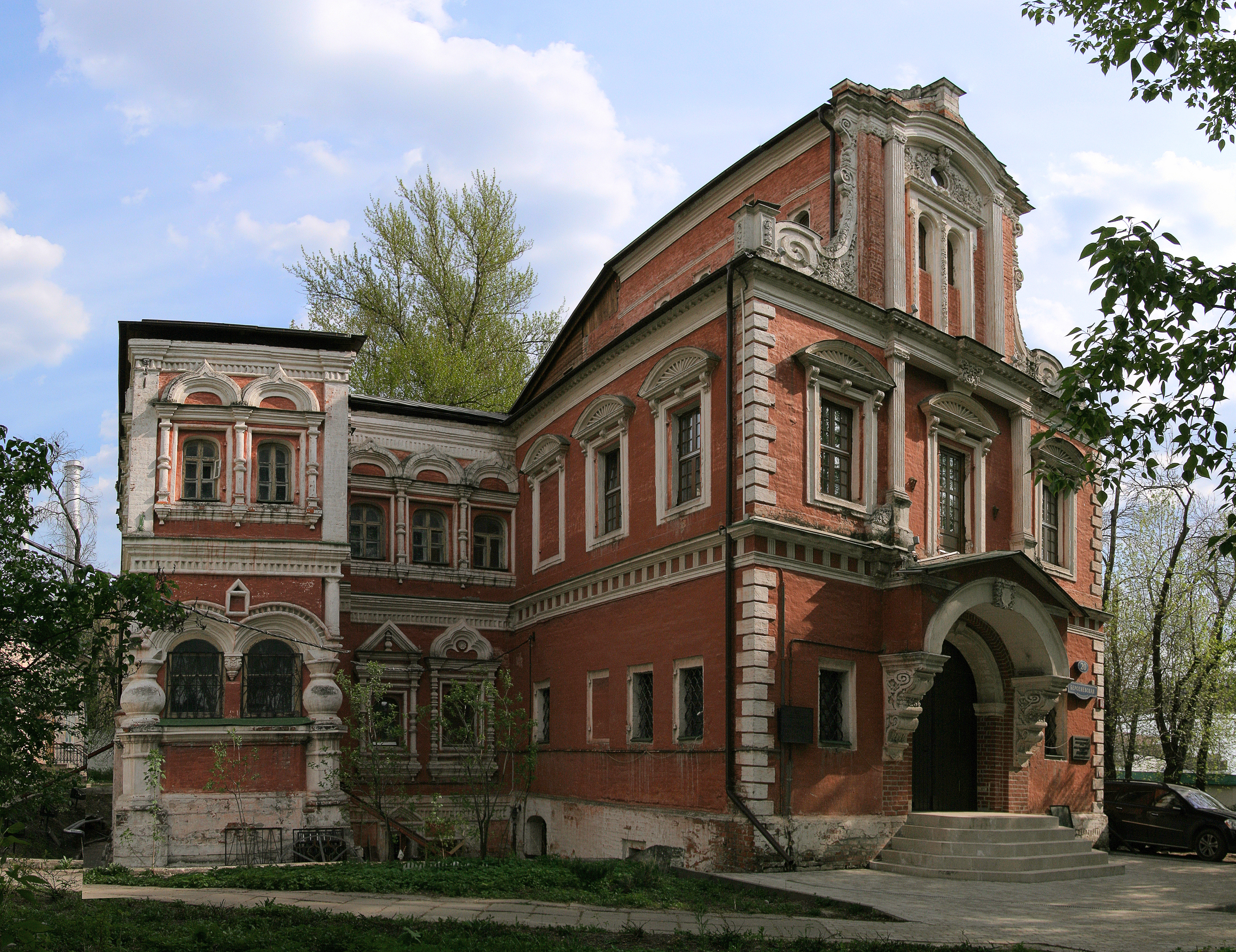
Averkij Kirillov palotája (1657)
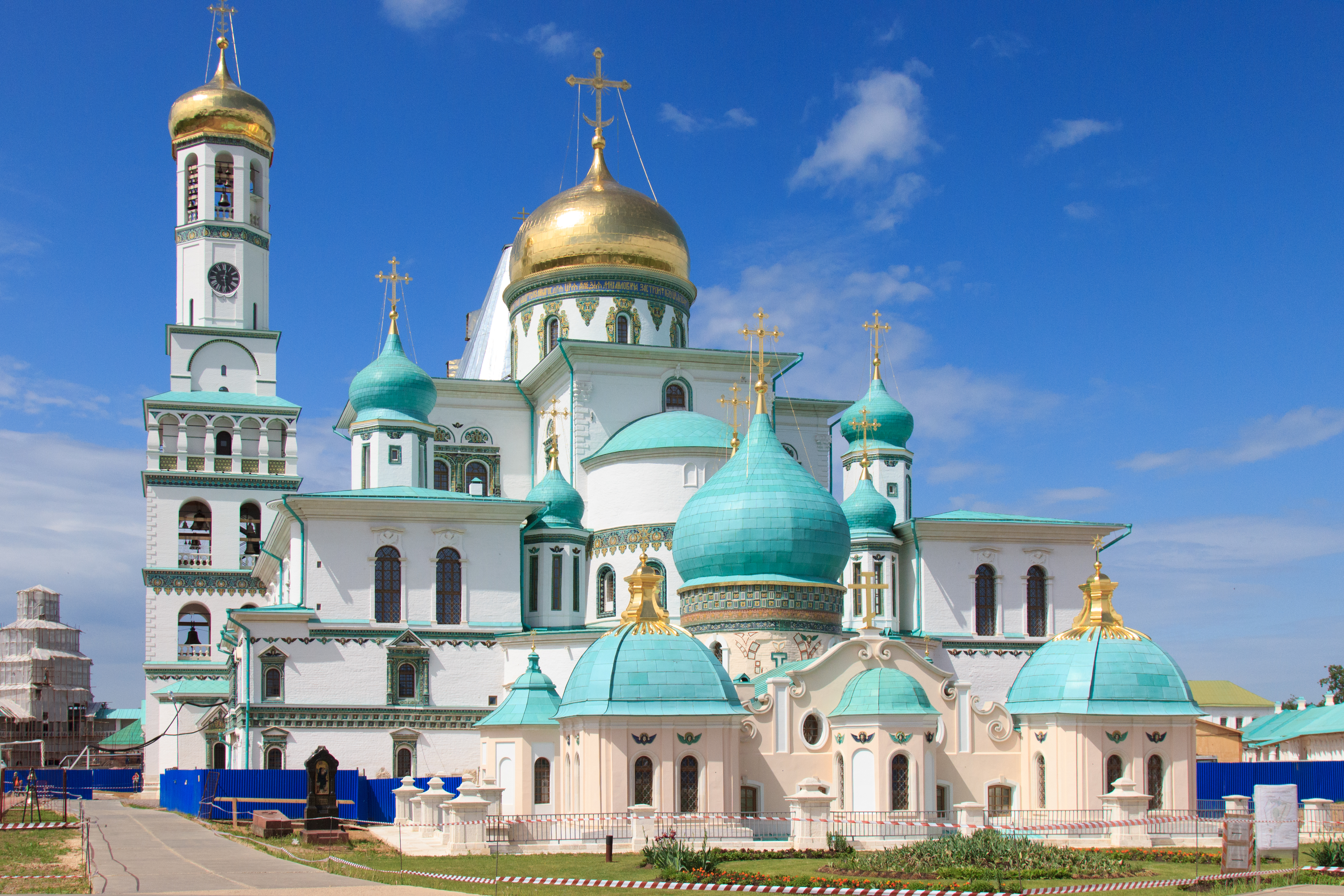
Új Jeruzsálem-kolostor (1656–1685)
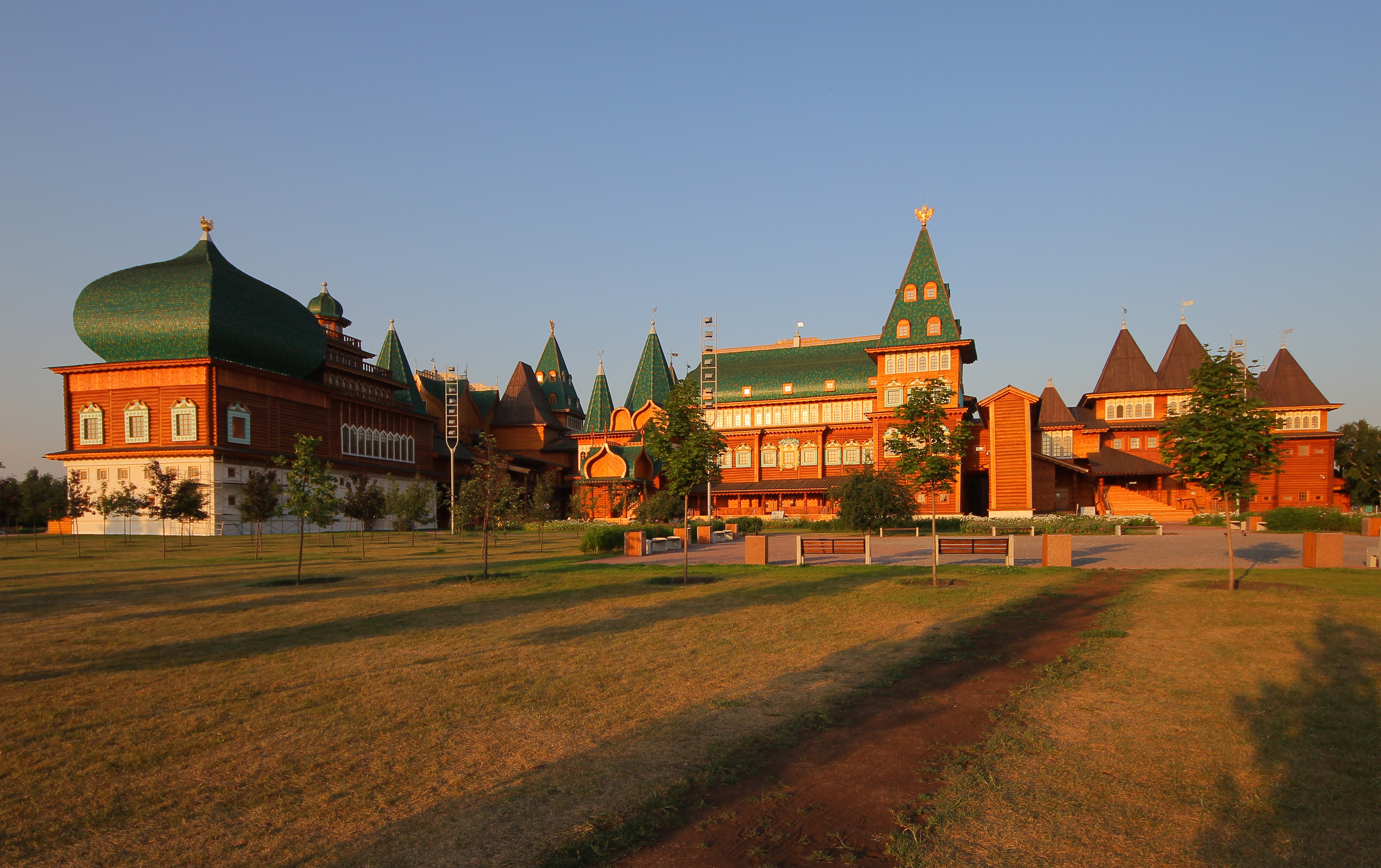
Kolomenszkoje, a cárok nyári rezidenciája (1667–1668)
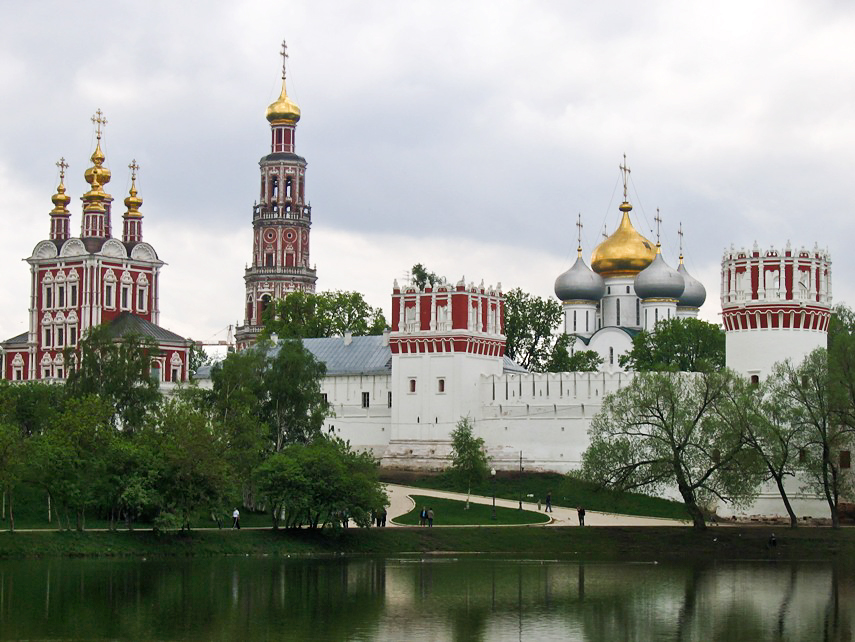
Novogyevicsij-kolostor, Moszkva, 17. század
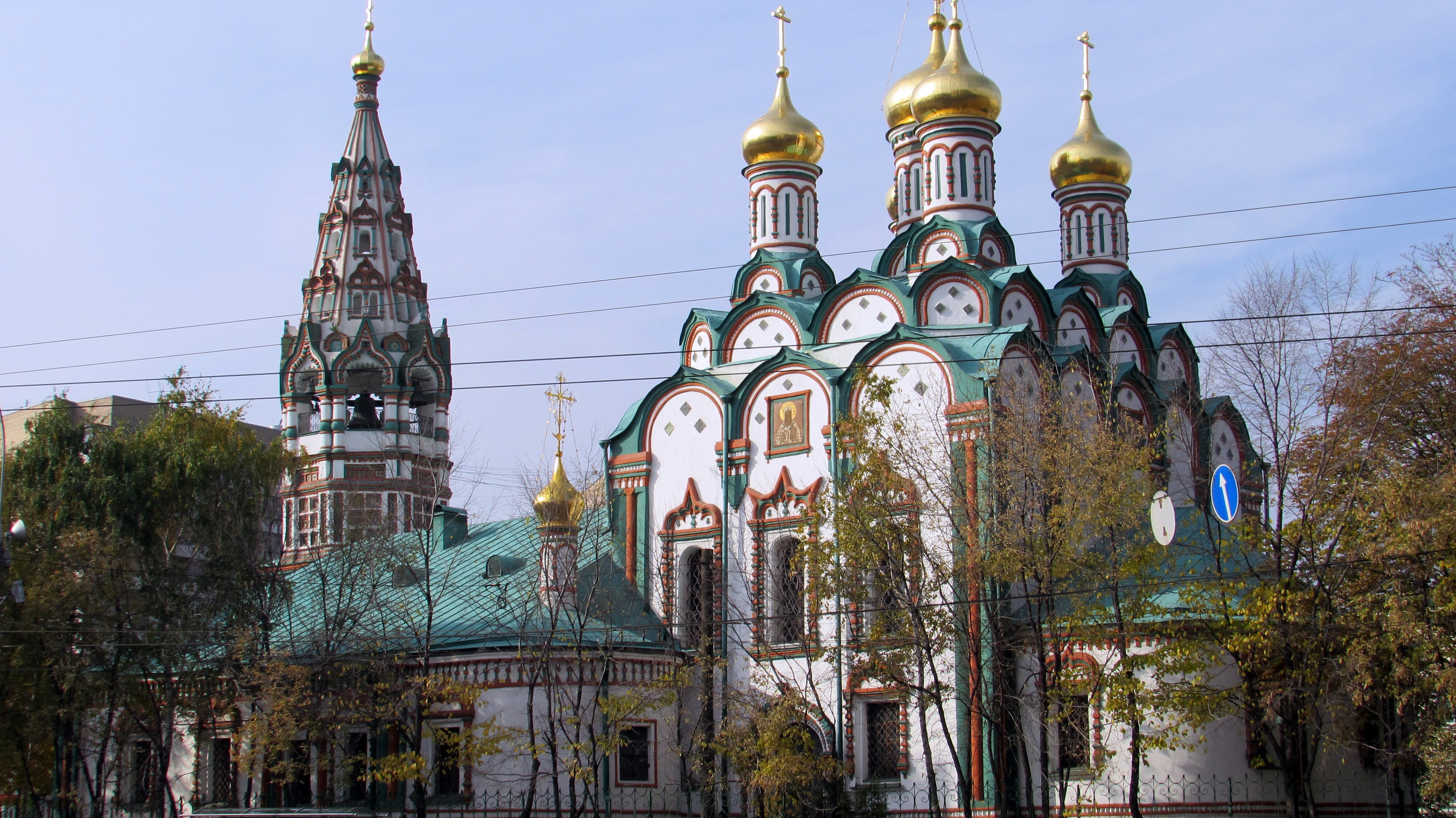
Szent Miklós-templom Moszkva, Hamovnyiki kerületében (1679–1682)

## Barokk
A barokk első kifejlődése a mai Ukrajnára esik, ahova Lengyelországból szivárgott be. A fatemplomon jelenik meg először és különösen a hármas csoportok gyakoriak. A 18. század második felében sokszor fordulnak elő a három hármascsoportból álló, tehát kilenctornyú templomok (Szamar).
Kijev közvetítette a nyugati barokkot Moszkvába, ahol a 17. század végén érdekes és gazdag barokk templomok keletkeztek. Ugyancsak e század végére esik –  ma már Moszkva városrésze – Fili festői tömegű, Szűzanya közbenjárása templom, s az orosz barokk egyik leggazdagabb alkotása, a dubrovici Znamenszkaja templom, amelyen először jelennek meg a szentek szobrai, pompás ikonosztázisa is figyelemreméltó.
A 17. század végi világi épületeken is már teljes határozottsággal lépnek fel barokk elemek.
A 17. században Moszkvában és Jaroszlavlban a díszítés "tüzes stílusa" virágzott, azaz az ég felé törekvő kúpok a tűz lángjait szimbolizálták.
A barokk befolyás, amely a fatemplomok formanyelvével ötvöződve, sajátosan orosz jellegű alkotásokat teremt, fokozatosan előkészítette az utat az 1690-es évek nariskini barokkjának.
A nariskini barokk , más néven moszkvai barokk vagy Nariskin-stílus, a barokk építészet és dekoráció egy sajátos stílusa, amely a 17. század végétől a 18. század elejéig volt divatos Moszkvában. A 17. század végén a nyugat-európai barokk építészet stílusa a hagyományos orosz építészettel kombinálva alkotta ezt az egyedi stílust. Moszkvai barokknak hívják, mivel eredetileg csak Moszkvában és a környező területeken volt jellemző. Gyakrabban Nariskin-barokk néven emlegetik, mivel a Nariskin arisztokrata család egyik birtokán épült az első ilyen stílusú templom.
A barokk korszakra a hagymakupola kialakítása is teljesen kifejlesztett lett.
Az 1700-as évek elején új korszaka kezdődött az orosz építészetnek Nagy Péterrel, aki lerakta az új főváros, Szentpétervár alapjait. A cár reformjai sokkal közelebb hozták Oroszországot a nyugati kultúrához, az ország építészeti stílusának megváltozása általában a nyugat-európait követte. Buzgalmában azonban odáig ment, hogy Péterváron kívül a birodalom egész területére megtiltotta a kőépítkezést, s ennek következtében máshol mindenhol jó ideig pangott a művészeti építésztevékenység.
Szentpétervár első épületei még fából voltak, s csak a behívott idegen mesterek kezdtek kőből építeni.
Az olasz, francia és német mesterek (Jean-Baptiste Alexandre Le Blond városépítési terve, Domenico Trezzini Péter-Pál erődje, Gottfried Schädel Mensikov-palotája).
Az első városépítési tervet a francia Le Blond, Jean Lepautre tanítványa készítette. A többi idegen mester közül az olasz Trezzini, a Péter-Pál-erőd építője, s a német Schädel, a Mensikov-palota mestere emelkedett ki. Maga Andreas Schlüter is eljött az új fővárosba, de meghalt, mielőtt bármit is alkothatott volna.
A szentpétervári barokk Anna és Erzsébet uralkodása alatt élte fénykorát.  Ez időszak nagymestere az olasz eredetű, de teljesen akklimatizálódott Rastrelli, akinek tanítványai közül az orosz Szavva Ivanovics Csevakinszkij, a szép és nemes harangtornyáról híres haditengerészeti katedrális mestere a legjelentősebb.

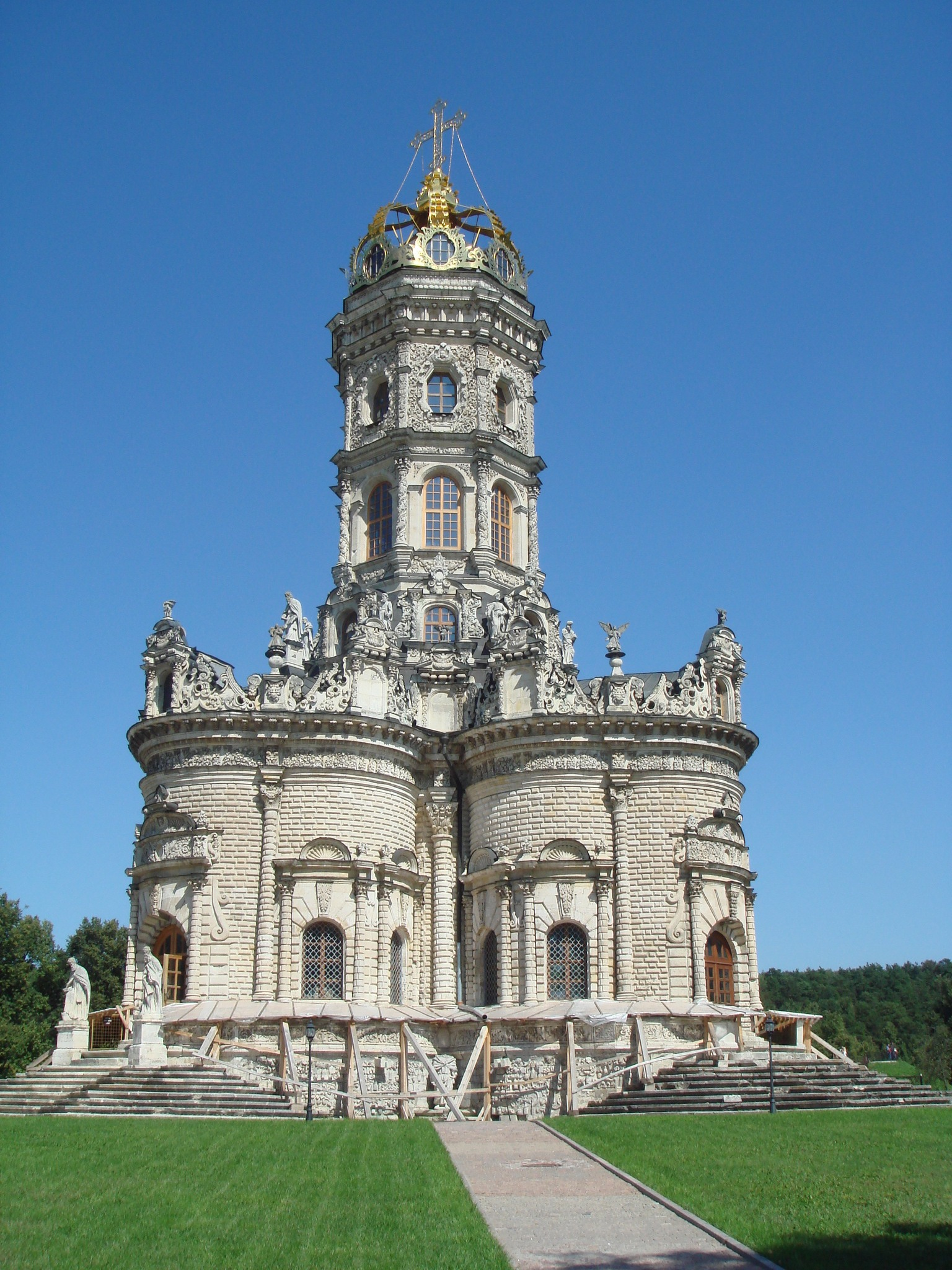
Znamenszkaja-templom (1690–1704)
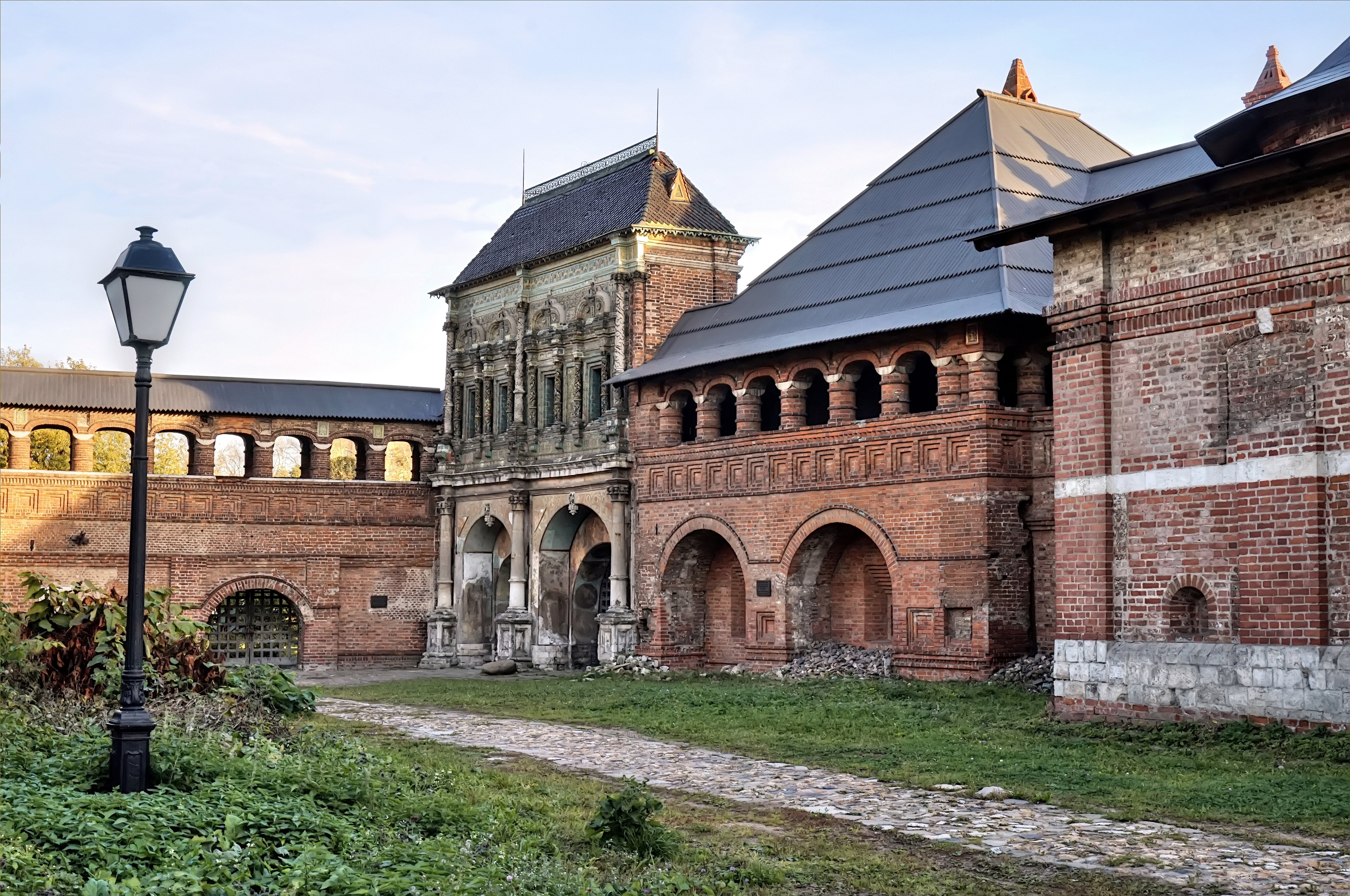
Krutyici vendégudvar Moszkvában (1693–94)
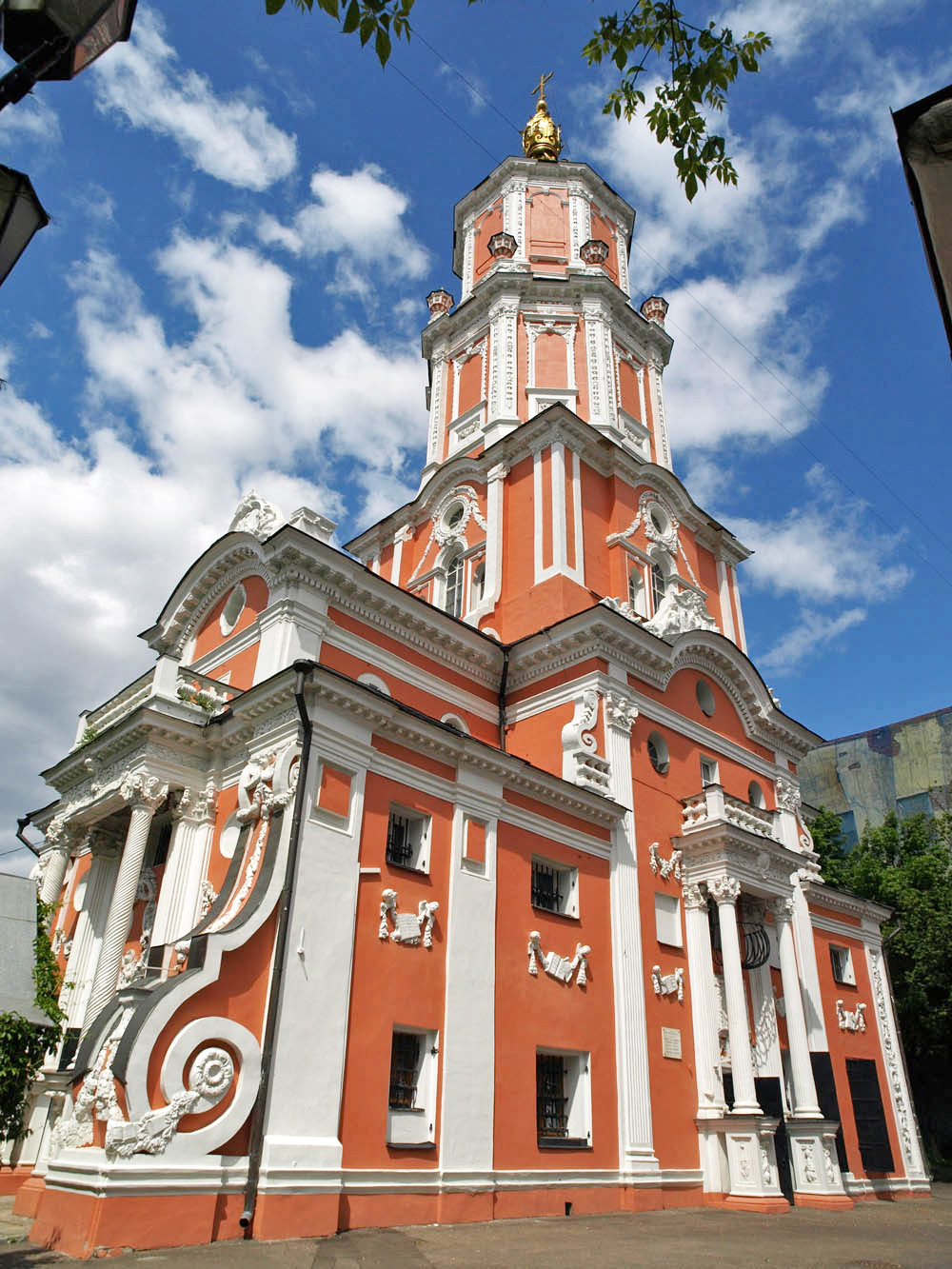
A moszkvai Gábriel arkangyal-templom (Mensikov-torony) (1707)
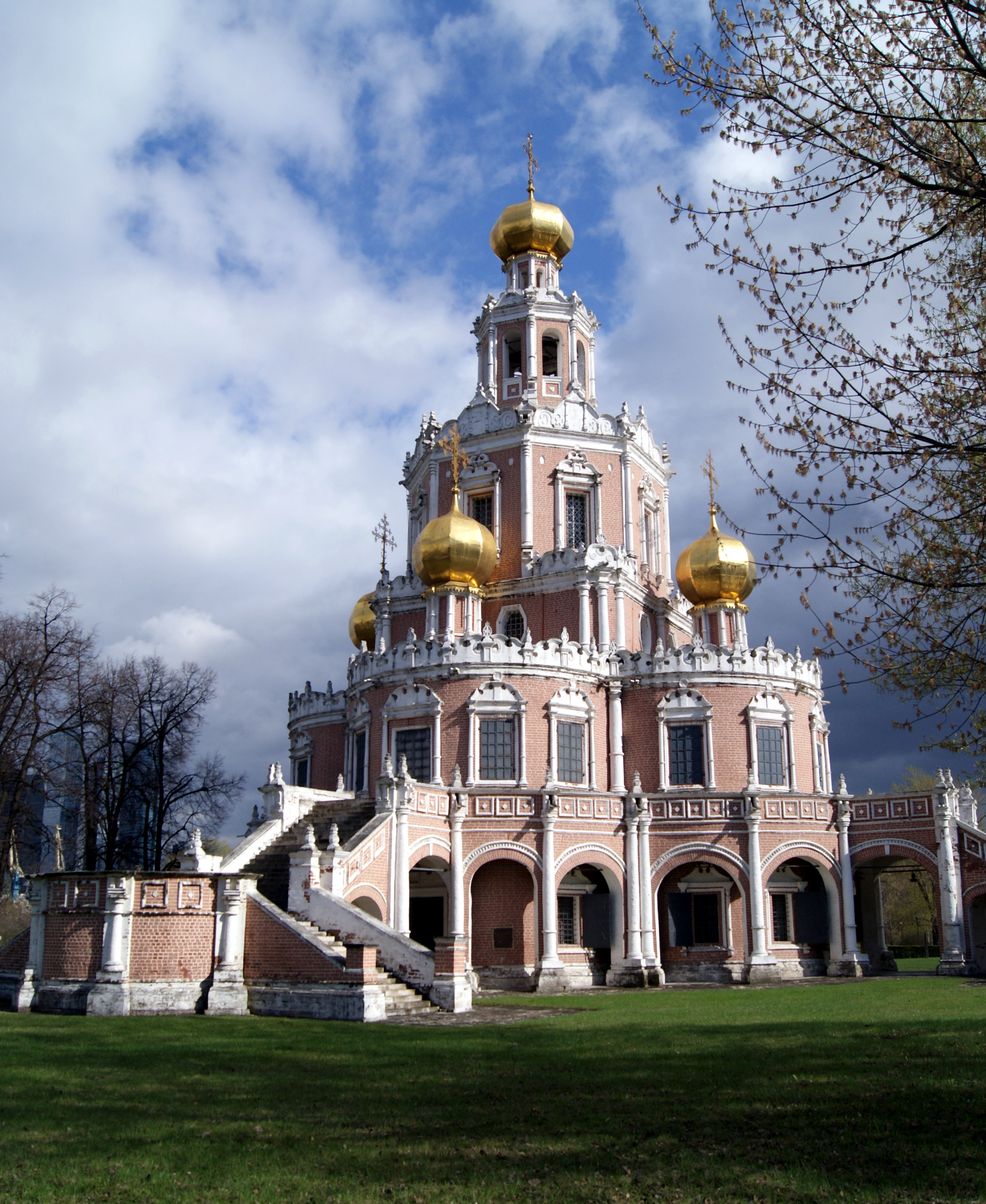
Szűzanya közbenjárásának temploma Filiben (1694)
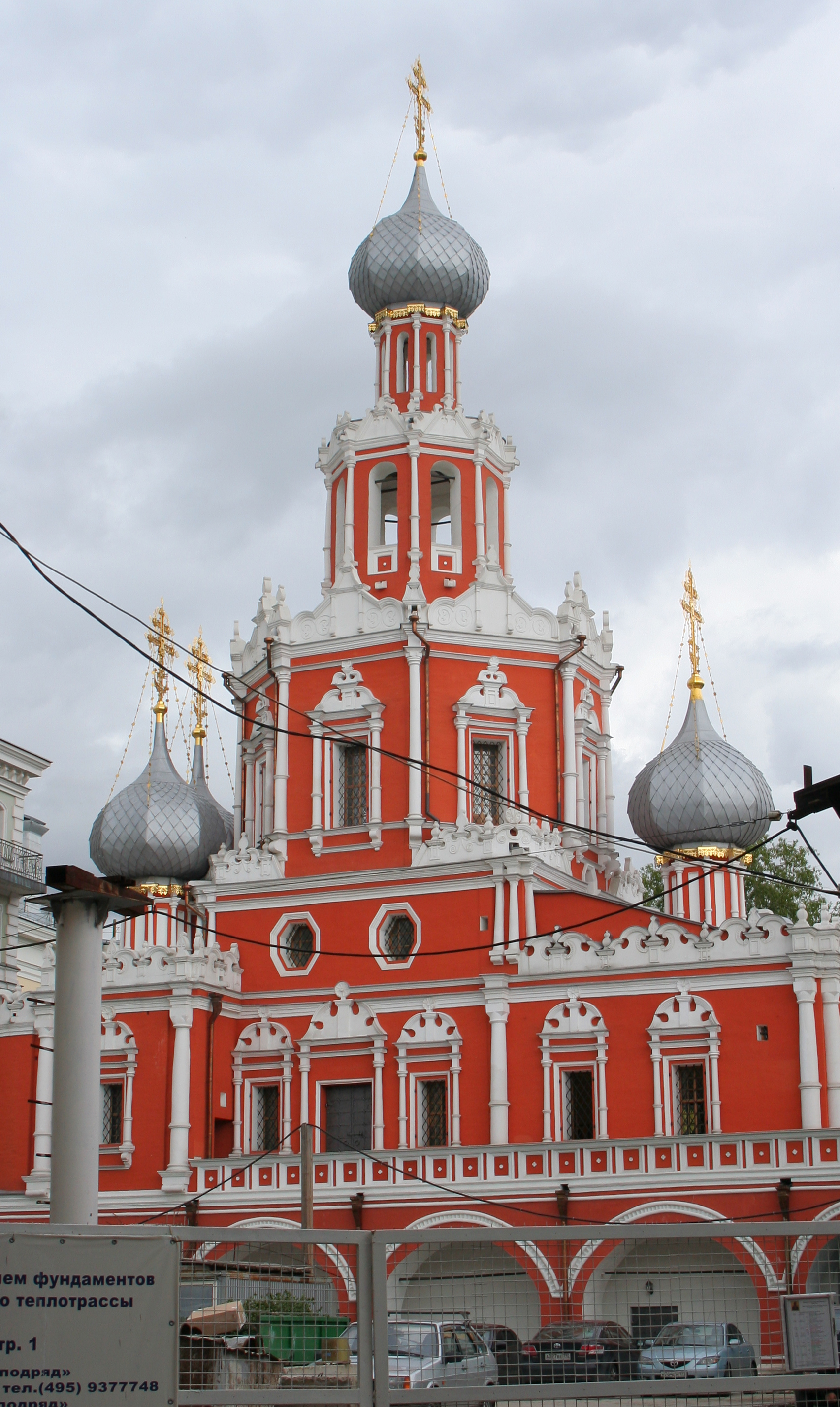
A Boldogságos Szűz jelének temploma
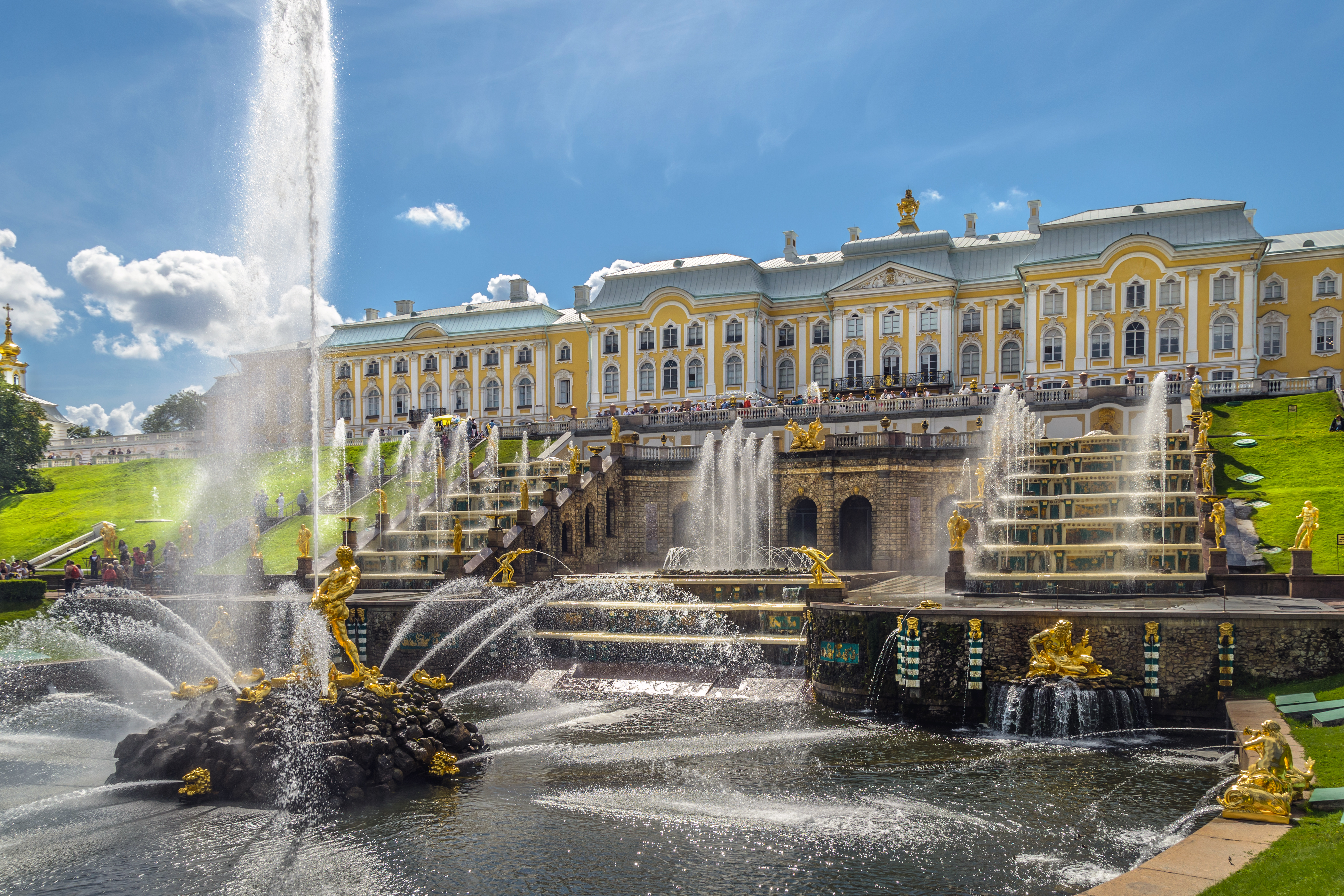
Peterhof-palota (1714-1755)
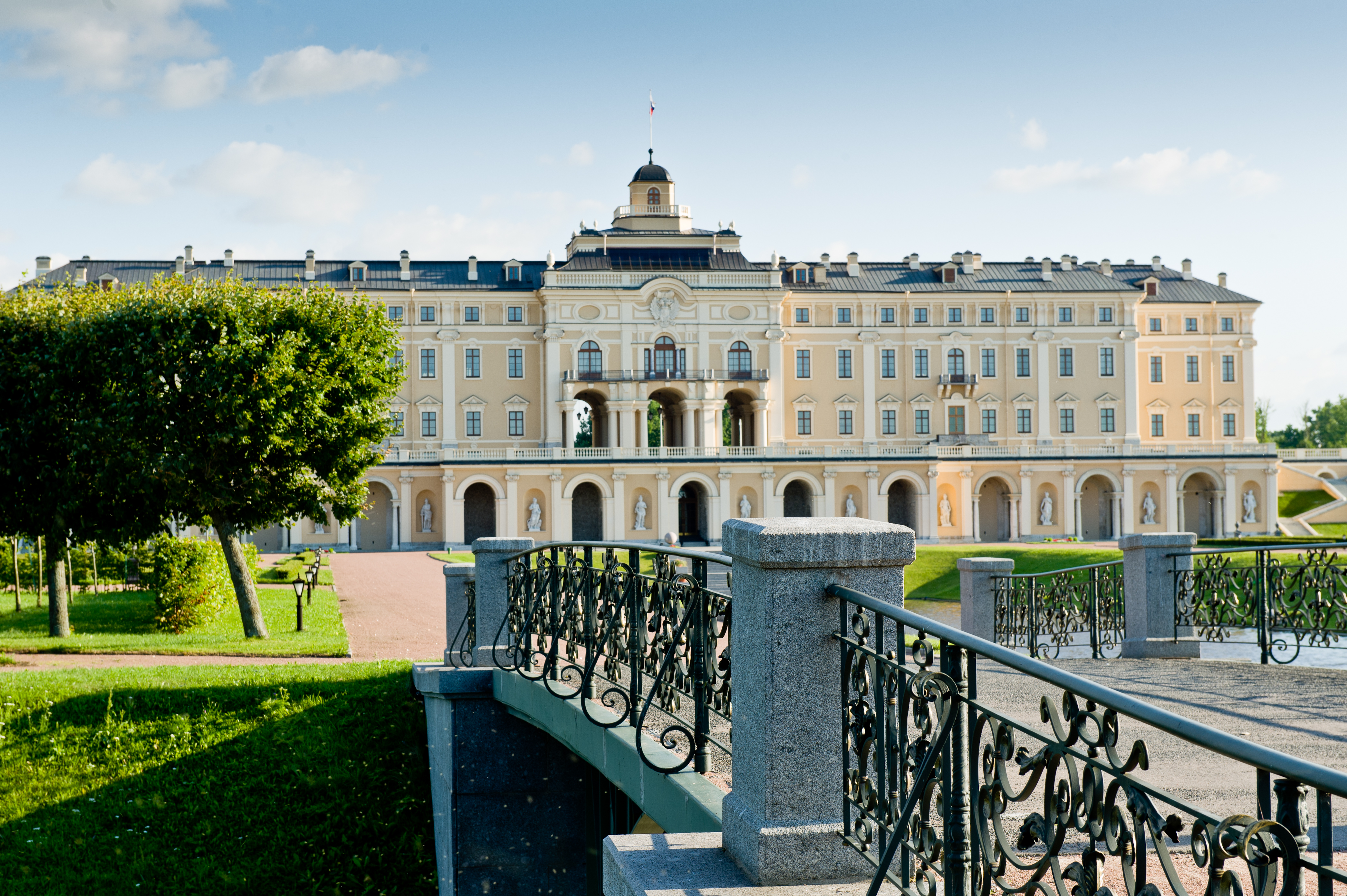
Konstantin-palota (1715-1720)
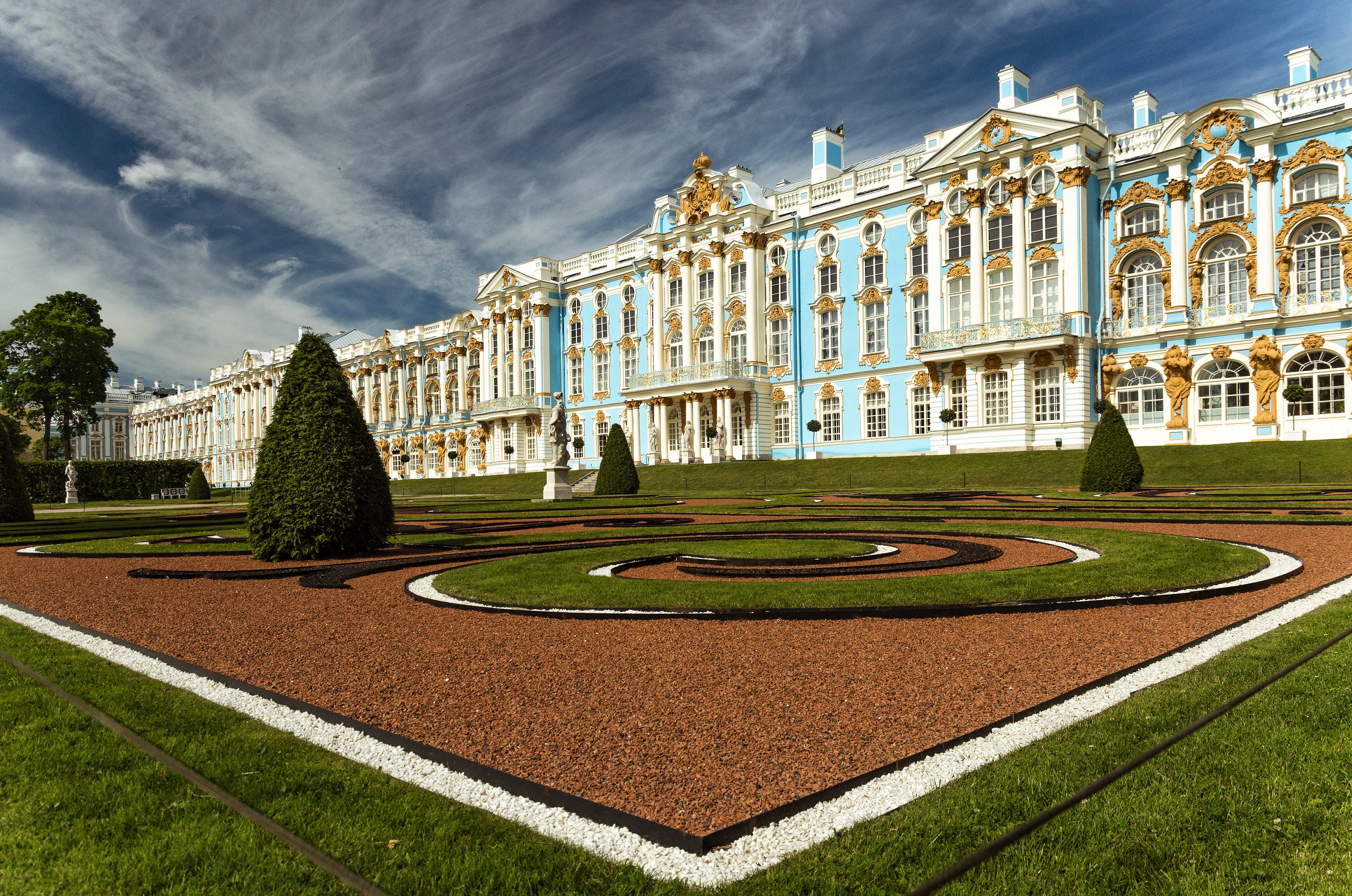
Katalin-palota Carskoje Selóban (1752–1757)
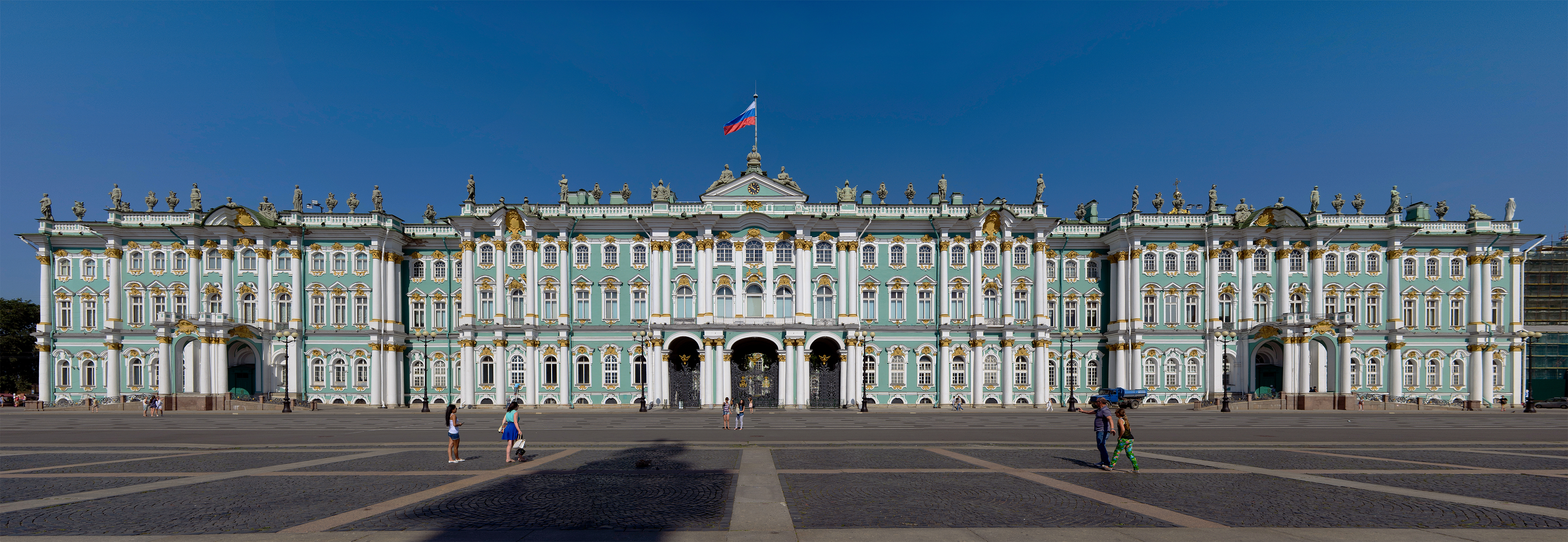
Téli Palota (1762–1796)

## Klasszicizmus kora
A 18. század közepén az újklasszicizmus kezdett tért hódítani  és a modern korra Szentpétervárral az egyik legnagyszerűbb klasszicista európai város született meg.
A klasszicizmus első jelentősebb műve a szentpétervári művészeti akadémia, Kokorinov és a francia de la Mothe közös műve. A korai klasszicizmus többi mesterei közül az olasz Rinaldi (Oranienbaum, pétervári Márvány palota), Vaszilij Ivanovics Bazsenov, akinek a külföldön is nagy tekintélye volt, Fjodor Ivanovics Volkov (Tengerészkadét Hadtest épülete), Ivan Jegorovics Sztarov emelkedtek ki.
Az újhellén klasszicizmust a skót Charles Cameron hozta Oroszországba, II. Katalin (1762–96) idejében. Carszkoje Szeló-i Hideg fürdő Achát termei-nek jón portikusza finom és művészi munka, s a baturini Razumovszkij-kastély, ugyancsak jón portikusszal, hatalmas alkotás.
A kor másik nagymesterének, az olasz Giacomo Quarenghinek művészete inkább a palladianizmus felé hajlik.
I. Sándor korának (1801–25) három nagymestere Voronyihin , a francia Thomas de Thomon, aki Magyarországon is járt, s az Esterházyaknak dolgozott, a pétervári tőzsdeépület építésze. Végül Andrejan Dmitrijevics Zaharov, a pétervári Főadmiralitás empire ízű, finom részletekben bővelkedő hatalmas palotájának mestere.
I. Miklós kora (1825–1855) az empire jegyében áll.
Vaszilij Petrovics Sztaszov pétervári Moszkvai diadalkapu-ja tizenkét öntöttvas  dór oszlopával a porosz klasszicizmus szellemében épült; az ő munkája az orosz-bizánci reminiszcenciájú, de klasszicizáló szentpétervári Urunk színeváltozása székesegyház. A korszak legkiválóbb tehetsége a nápolyi születésű Rossi. A nagymestereket epigonok követik, akik közül Pjotr Szergejevics Plavov, a francia Montferrand (a pompás, de formailag gyenge Szent Izsák-székesegyház építője) a kiválóbbak.
Klenze 1839-ben jelenik meg az orosz fővárosban, ahol az Ermitázst építi meg.
A 18. század közepe óta Moszkvában is újra megindul az építési tevékenység. A mesterek közül a klasszicista Kazakov a legjelentősebb.
A napóleoni háborúk viharában porrá ég a város (1812), de az olasz származású Oszip Bove vezetése mellett újra felépül. Bove a moszkvai empire nagymestere, mellette a svájci olasz származású Gilardi tűnik ki.
Pétervár és Moszkva kőépítészete mellett a 17., de főleg a 18. században az északi kormányzóságokban érdekes fatemplom-építészet virágzott. A templomoknak borona- vagy favázas deszkafaluk van, vagy sátortornyosak, vagy hagymakupolásak. A legszebbek Virma, Podporozsje (Szoginyici), s különösen Kizsi pompás, Úr színeváltozása-templom, amelyen nem kevesebb, mint 22 lépcsősen elhelyezett hagymakupola zsúfolódik össze.

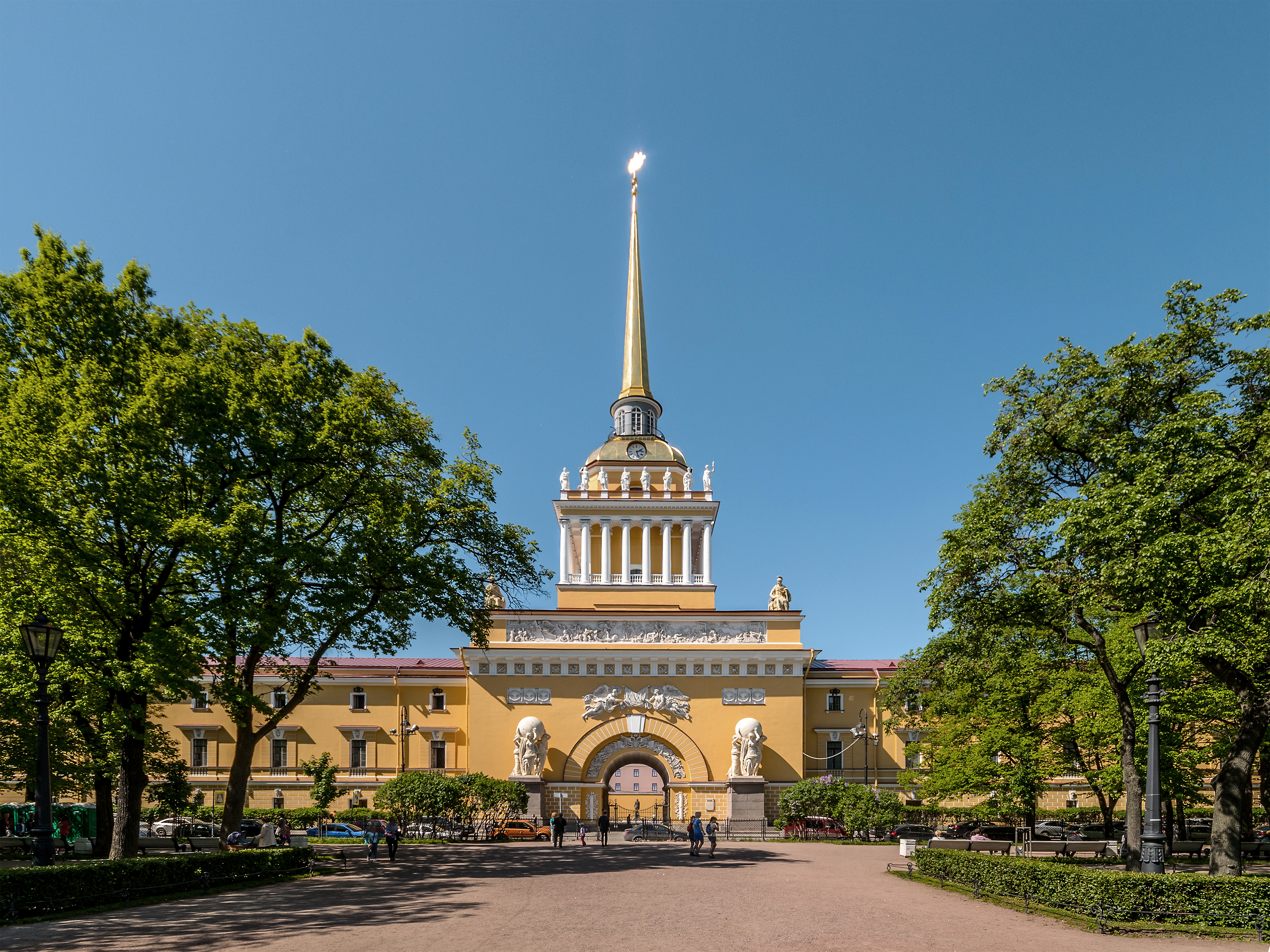
A Főadmiralitás épülete (1704–1706)
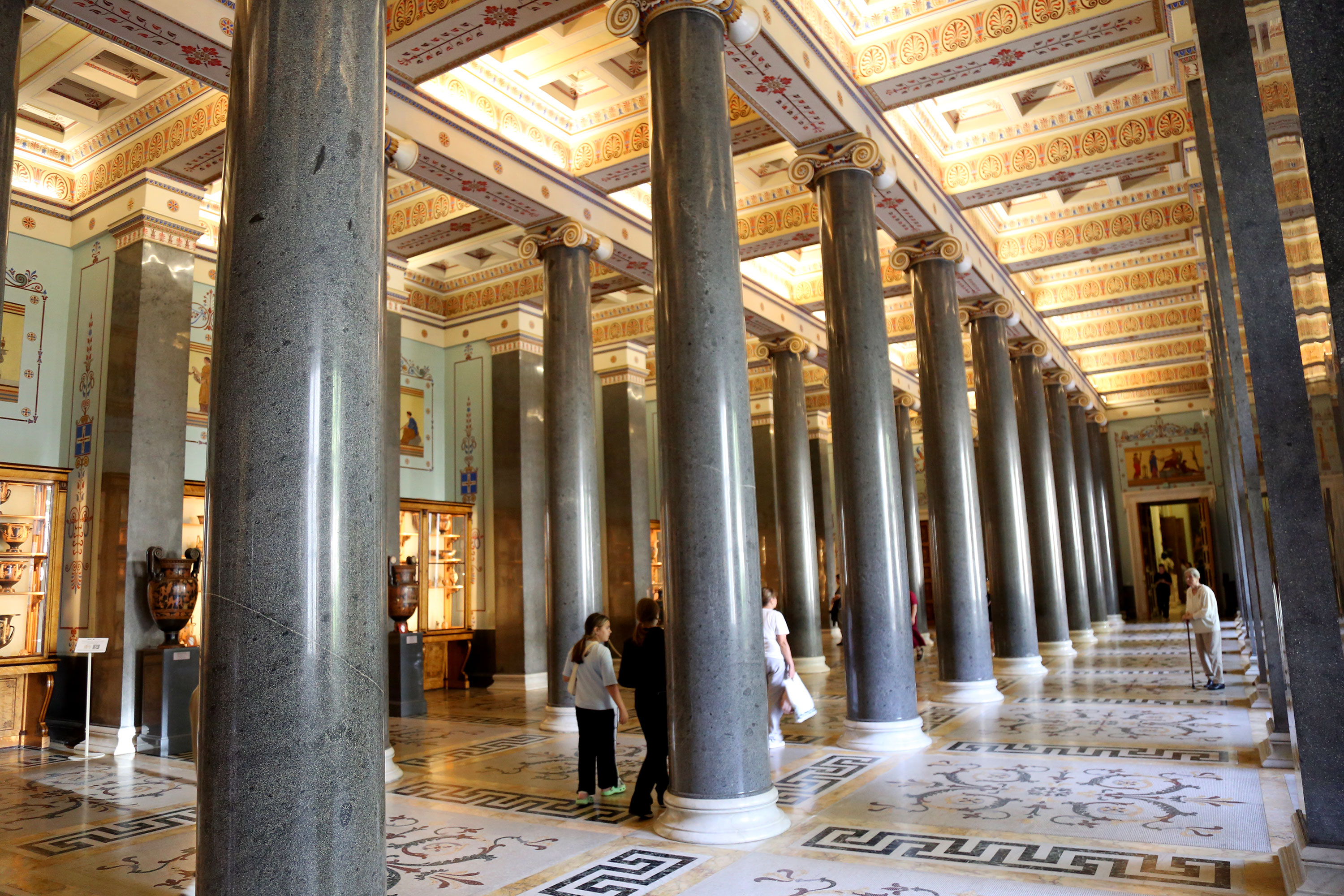
Az Ermitázs
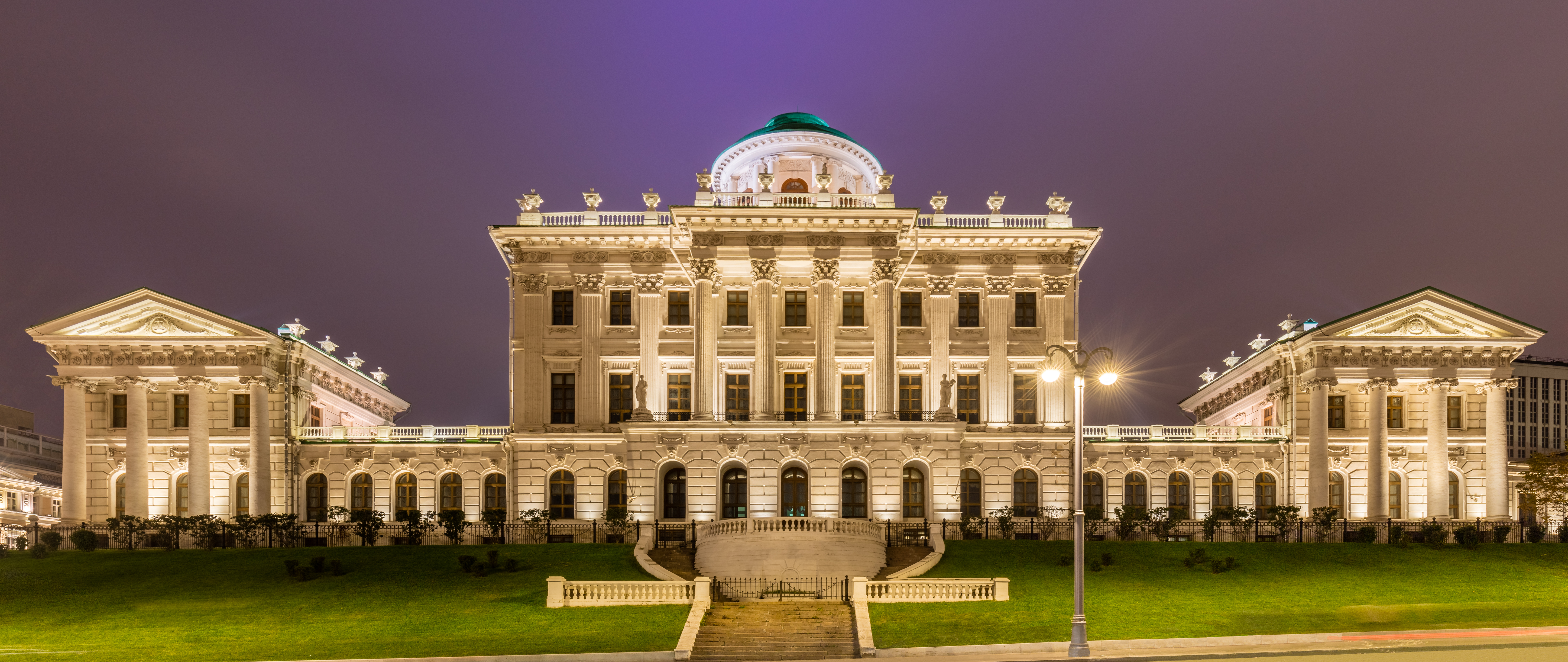
Paskov-ház (1784-1786)
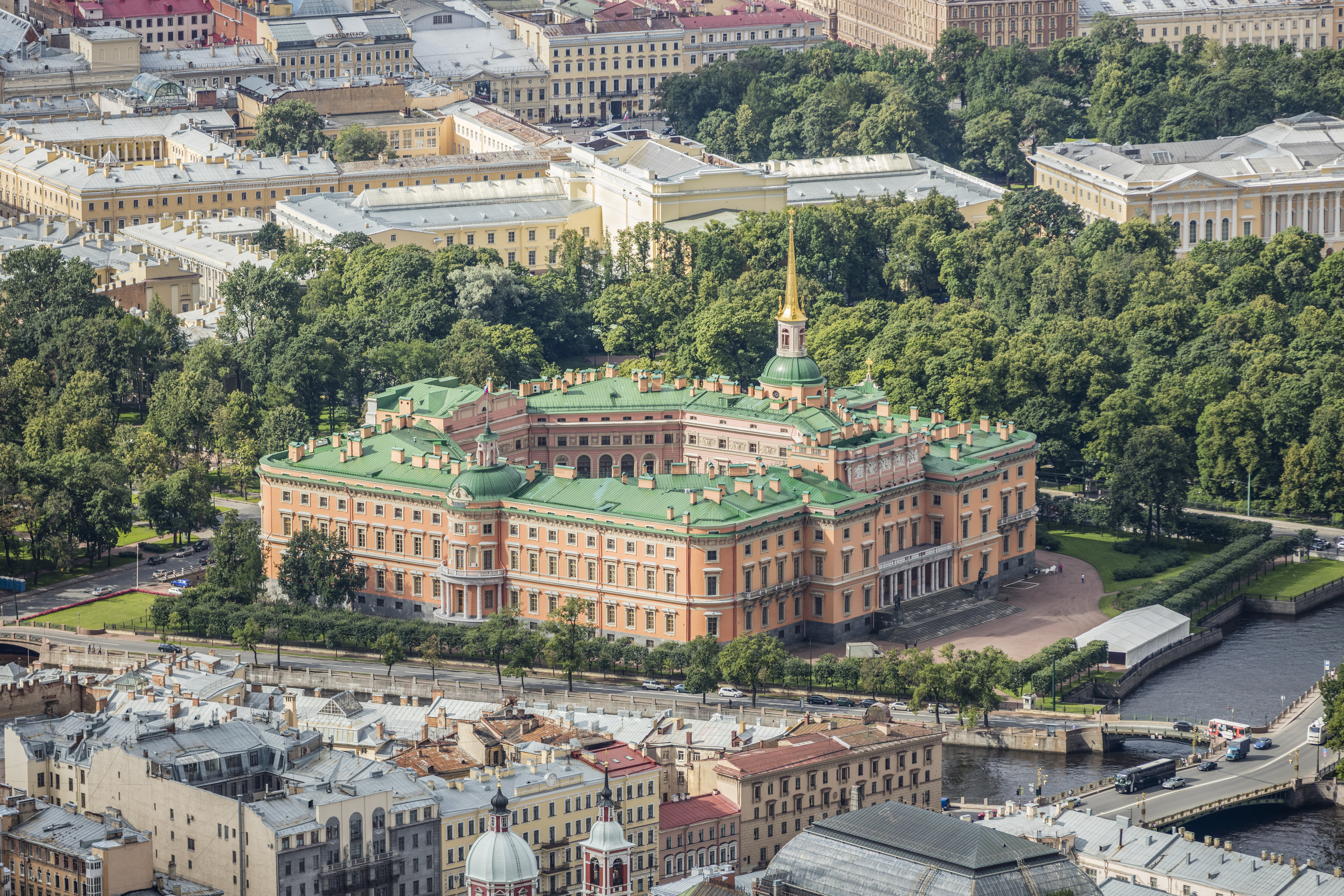
Mihajlovszkij várpalota (1797-1801), Szentpétervár

## Historizmus és eklektika
A 19. század derekán az általános tespedés kora következik, csak Konsztantyin Andrejevics Ton eklekticizmusa emelhető ki.
I. Miklós alatt Moszkvában is elsekélyesedik az építészet, s az eklekticizmus kora következik.
A 19. század közepétől kezdve az egyetemes európai stílusok hódítanak. II. Sándor és III. Sándor uralkodása alatt az orosz neobizánci építészet virágzik a templomépítészetben, míg a polgári építkezés azt az eklektikát követte, amely az európai országokban trend volt.
A neoorosz stílus 1830 körül jelentkezett a bizánci elemek és az óorosz építészet eklektikus ötvözeteként. A 19. század második felében érte el csúcspontját, és egészen az 1917. évi októberi forradalomig virágzott, amely végül megszakította a fejlődését.
A 19. század második felétől kibontakozott új építészeti mozgalom több irányzatot ölel fel. Az orosz építészetben az európai szecesszióhoz 
legközelebb álló új irányzatot összegzően modern megjelöléssel illették. Ez az időszak meghatározható és 1890–1910 közé esik. Az irányzaton belül és ezt előkészítőén nagyobb szerephez jutó változatok: a népies és a nemzeti ősorosz, óorosz, a régi orosz, a neoorosz, a bizánci és pravoszláv, a nemzetközi stílus, valamint a díszorosz. Megtaláljuk a felhasznált anyagok szerint a sajátos faépítészeti és jellegzetes tégla- és kőépítészeti stílus, valamint a mérnöki építészet (acél, vasbeton) válfajait is.

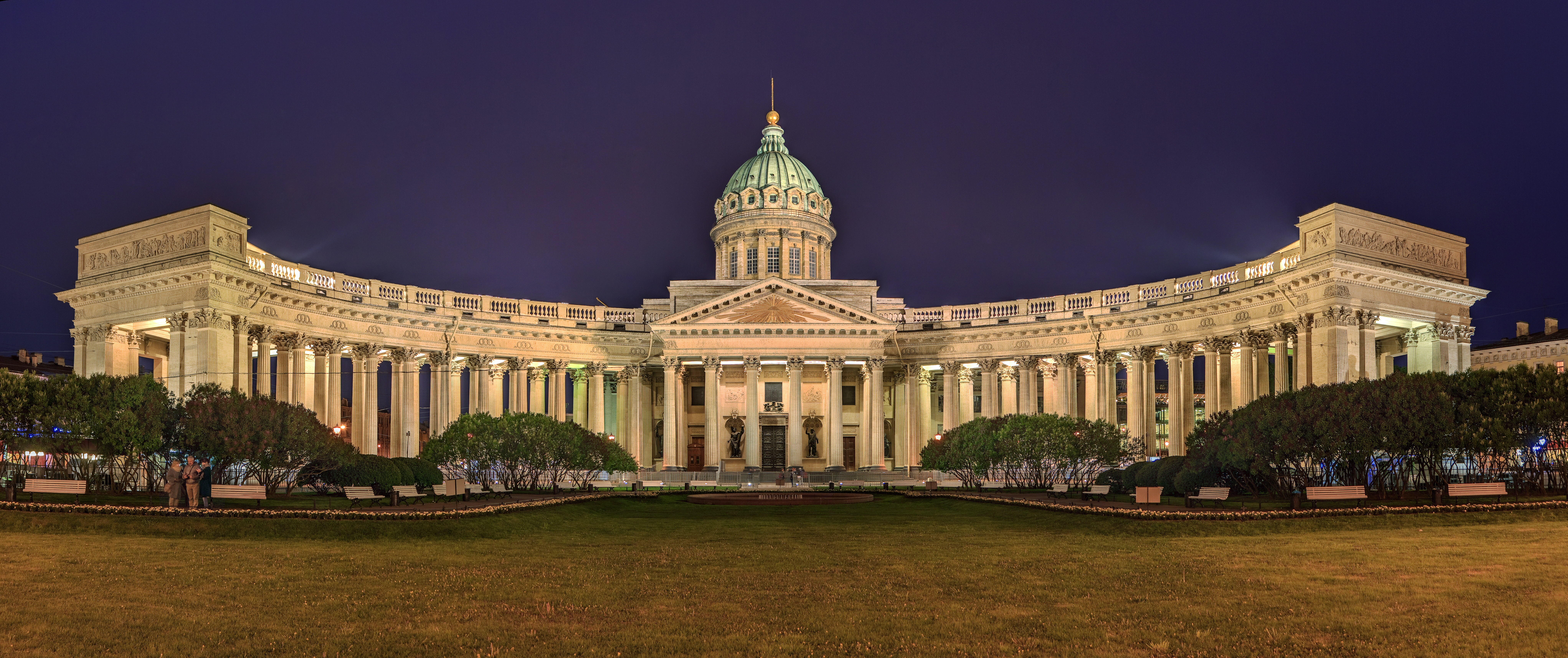
Kazanyi-székesegyház (1801–1811)
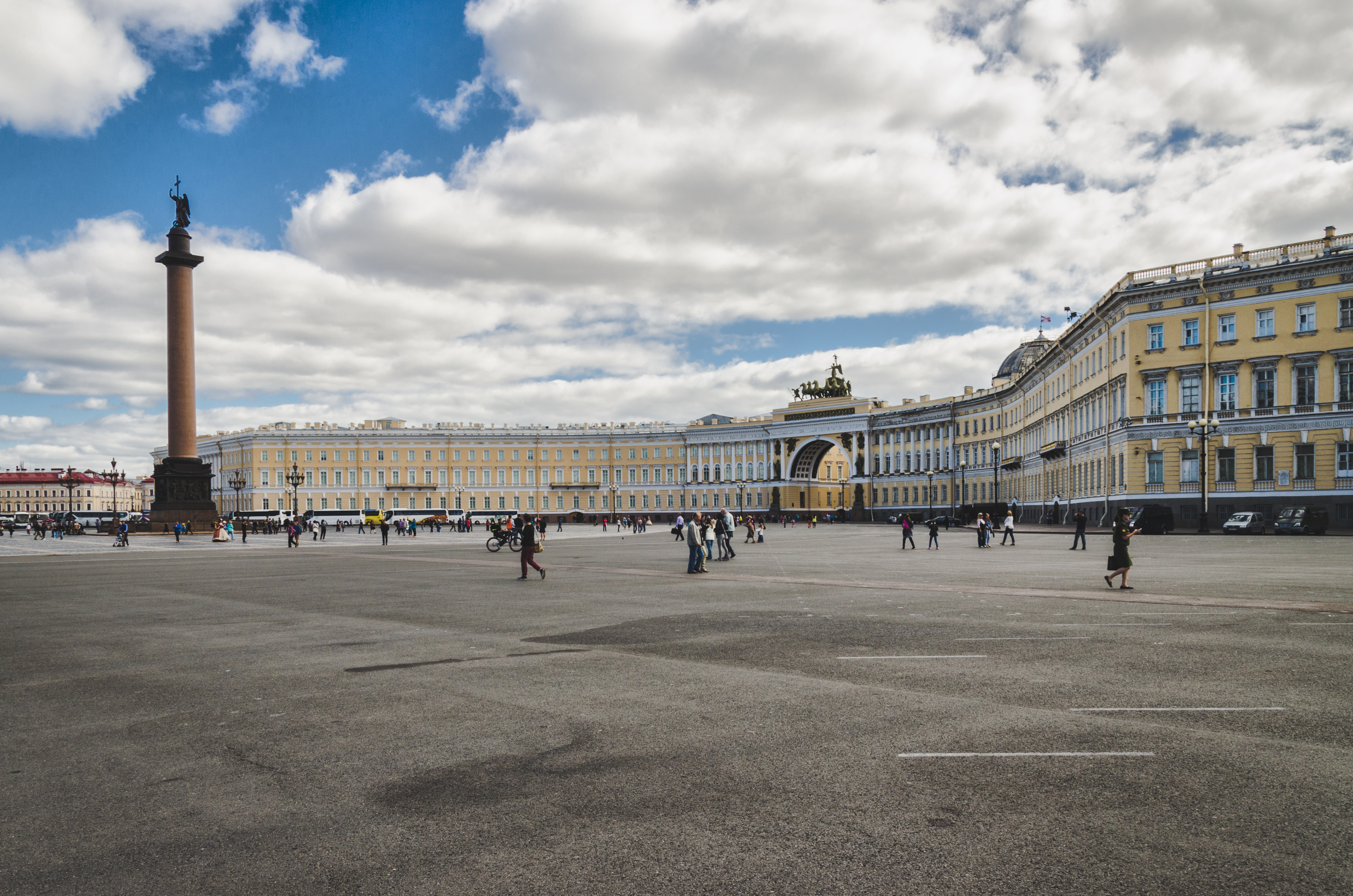
Vezérkar épülete (1819–1828)
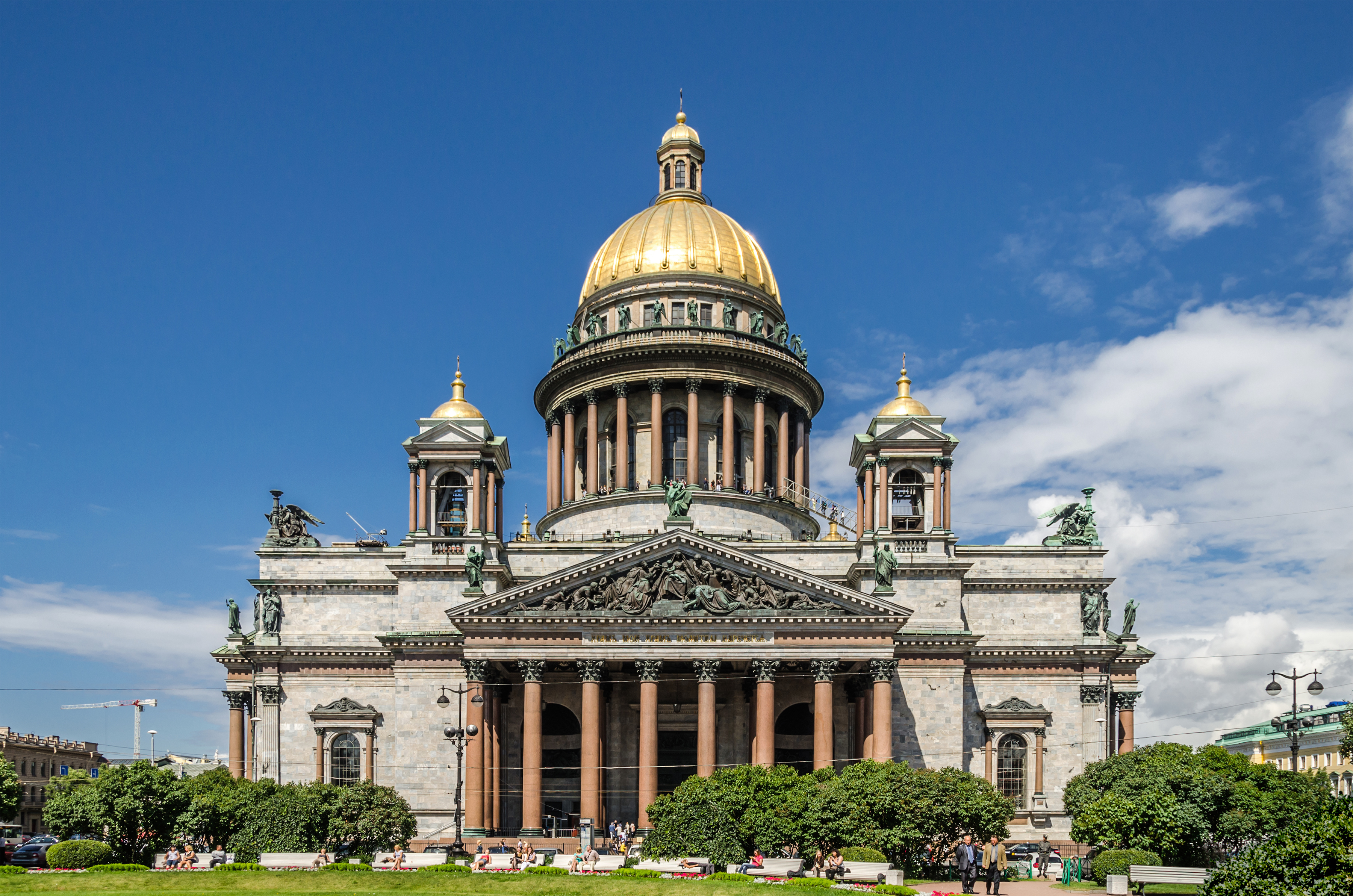
Szent Izsák-székesegyház (1819–1858)
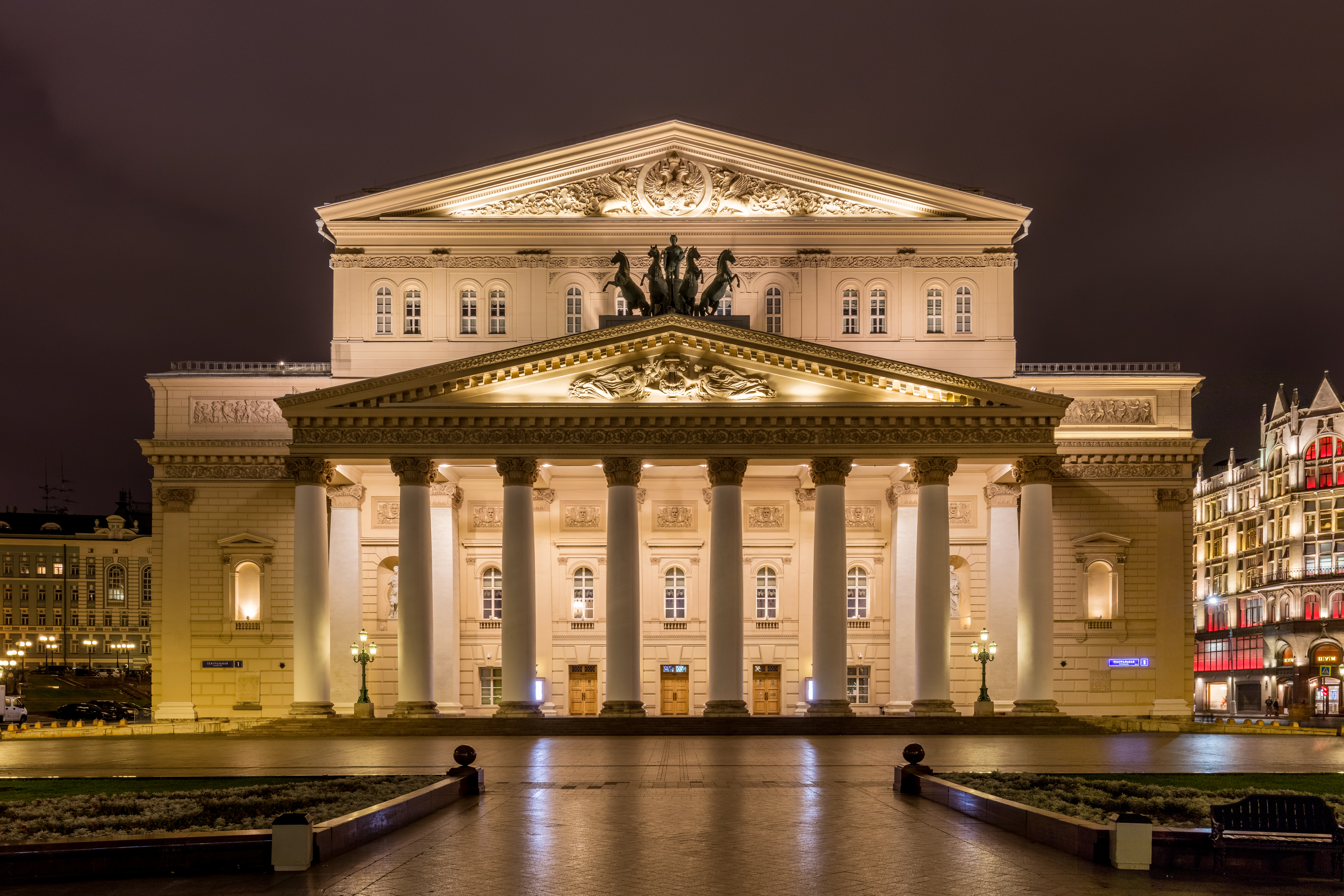
Bolsoj Színház (1821–1825)
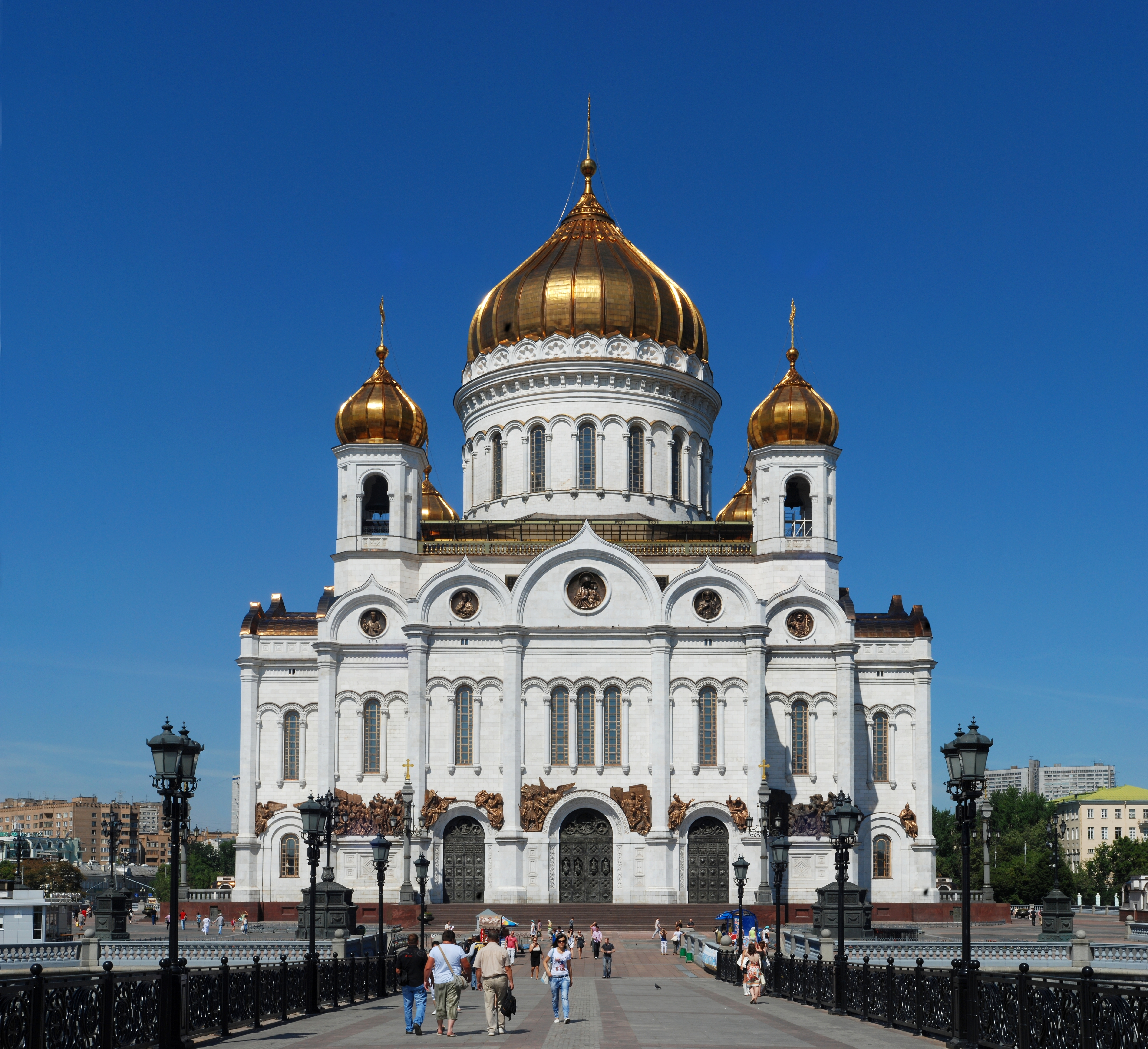
Megváltó Krisztus-székesegyház (1860–1883)
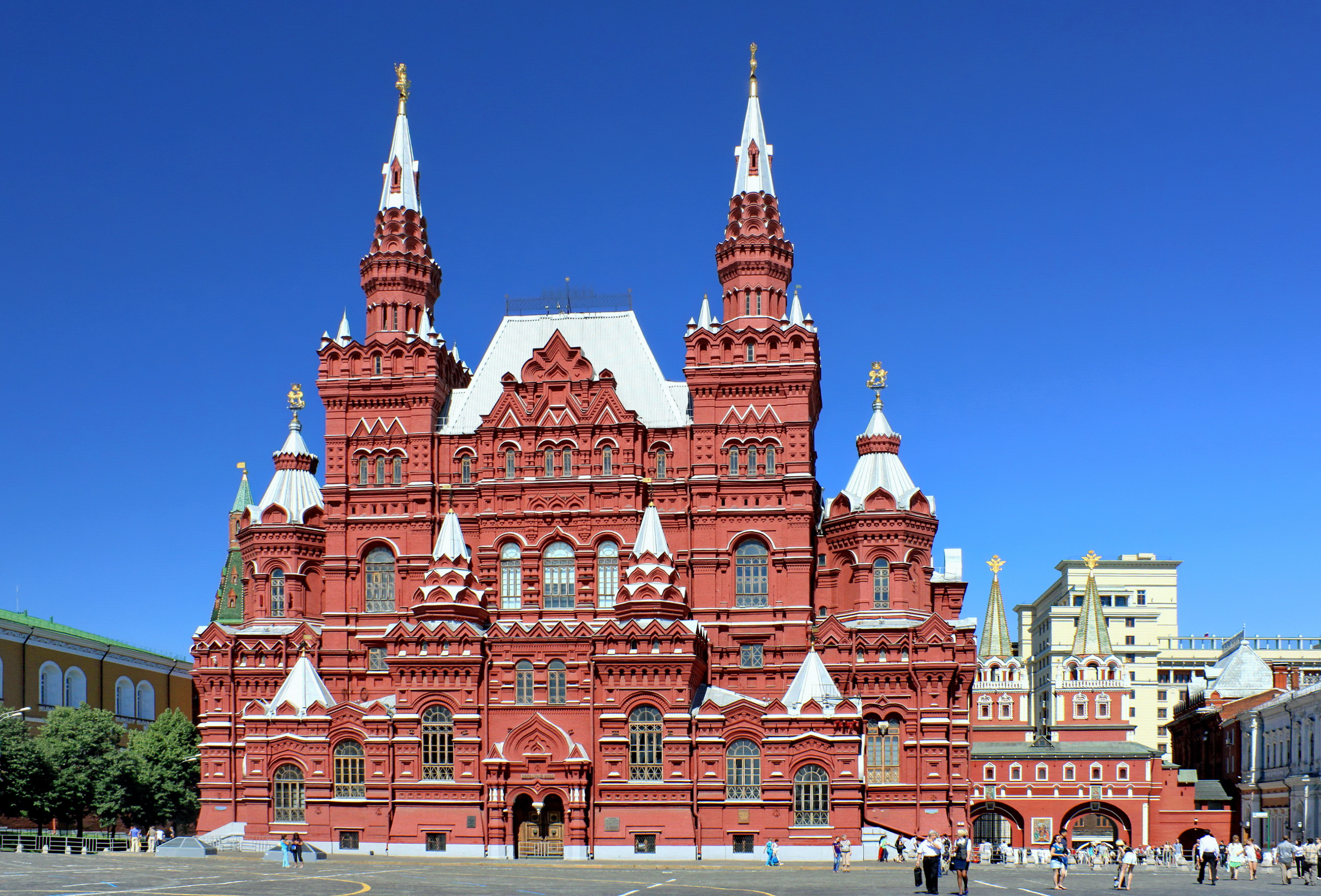
Állami Történeti Múzeum (1875–1881)
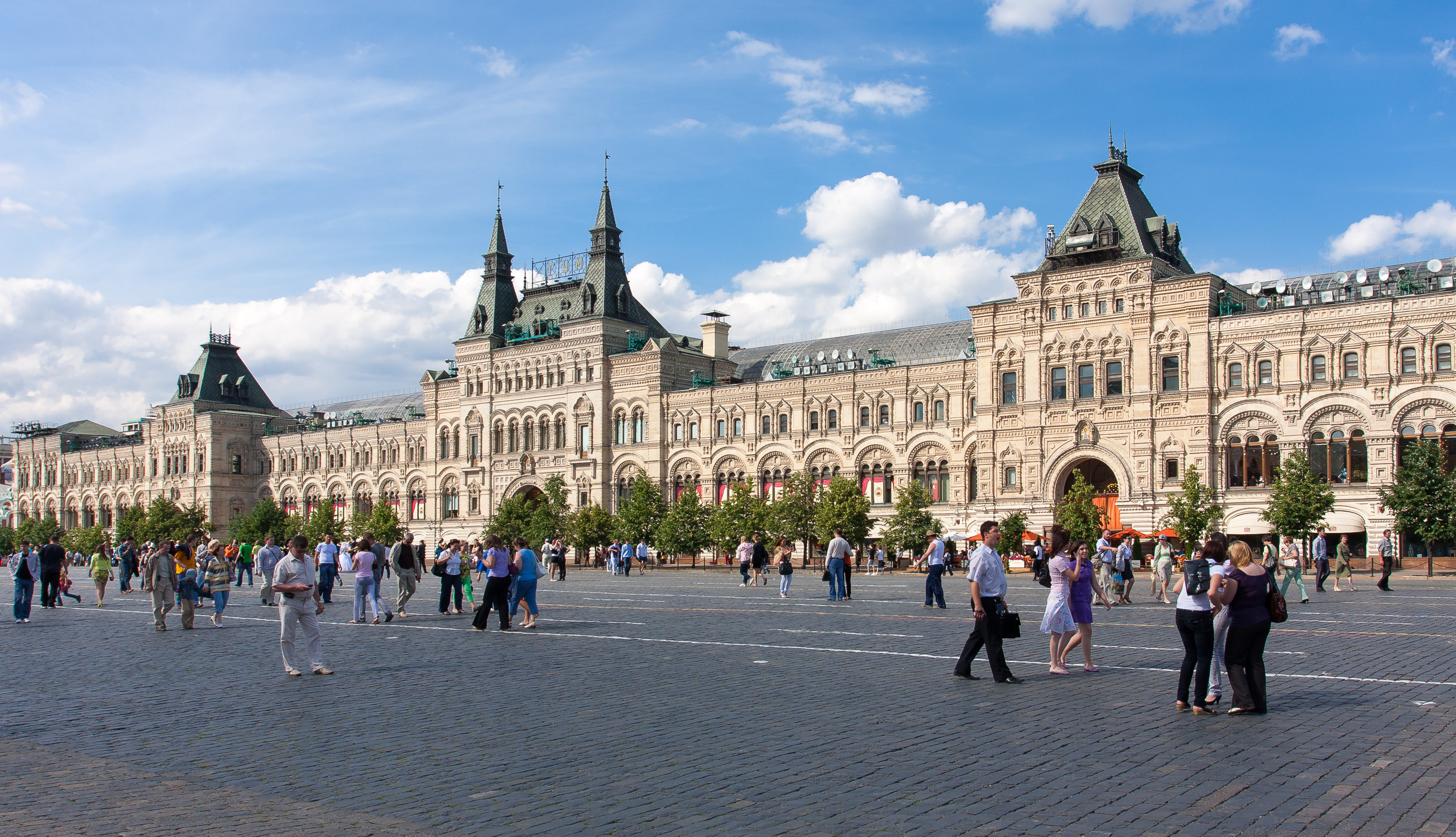
GUM áruház (1890–1893)

A modern szecessziós stílusirányzattal egy időben a klasszicizmus túléléseként kialakult és jelentős teret kapott a gyakorlatban a retrospektív-neoklasszicista építészet is. A szecessziós irányzat az 1910-es évek táján lezárult, míg az utóbbi jutott jelentős szerephez az 1930–1950-es években az archaizáló szovjet építészeti irányzatokban.

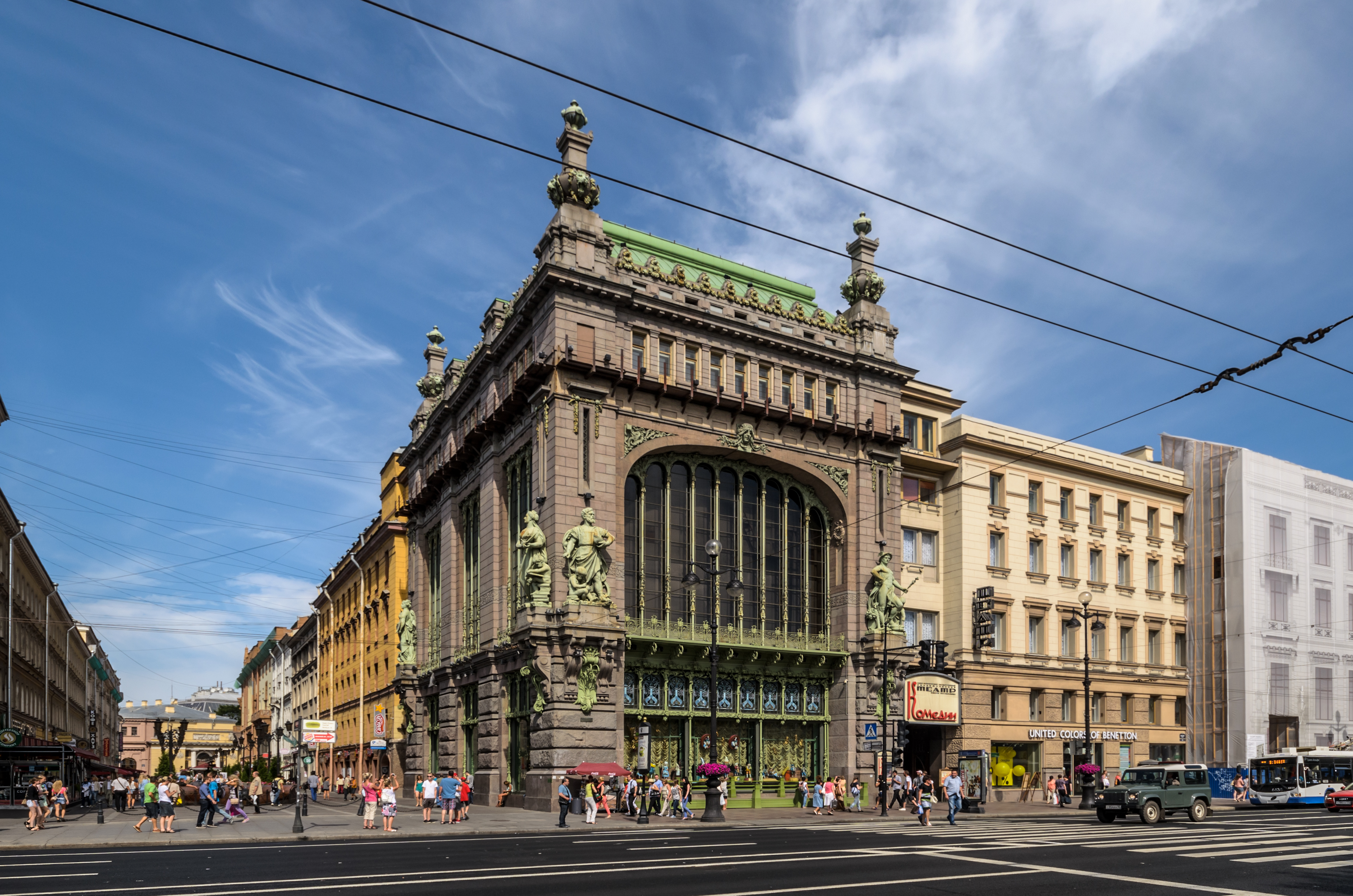
Jeliszejev-kereskedőház (1902–1903)
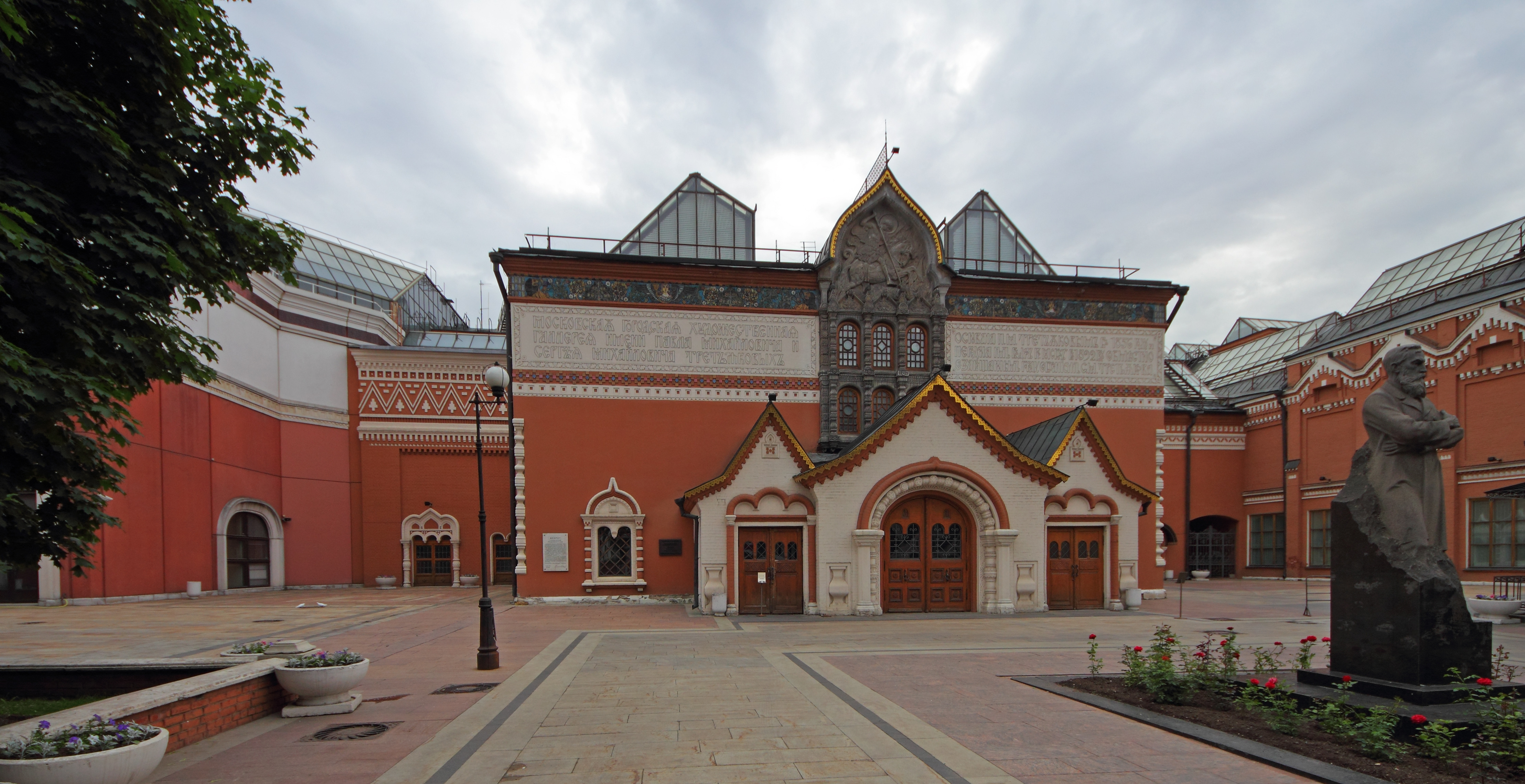
Tretyjakov Galéria (1902-1904)
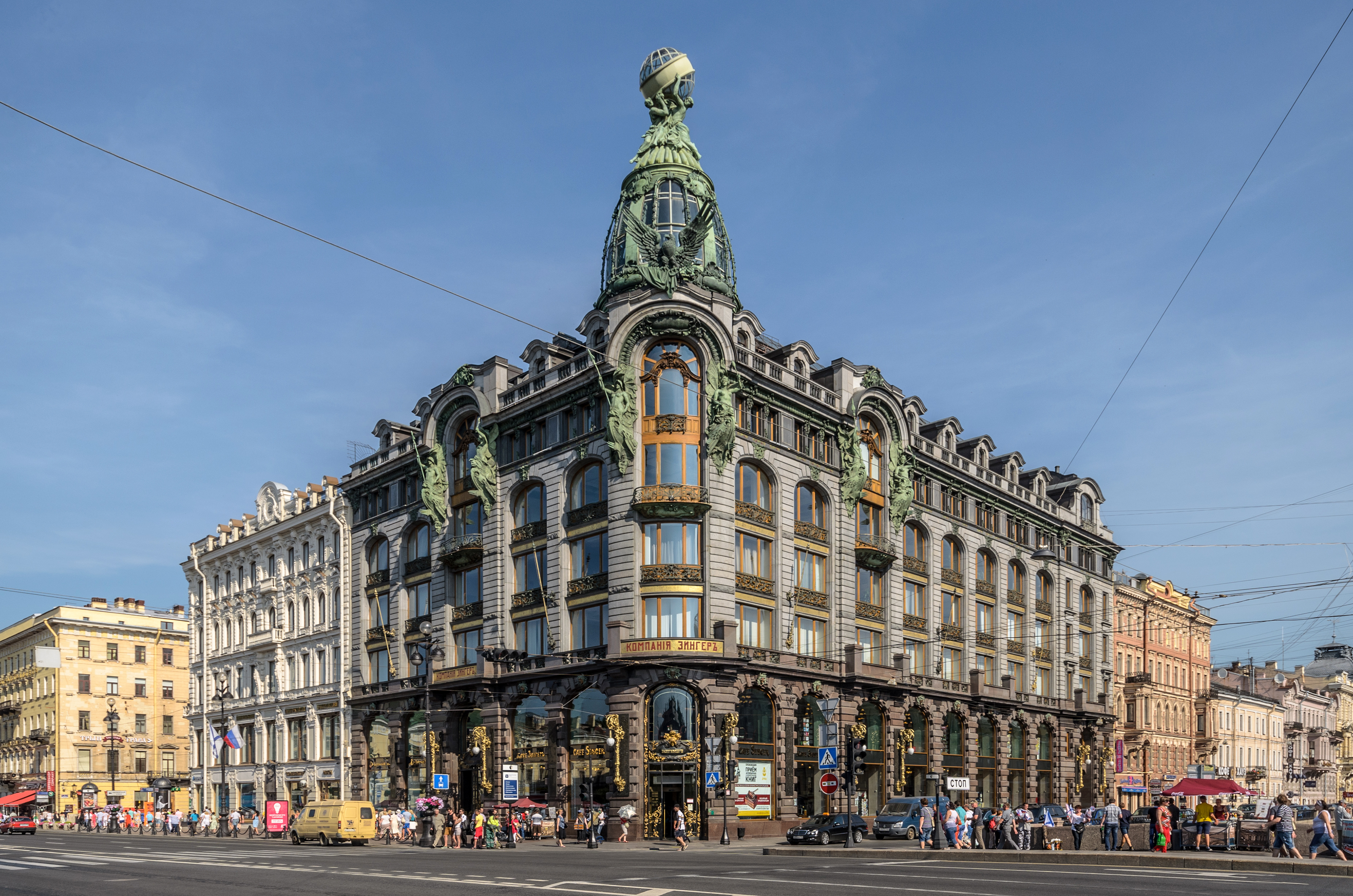
Könyvesház (1902–1904)

A 20. század elején az építészet az akkoriban uralkodó építészeti mozgalmak tendenciáit tükrözte. Az orosz stílus mellett jellemző volt a szecesszió, a neoklasszicizmus, az eklektika stb.

## Szovjet korszak
Az 1917-es forradalom utáni Oroszország építészetét a régi formák elutasítása és az 
ország új művészetének keresése jellemezte. Kialakultak az avantgárd irányzatok és új stílusú alapépületek projektjei születtek. Ilyen jellegű munkák például Vlagyimir Tatlin munkái.

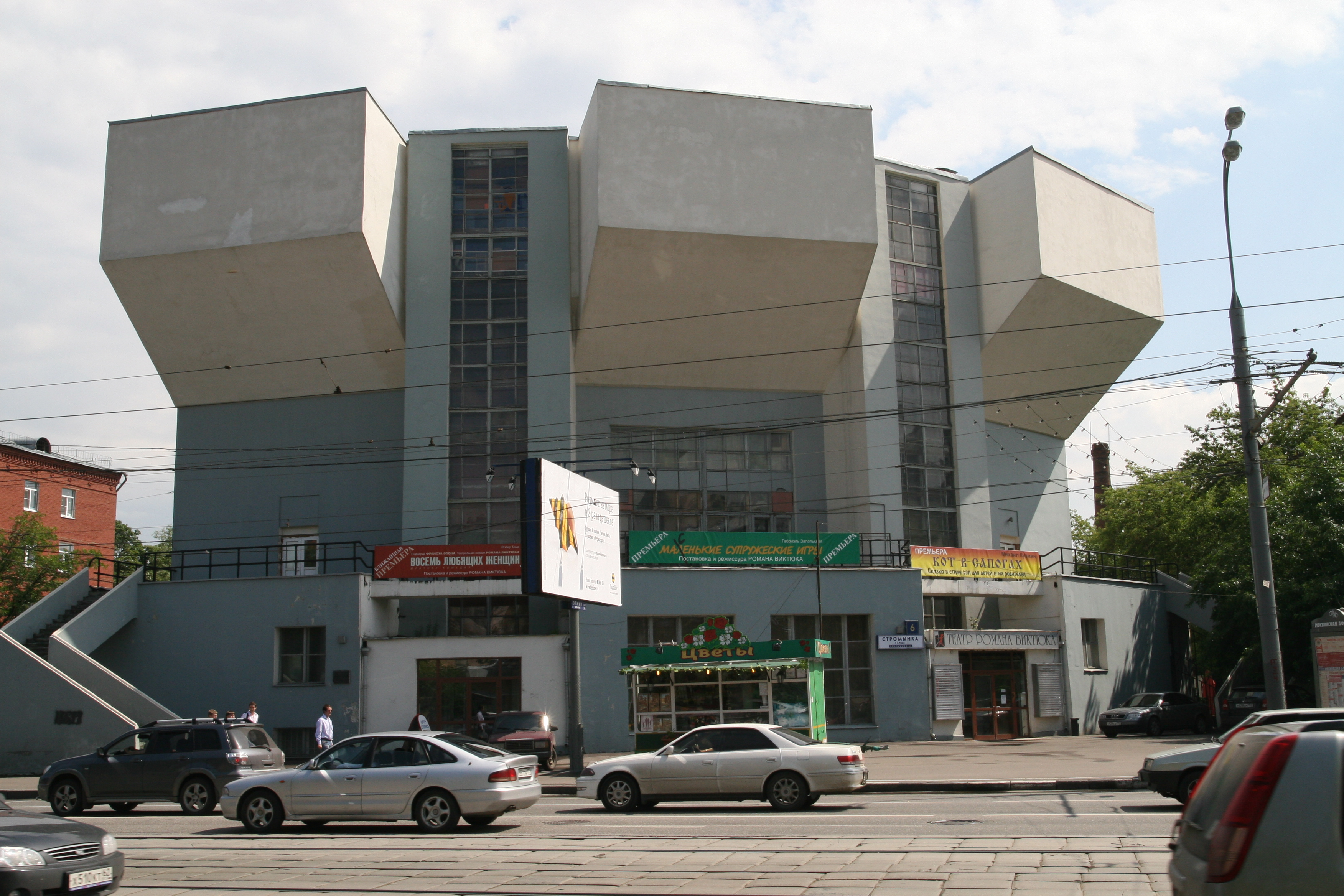
Ruszakovról elnevezett kultúrház (1927)

A konstruktivizmus az 1920-as évek egyik vezető építészeti stílusává vált. Majd ezt követően a racionalizmus  avantgárd stílusa is kialakult. Ellentétben a konstruktivistákkal, akik számára a forma funkcionális, konstruktív lehetőségei voltak meghatározóak, a racionalisták számára a művészileg létrehozott formák és azok lélektani hatása volt az építészet szempontjából meghatározó. A fő jellemzői és a díszítő technika az épület formáival, ablakaival és egyéb nyílásaival, színekkel és méretekkel, az aszimmetriával, valamint a vas és beton építőipari felhasználásával való kísérletezés volt. A stílus alapítója Oroszországban Kraszovszkij, a mozgalom vezetője Ladovszkij volt.
A sztálinista építészet a konzervatív monumentalizmust helyezte előtérbe. Az 1930-as években Sztálin politikája nyomán rohamos urbanizáció ment végbe, és ekkoriban került volna sor Moszkvában a Szovjetek palotájának megépítésére.
Az egyházakat a régi rend képviselőinek, papjaikat pedig ellenforradalmároknak tekintették. A SZU első évtizedeiben sok ortodox templomot megsemmisítettek, köztük a moszkvai Megváltó Krisztus-székesegyházat (1931), a moszkvai Kremlben több 14. századi kolostort és több tucat templomot országszerte.
1945 után a középpontban a második világháborúban elpusztult városok, építmények újjáépítése és új építmények felállítása állt: például a hét toronyház épült (→ hét nővér) Moszkva térségének szimbolikus pontjain.
A Moszkvai Egyetem építése (1948–1953), Lev Rudnyev és társai által figyelemre méltó. Egy másik példa a moszkvai Kiállítási Központ, amelyet 1954-ben a második Mezőgazdasági Kiállításra építettek. További jól ismert példák az 1940-es és 1950-es években épült moszkvai és szentpétervári metró állomásai, amelyek extravagáns dizájnjukról és élénk díszítésükről híresek. Általánosságban elmondható, hogy a sztálini építészet sok háború utáni város megjelenését alaposan megváltoztatta.

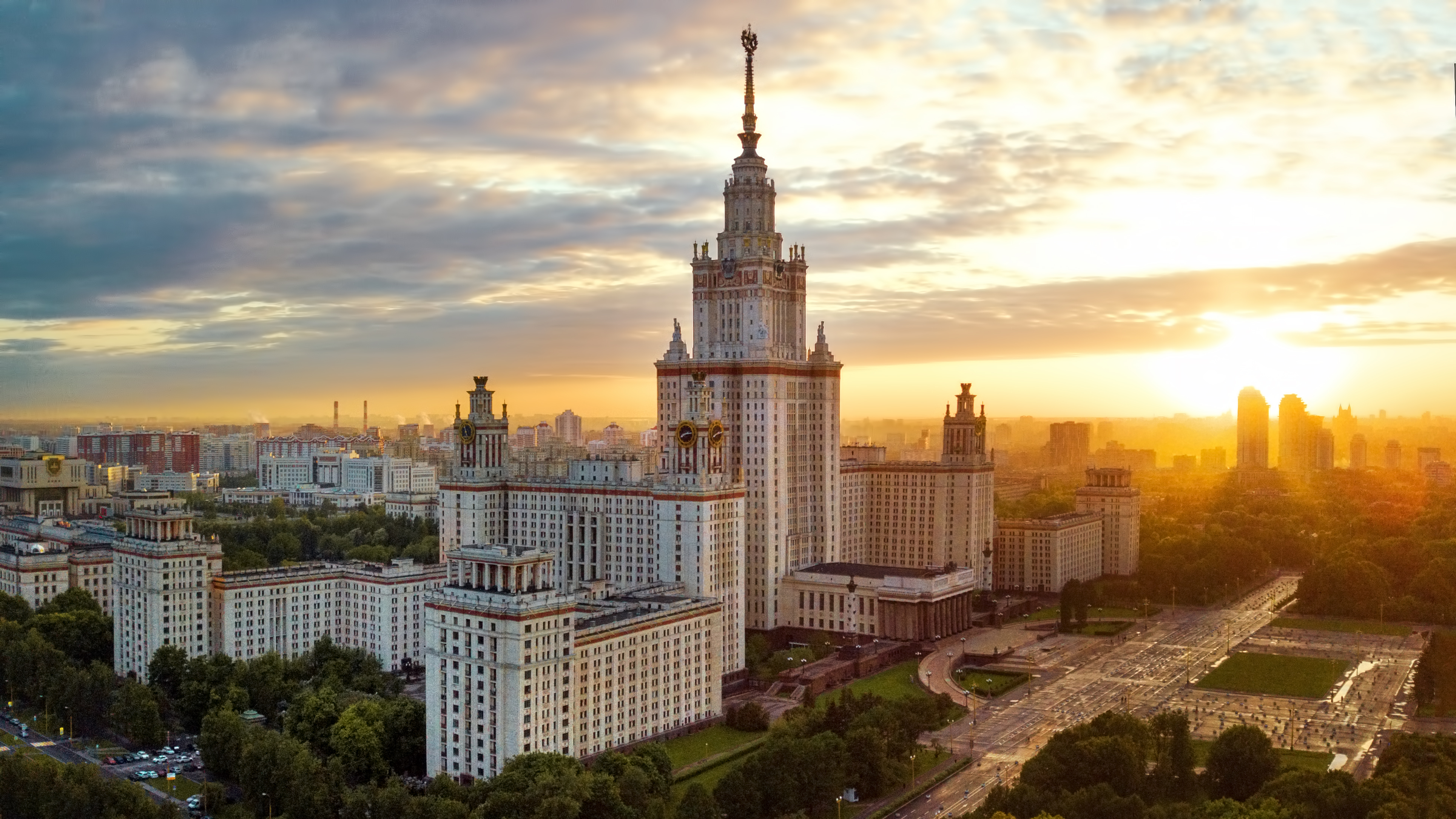
Moszkvai Állami Egyetem főépülete
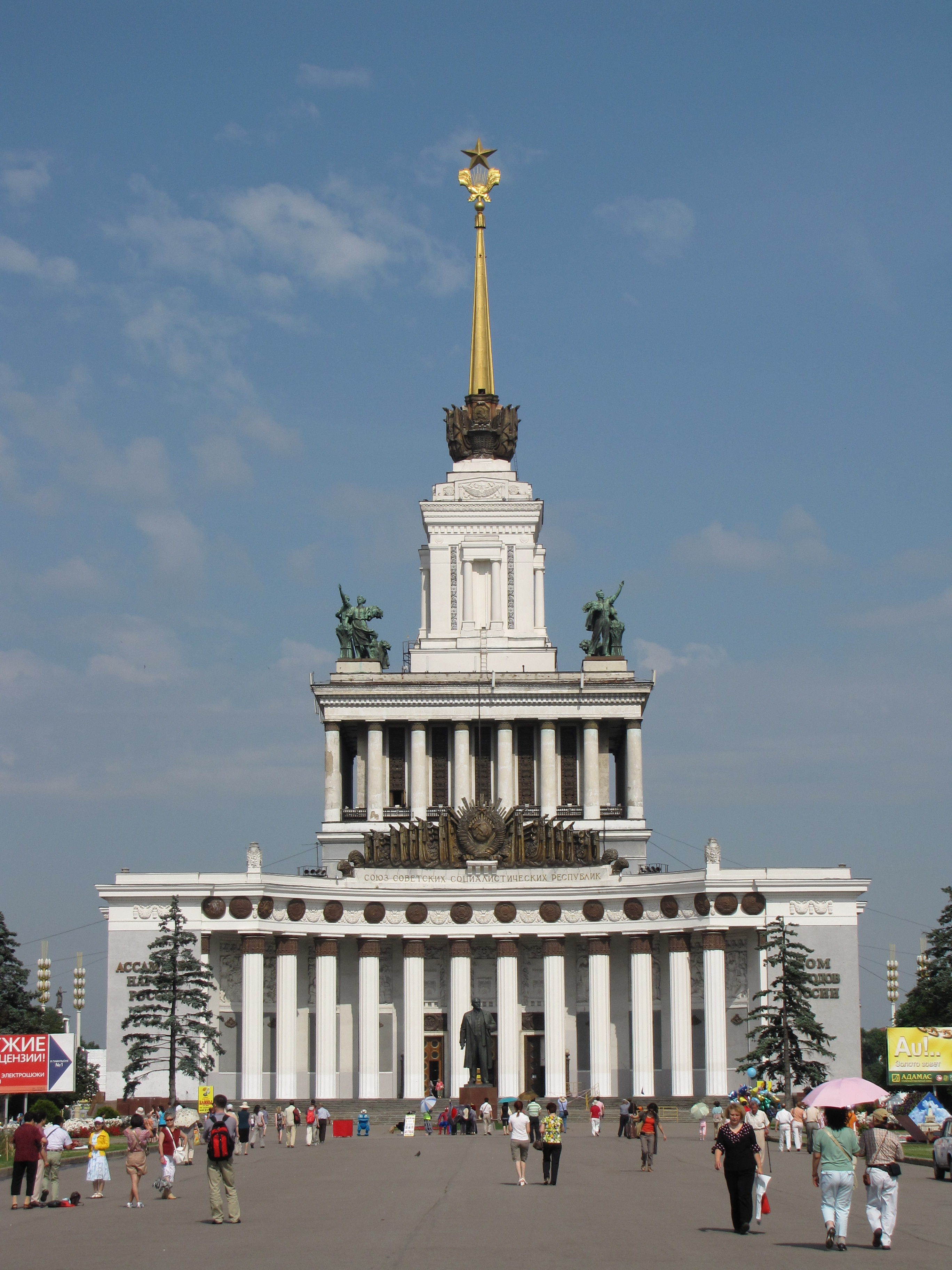
Az Összoroszországi Kiállítási Központ főpavilonja
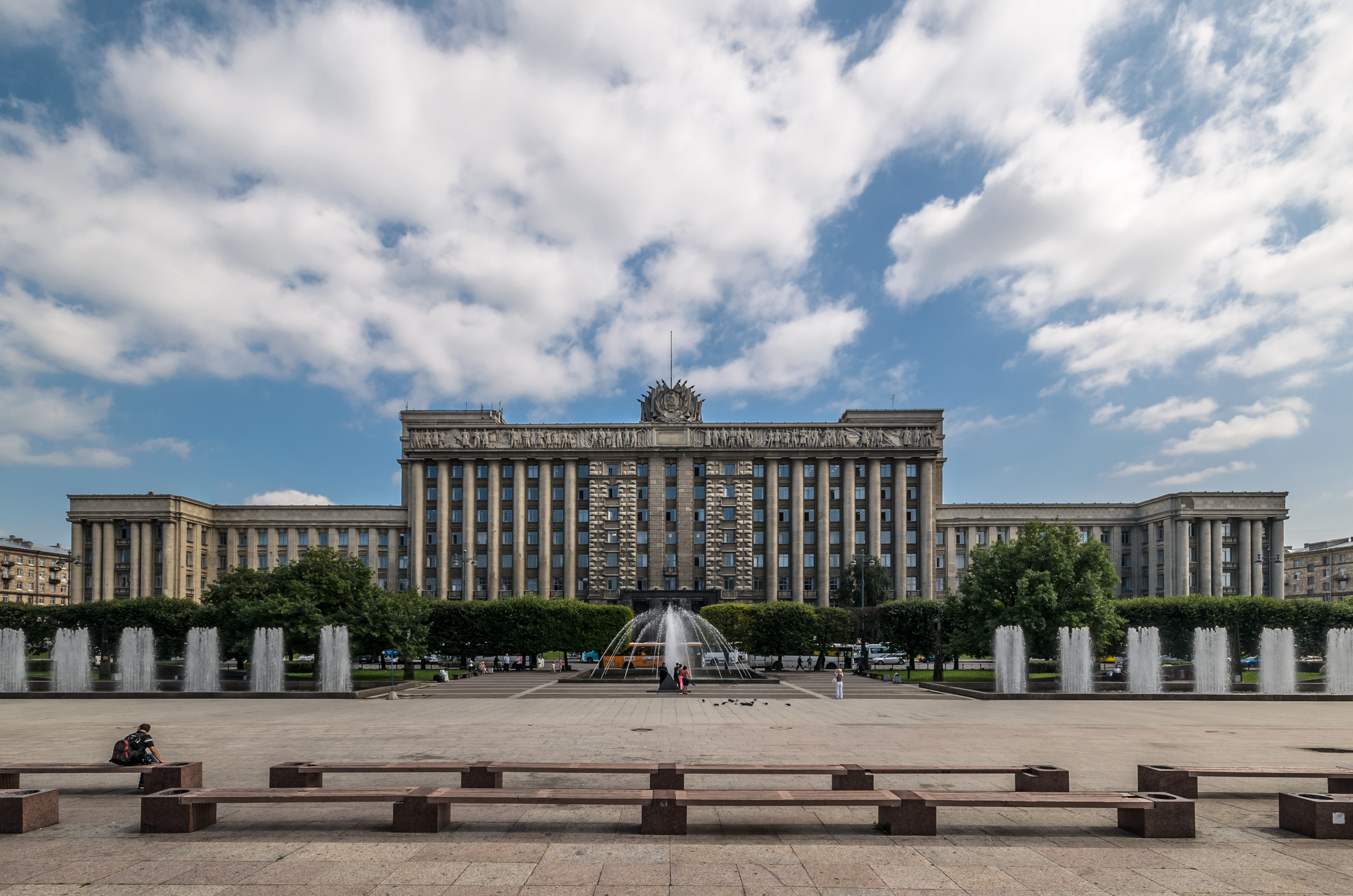
[[House of Soviets (Saint Petersburg)|Szentpétervári szovjetek háza
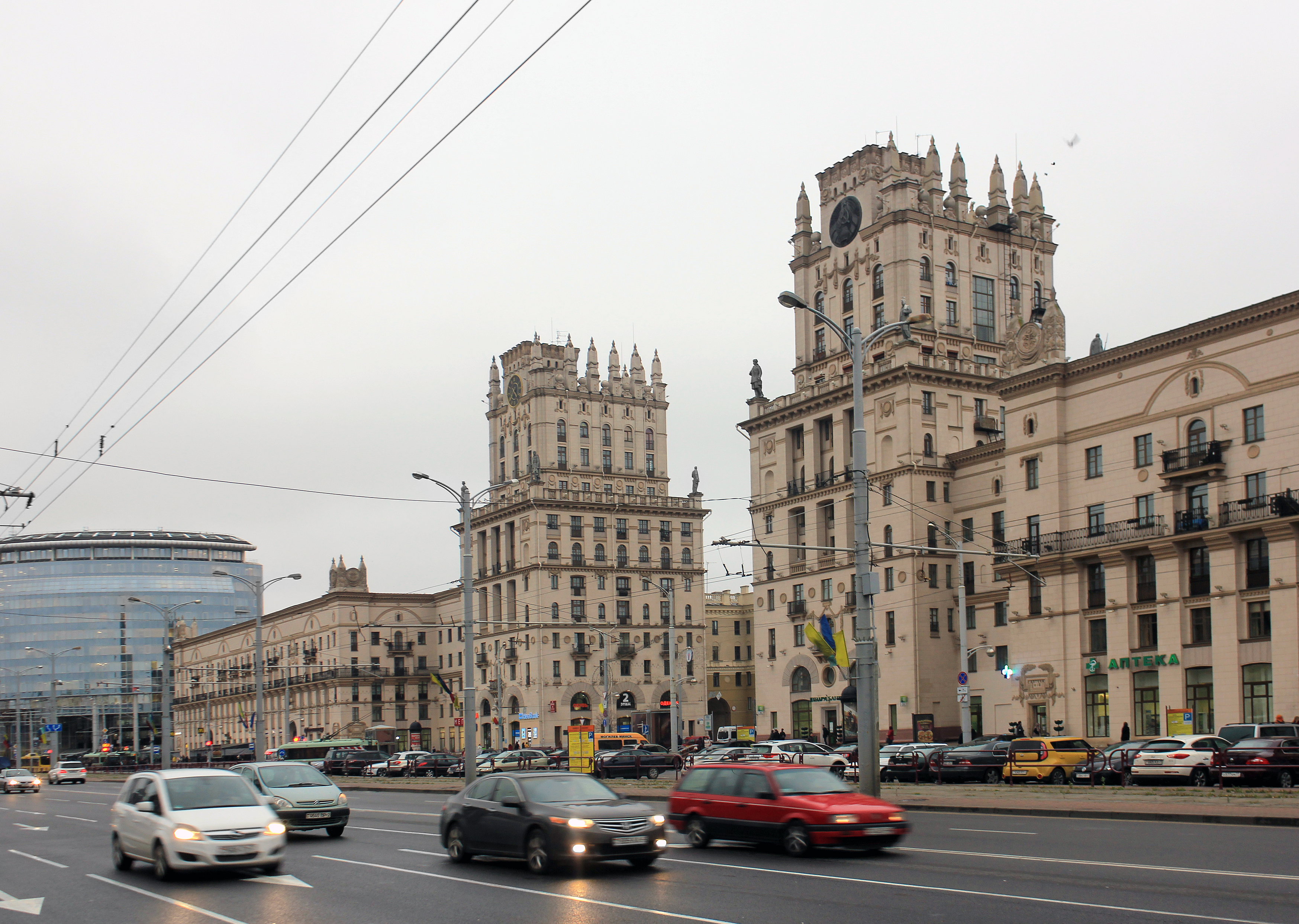
Minszki Kapu
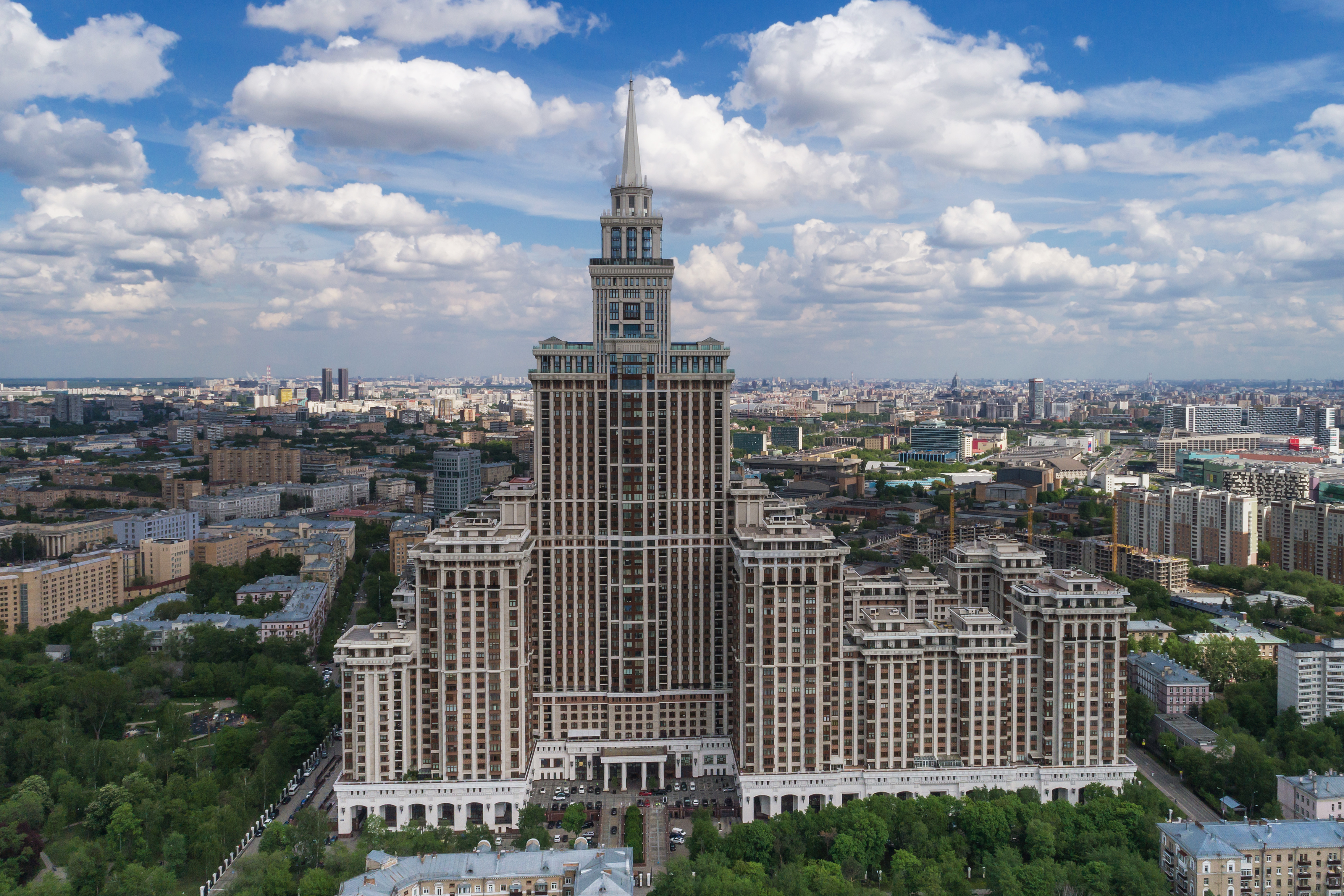
Győzelem palotája, Moszkva

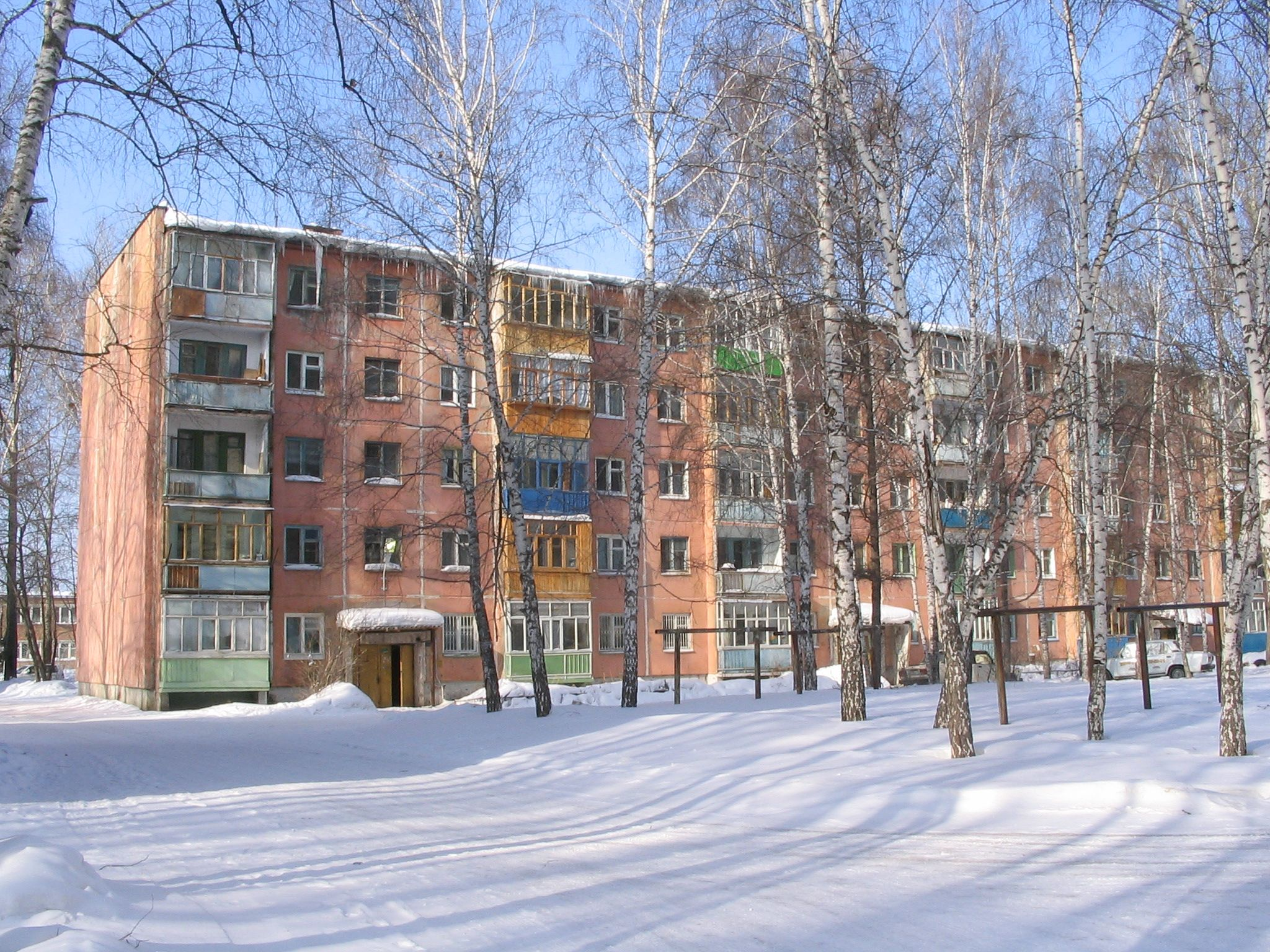
„Hruscsovka” panelház Tomszkban

Sztálin halála után, egy új szovjet vezető, Hruscsov elítélte a korábbi építészeti stílusok „túlzásait”, és a késő szovjet korszakban az ország építészetében a sima funkcionalizmus uralta az építészetet. Ez némileg segített megoldani a lakhatási problémát, ám alacsony művészeti minőségű épületeket hoztak létre, éles ellentétben a korábbi építészettel. Az ideje alatt létrehozott igénytelen tömbházakat hruscsovkának hívták.
Az 1970-es évek kezdetekor Leonyid Brezsnyev nagyobb szabadságot engedett az építészeknek; hamarosan változatos kialakítású épületek készültek. A tömbházak magasabbak és kicsit díszesebbek lettek, ezeket brezsnyevkának  hívták; oldalukon nagy mozaikok váltak jellemzővé.
Az 1950-es és 1960-as években épült, legfeljebb négyemeletes házakkal szemben az új lakóépületek magasabbak lettek, és akár kilenc vagy több szintesek is lehetettek. Mindegyik komplexumhoz tartozott egy kiterjedt terület, sétálókkal, játszótérrel, hintákkal, homokozóval és parkolóhelyekkel, melyeket gyakran kiegészítettek a lakóépületektől külön sorakozó autógarázsok. Ez az elv később is megmaradt és a kommunista országokban is megjelent.

## A Szovjetunió felbomlása után
A Szovjetunió felbomlása után sok építészeti projektet befagyasztottak vagy töröltek. Az épületek építészeti stílusa és magassága többé már nem volt szigorú kormányzati ellenőrzés alatt, ami jelentős szabadságot biztosított az építészeknek. A pénzügyi feltételek lehetővé tették az építészet fejlődésének jelentős felgyorsítását. A nyugati mintákat aktívan kölcsönözték és olyan futurisztikus projektek születtek, mint például a „Moszkva City” a felhőkarcolóival.
Számos, a szovjet időkben lerombolt templom újjáépült, és ez a folyamat a II. világháborúban elpusztult különféle történelmi épületek helyreállításával együtt folytatódik.
Ami a mai építészetet illeti, a modern Oroszországban nincs többé közös stílus, de a nemzetközi stílusnak nagy befolyása van.

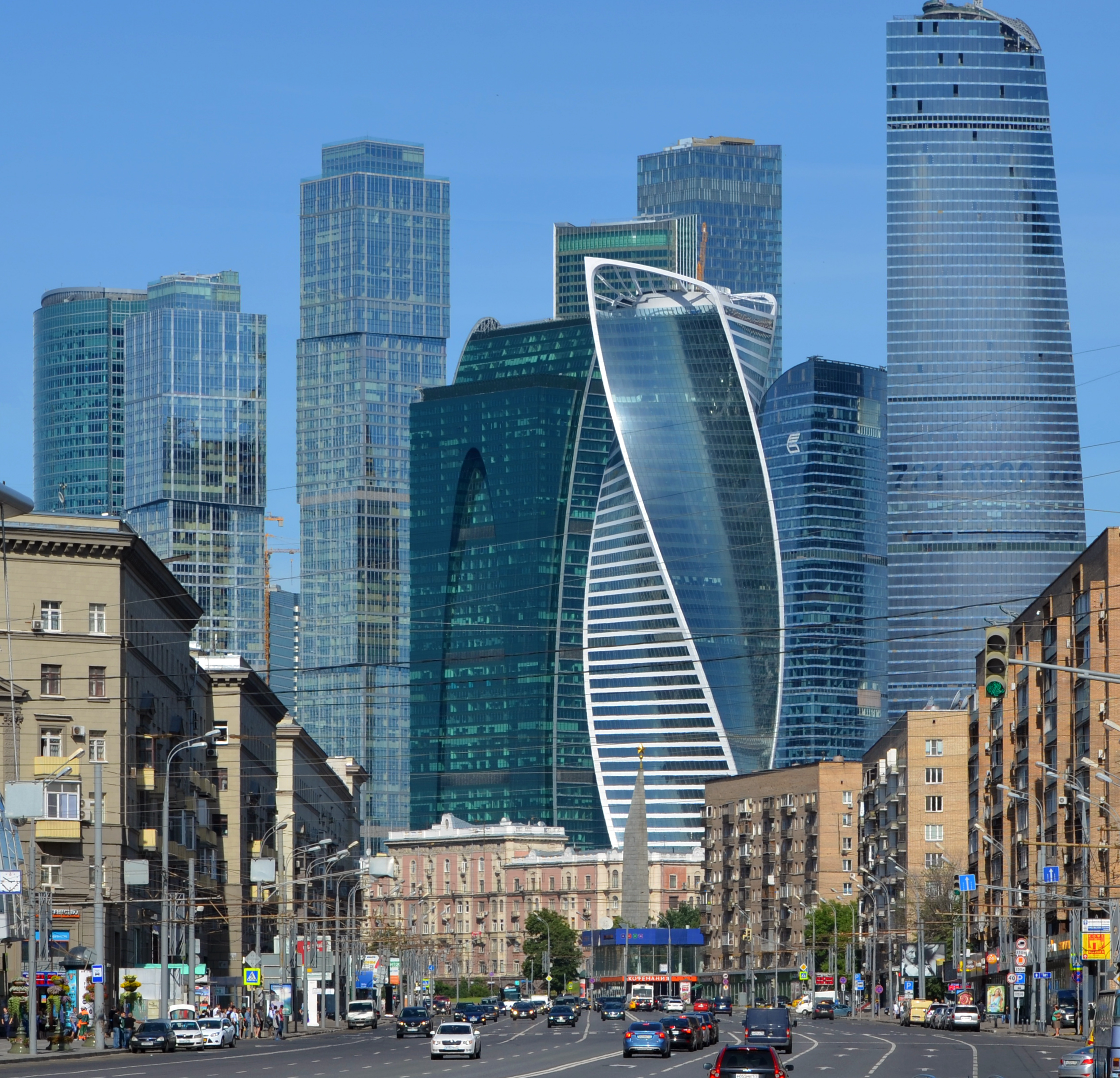
Moszkva üzleti negyedének felhőkarcolói
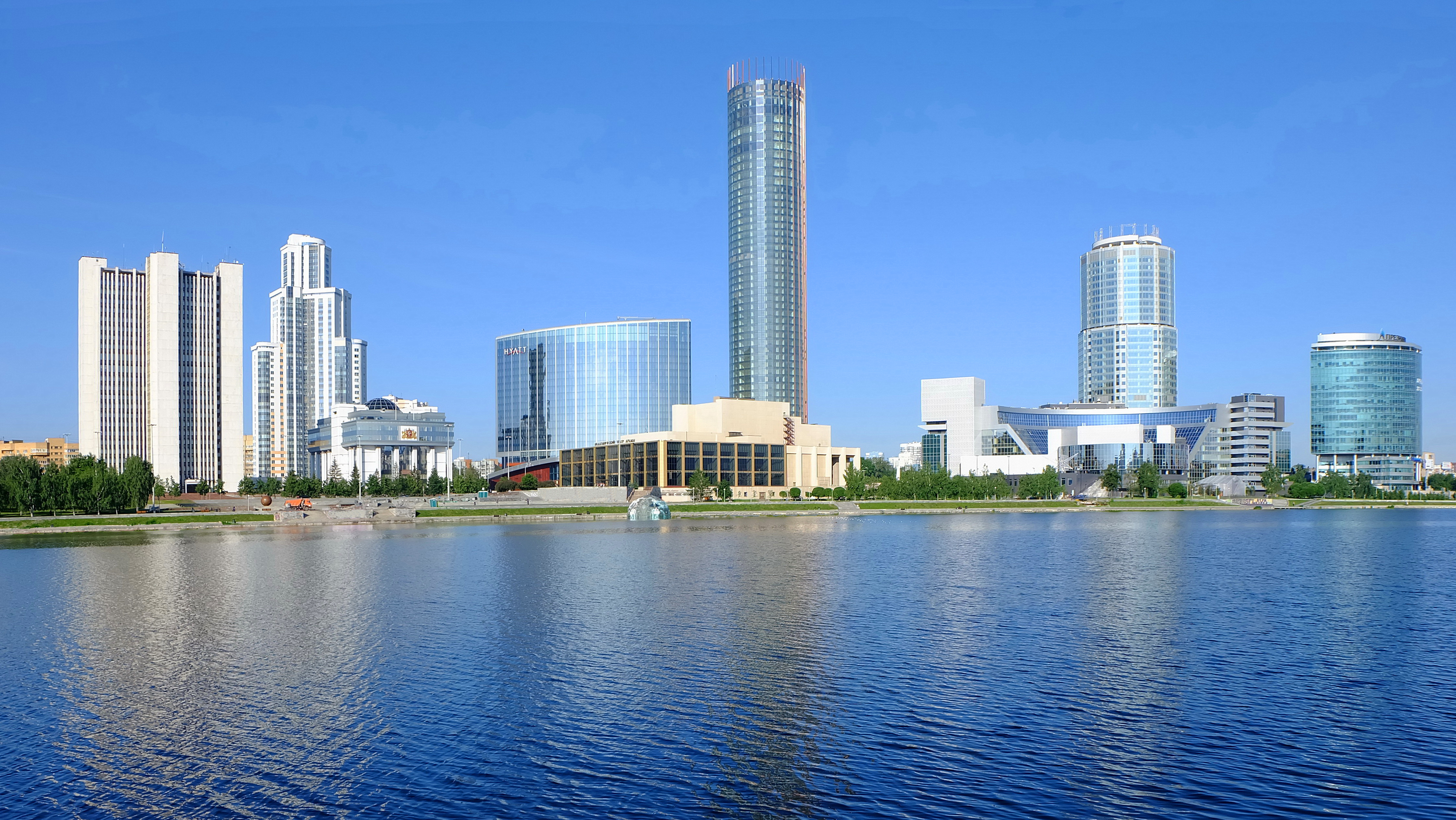
Jekatyerinburg-City
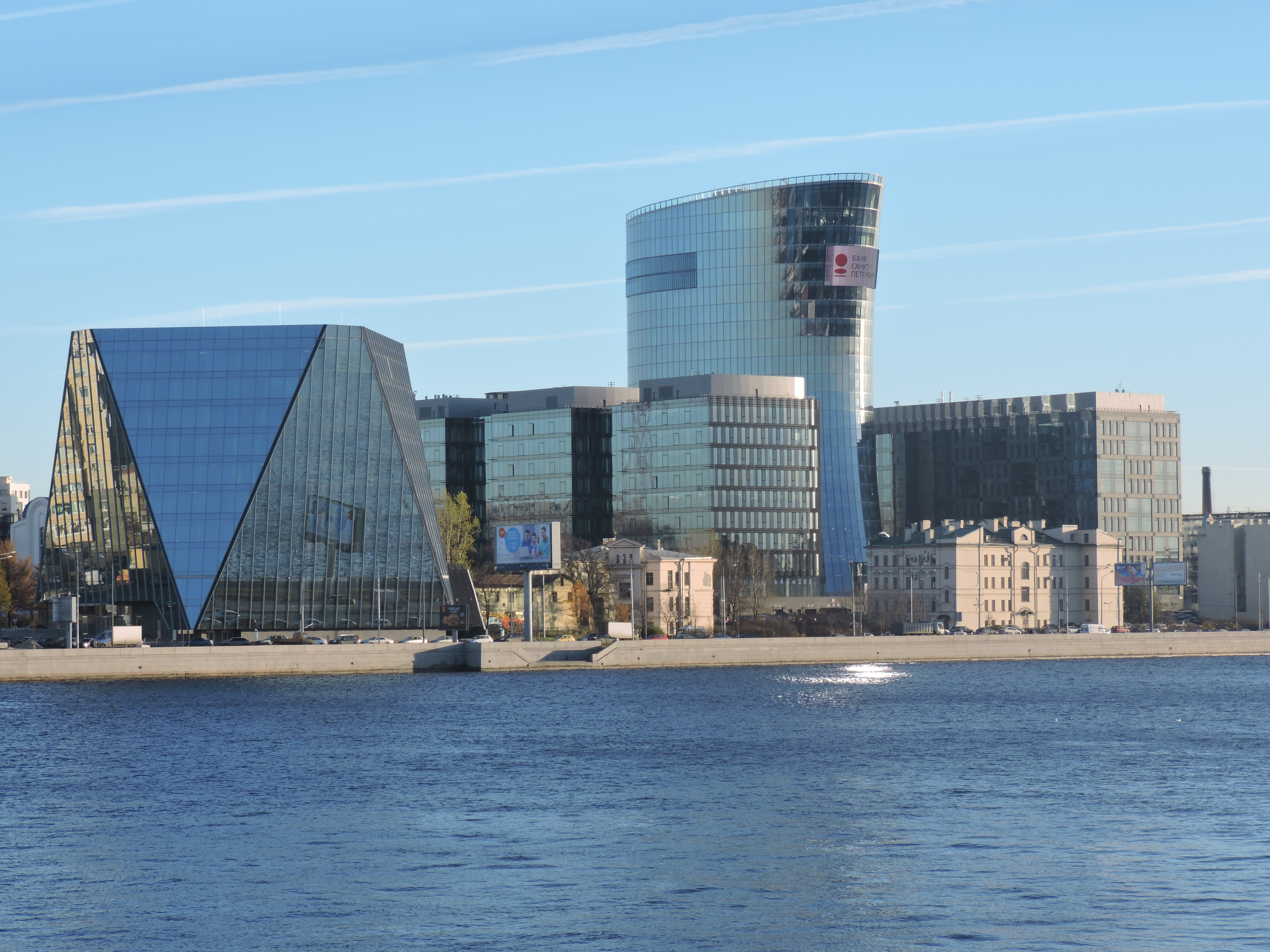
Szentpétervár Plaza irodaház
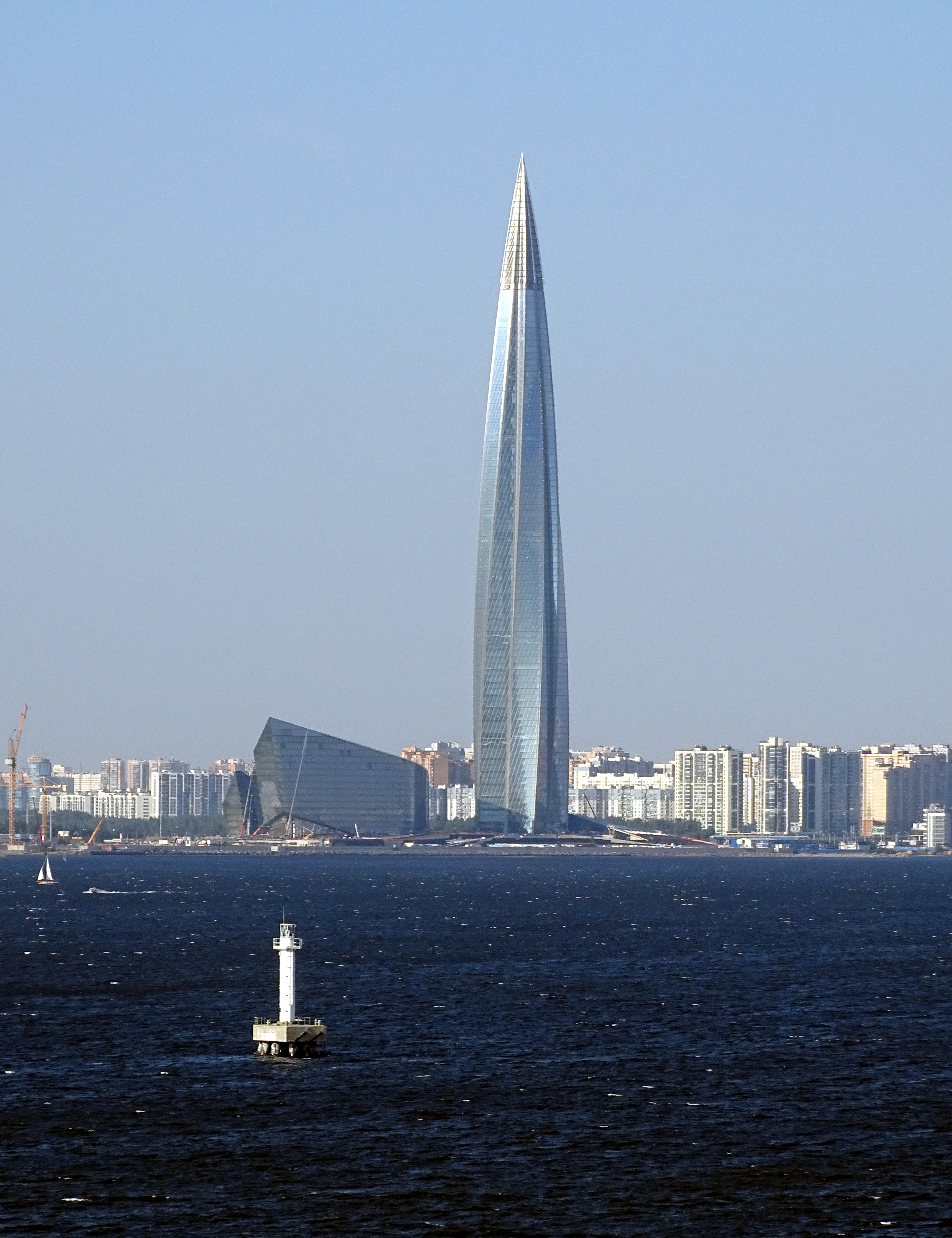
Lahta Centr
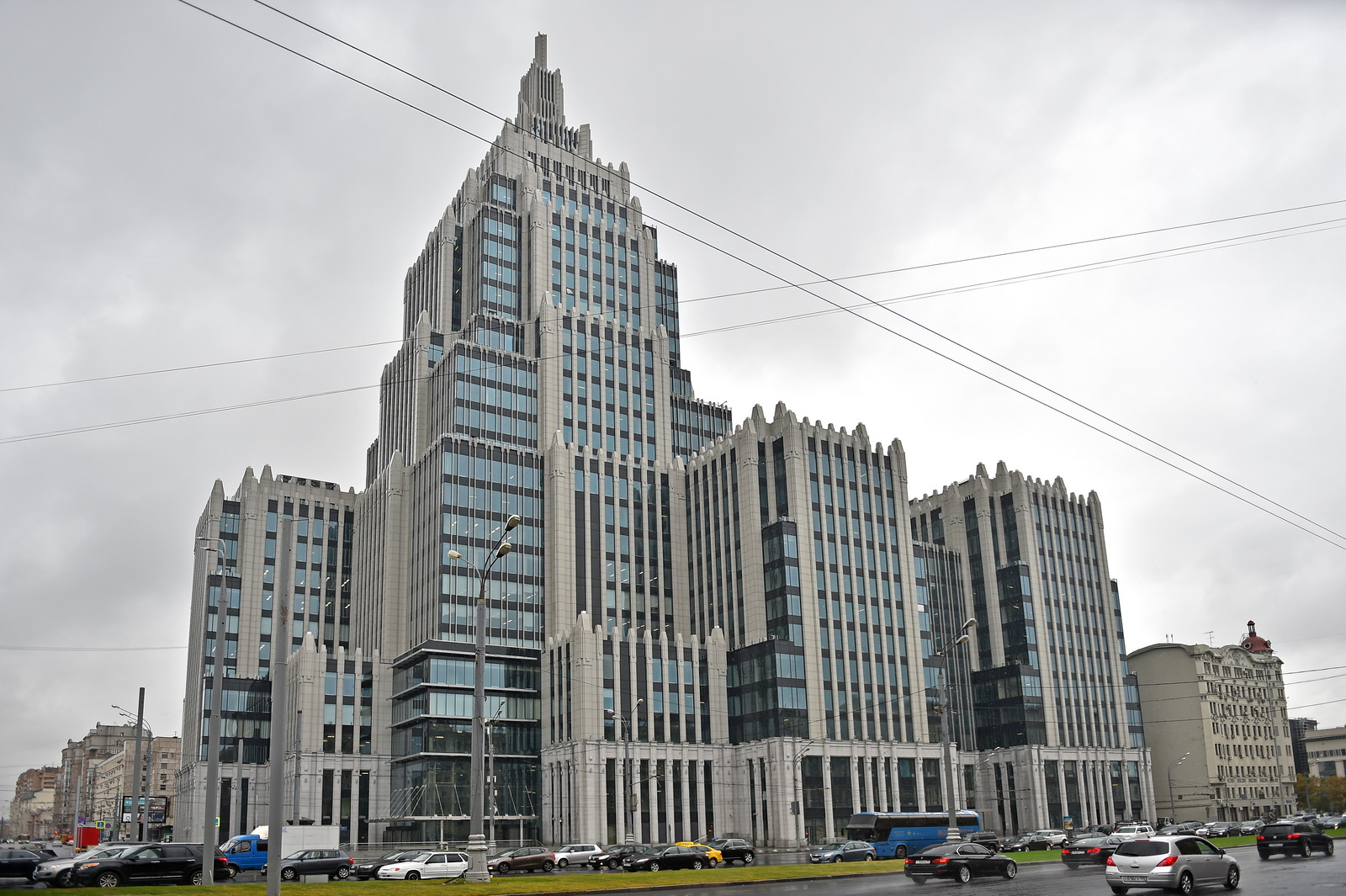
Оружейный Oruzsejnij Komplex
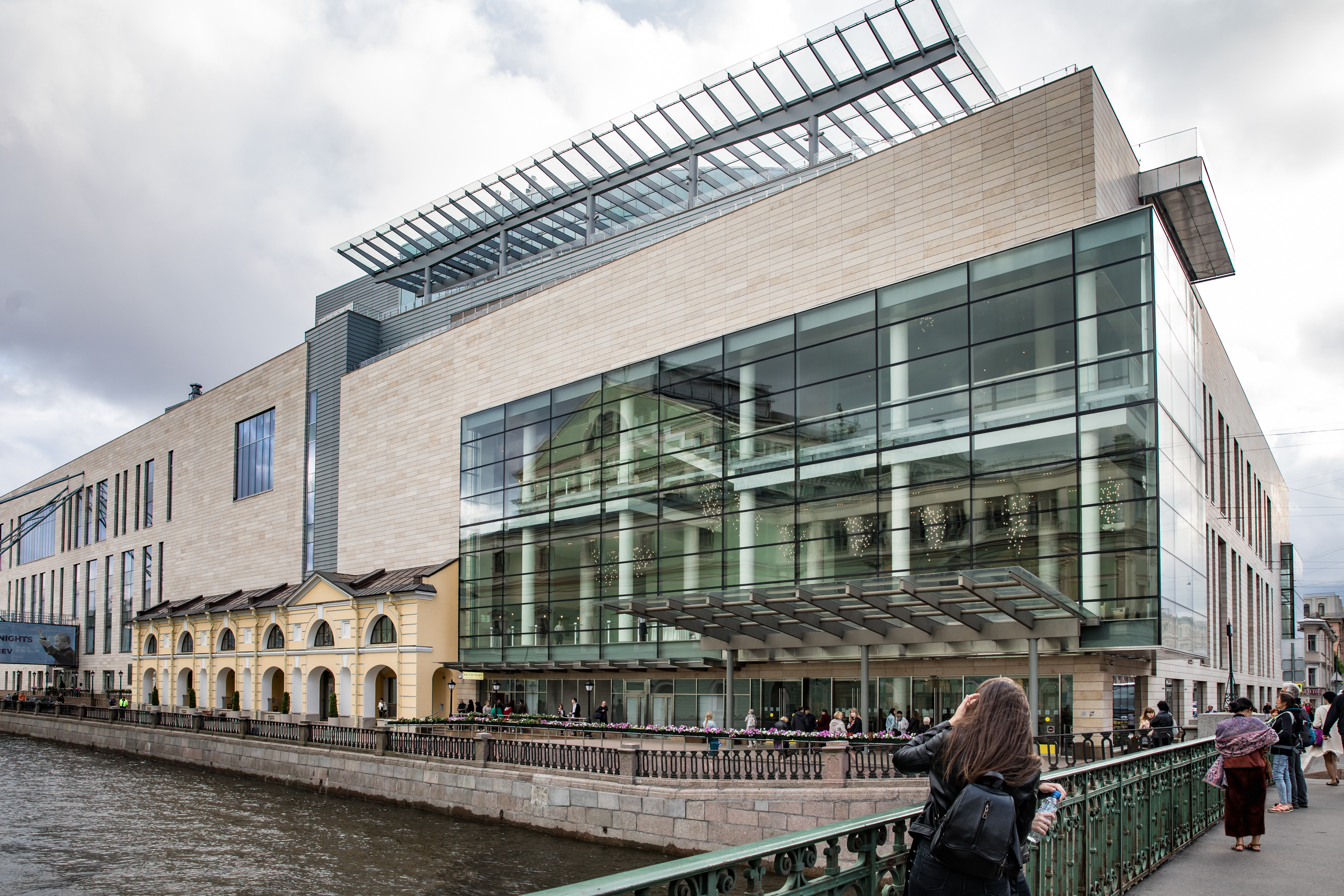
Mariinszkij Színház, Szentpétervár
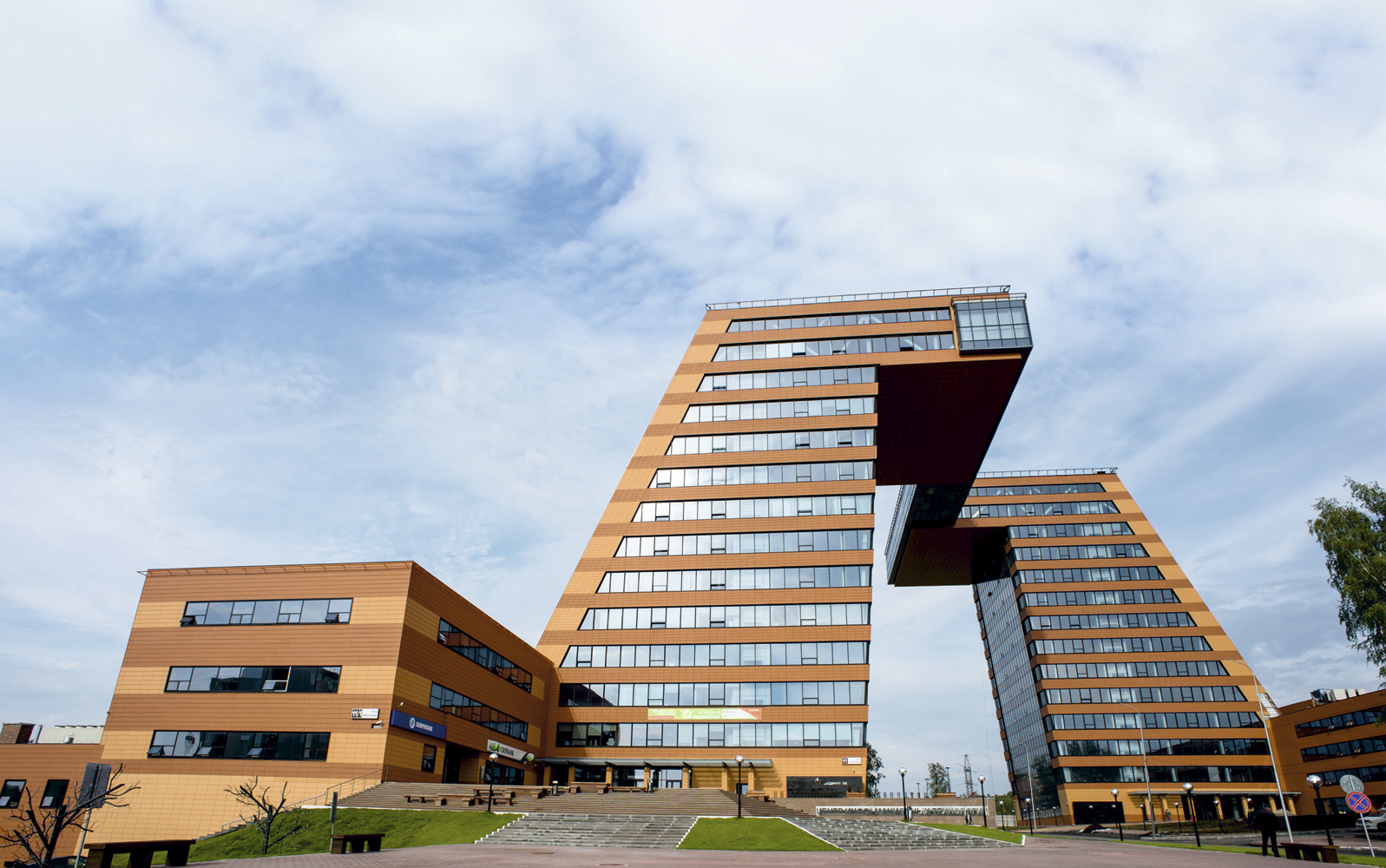
Tyehnopark, Novoszibirszk, Akagyemgorodok
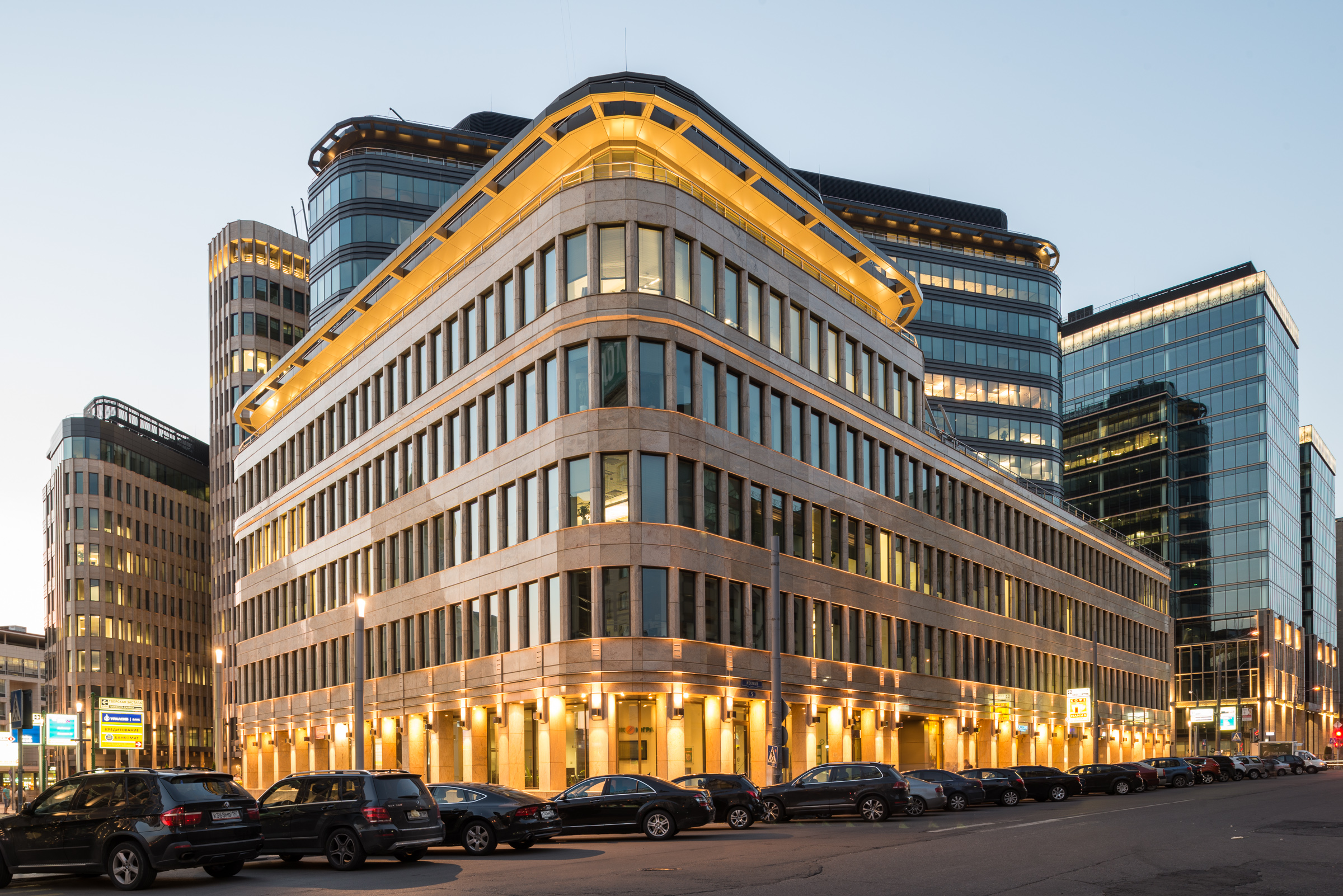
Fehér tér irodaház, Moszkva
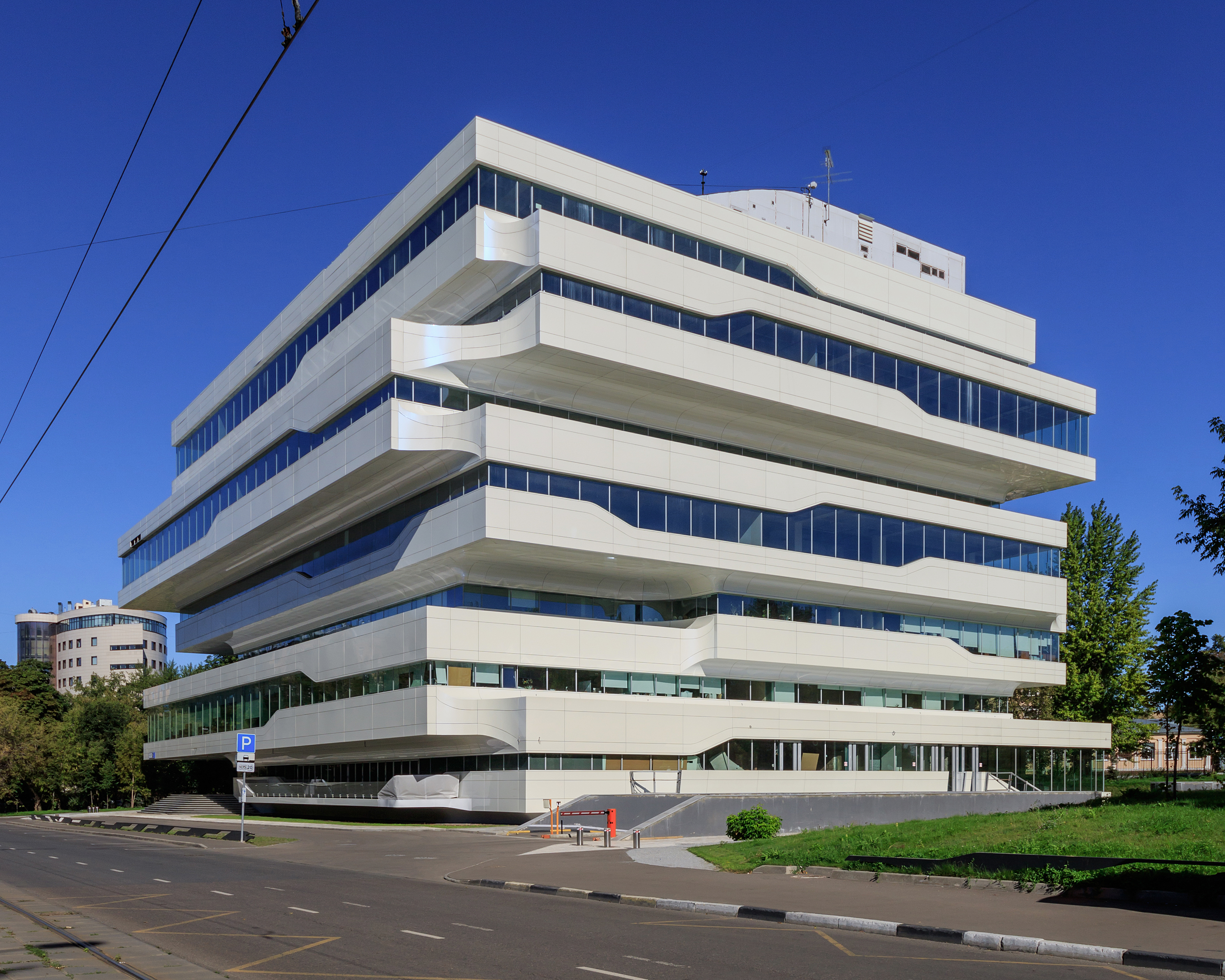
Dominion Tower irodaház, Moszkva

## Fordítás
- Ez a szócikk részben vagy egészben  az   Architecture of Russia című angol Wikipédia-szócikk fordításán alapul.  Az eredeti cikk szerkesztőit annak laptörténete sorolja fel. Ez a jelzés csupán a megfogalmazás eredetét és a szerzői jogokat jelzi, nem szolgál a cikkben szereplő információk forrásmegjelöléseként.